# Pannonhalmi Bencés Főapátság

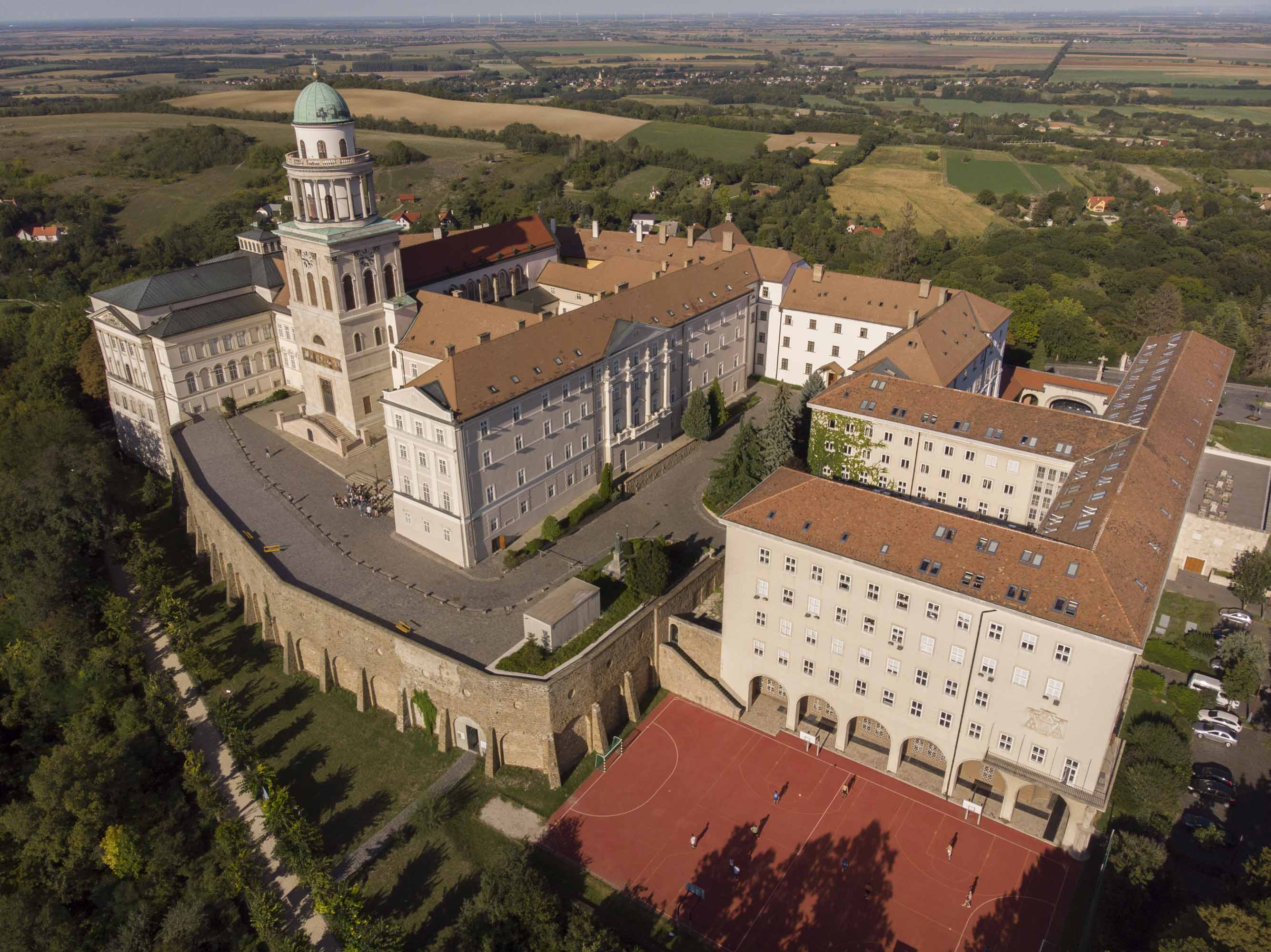
Pannonhalmi Bencés Főapátság

A Pannonhalmi Bencés Főapátság (latinul: Abbatia territorialis Sancti Martini in Monte Pannoniae, németül: Erzabtei Martinsberg) 996-ban alapított és azóta is folyamatosan működő Szent Benedek-rendi monostor, Magyarország egyik kiemelkedő történelmi emlékhelye, egyházi és művészettörténeti központja, Pannonhalma városban (régi nevén Győrszentmárton) található. Napjainkban is élő, mintegy negyven fős szerzetesközösség lakja, akik az ora et labora szellemében végzik a liturgiát, fogadják a lelkigyakorlatozókat, működtetik a bentlakásos gimnáziumot, kulturális munkát végeznek – könyvtár, levéltár, múzeum, könyvkiadó működtetésével, koncertek szervezésével –, valamint dolgoznak az apátság működésének anyagi megalapozásán is, többek között borászat, sörfőzde, gyógynövénykert fenntartásával és vendégek fogadásával.
Pannonhalma mai elnevezése Kazinczy Ferenc költő és Guzmics Izidor bencés szerzetes levelezésében fordult elő először. A főapátság vonzereje és a környék természeti adottságai miatt a város Magyarország turisztikai térképén az egyik leglátogatottabb célpontnak számít, a település a turizmusra van berendezkedve. A fő turisztikai látnivaló, az „ezeréves apátság” nemcsak építészeti jelentőséggel bír, hanem sokoldalú kiállításaival és gyűjteményeivel kultúrtörténeti emlékeket tár a látogató elé. Turisztikai jelentősége miatt Pannonhalmán gyakran csak a Pannonhalmi Bencés Főapátságot értik.
A főapátság látványos épületegyüttese a Bakony és a Kisalföld találkozásánál elterülő, közel 300 méter magas dombon, a Szent Márton-hegyen épült fel. A román stílusú altemplom és kerengő, valamint a gótikus bazilika az évszázadok során barokk és klasszicista stílusú épületrészekkel egészült ki, amelyek a főapátság mai arculatát meghatározzák. A 19. századi könyvtárterem 400 ezres gyűjteményében számos könyvritkaságot őriznek. Az egész épületegyüttest a magyar klasszicizmus egyik legismertebb alkotása, az 55 méter magas torony koronázza.

## Történelem

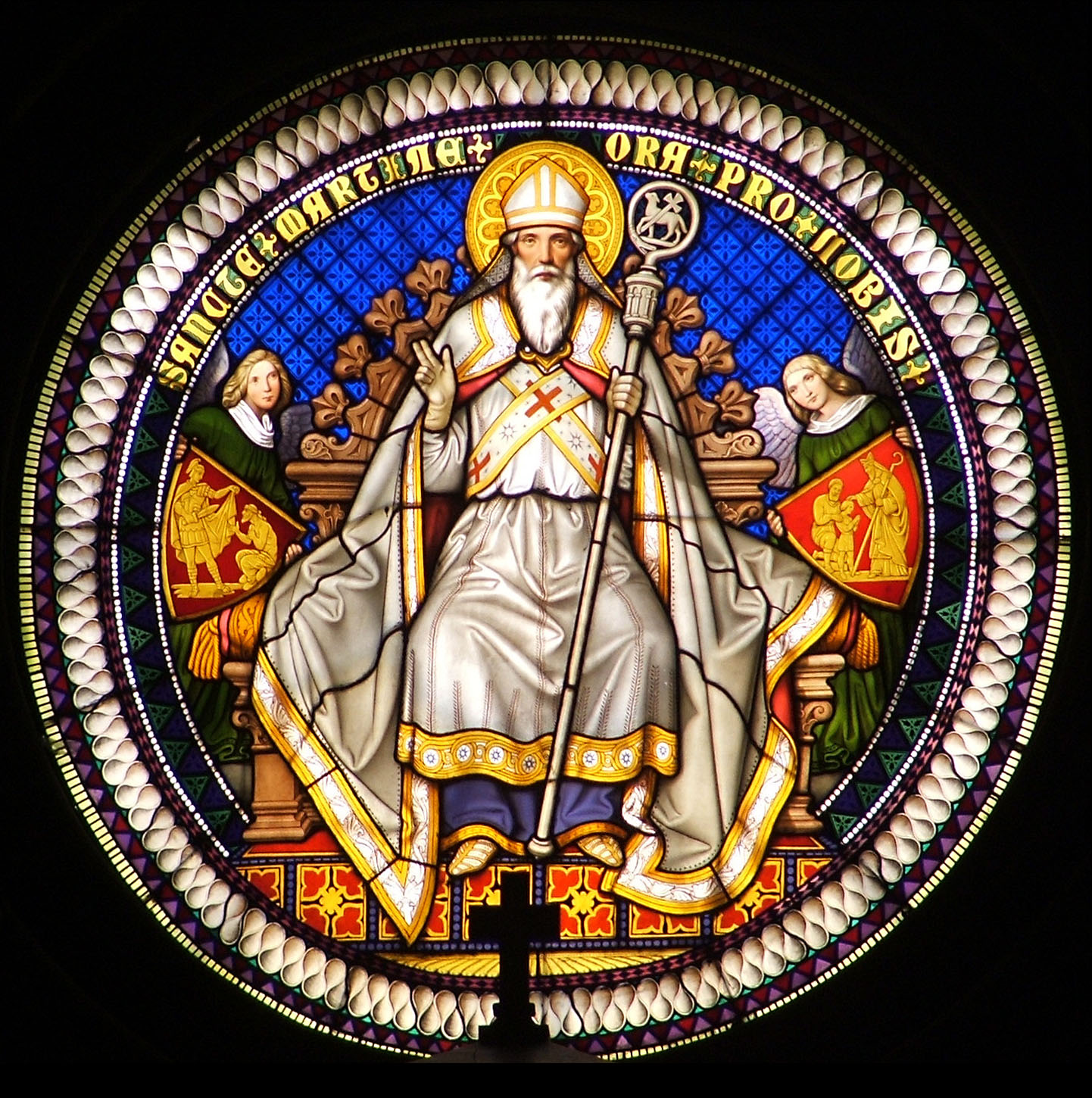
A bazilika Szent Mártont ábrázoló főablaka, a 2012-es átépítés előtt

A város eredeti neve Szentmárton volt, amely egy ősidők óta lakott hely, némely történetíró szerint Civitas Pannonia nevű római város helyén épült. Nevében Tours-i Szent Mártonra utalnak. Az első település a 10–11. században itt álló fejedelmi udvarház és annak Pándzsa-völgyi birtoka volt. A szállást, majd a falut 996-tól alakították ki, miután Géza fejedelem Csehországból behívott bencés szerzeteseket telepített le a dombon. I. István megerősítette a monostor jogait.
Albeus mester, IV. Béla hiteles összeírója, akit a király Szent Márton monostor birtokainak összeírásával bízott meg, 1240 körül említi a falut e néven. Uros apát (1207-1243), a ma is álló templom építtetője visszaverte a mongolokat a monostor-erőd falai alól. A tatárjárás után a falu ismét benépesült. 1334-ben Károly Róbert a pannonhalmi apátot megerősíti az alsoki vásárjogában. A 14–15. század az első nagy felvirágzás ideje. Néhány szomszédos, életképtelenné lett birtok, szállás vagy falu csatlakozásával, illetve beolvasztásával megnőtt a határ, felduzzadt a lakosság és megjelent a szántóvető népesség, vele a telkes, sőt a majoros gazdálkodás is. Részben önállósult Felsok (a mai Váralja), de piac- és vásártere közös Alsokéval. A település a falu (villa) rangjára emelkedett, ekkor már volt temploma (1338) és plébániája, ami nevét a bazilika védőszentjéről kapta.

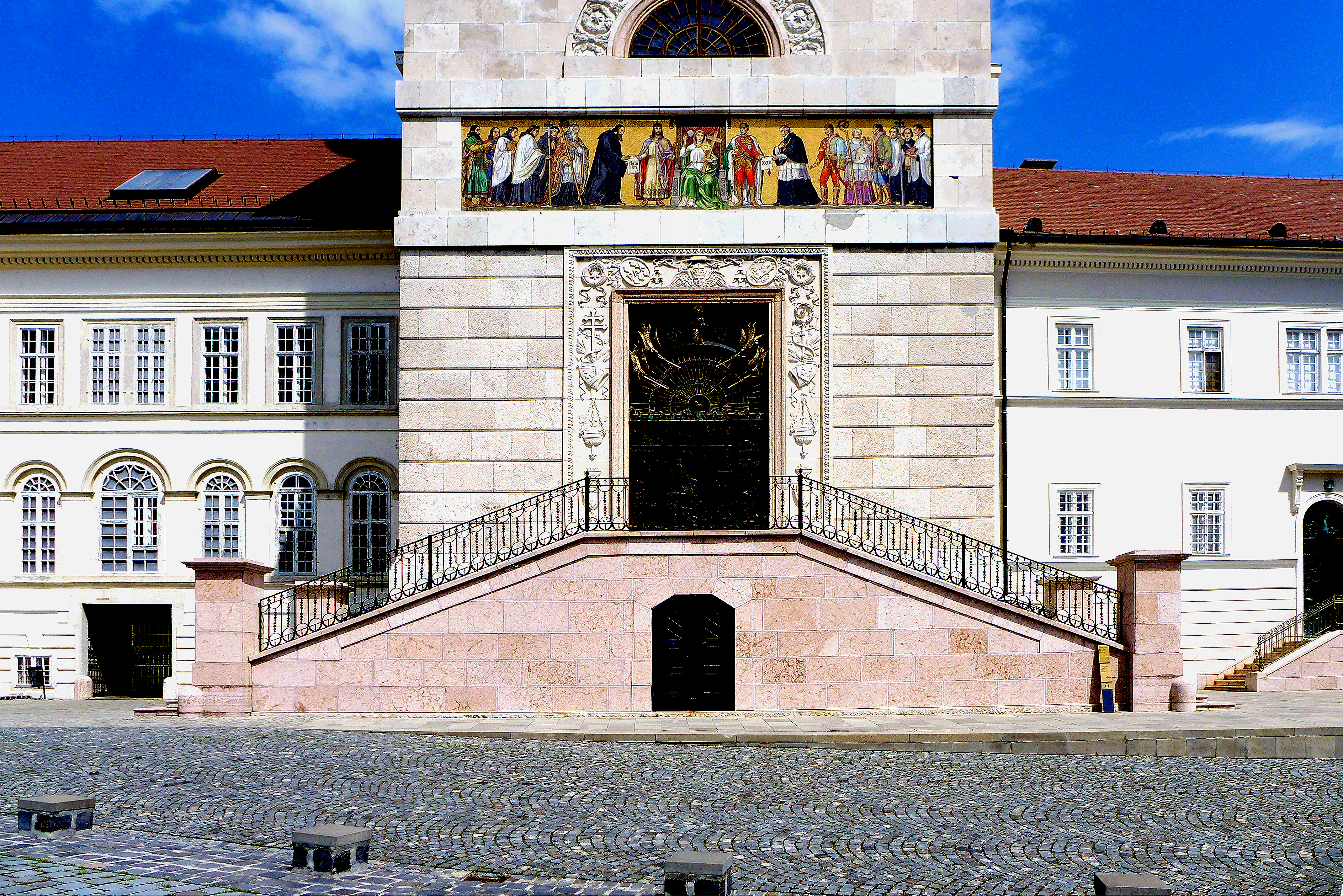
A bazilika portálja a torony alapjával

Tolnai Máté apátsága idején Pannonhalma kiemelt helyet kapott a magyarországi bencés monostorok között, és 1514-ben főapátsággá vált, ám a török hódoltság másfél évszázada alatt a szerzeteseknek többször is el kellett menekülniük hosszabb-rövidebb időszakokra; az épületek megrongálódtak. Ezek többségét Sajghó Benedek főapátsága alatt állították helyre, illetve bővítették ki barokk stílusban.
II. József a rend működését 1786-ban beszüntette. A bencés rendet I. Ferenc 1802-ben állította vissza, amely az oktatást kapta elsődleges feladatául.
A monostor fejlődésének fontosabb állomásai az egyes részek tárgyalásánál olvashatók.
1896-ban Magyarországon hét millenniumi emlékművet emeltek; ezek egyike Pannonhalmán áll.
1996 decemberében a főapátságot és környezetét a világörökség részévé nyilvánították.
2004 decemberében Magyar Örökség díjban részesült.

## Szervezet

### Apátok és főapátok
Forrás (részben):
- Asztrik 996–1006
- Henrik 1008–1027
- Mór 1030–1036
- Déda 1036–1041
- Alberik 1041–1048
- Ramerius 1048–1075
- Guala 1075–1090
- Péter 1090–1114
- Déda 1114–1131
- Dávid 1131–1150
- Rafael 1150–1159
- Rajnald 1159–1176
- Similis 1176–1187
- Péter 1188–1190
- Balázs 1190–1192
- János 1192–1204
- Benedek 1204–1206
- Uros 1207–1242
- Salamon 1243–1252
- Favus 1252–1265
- Bonifác 1265–1281
- Herman (Ármin) 1288–1300
- Miklós I. 1300–1306
- Imre (Henrik) 1306–1307
- Jakab 1307–1308
- János 1308–1309
- László 1309–1311
- Miklós II. 1312–1318
- Miklós III. 1319–1333
- Hammer Vilmos 1333–1354
- Szigfrid 1355–1365
- Czudar László 1365–1372
- Domonkos 1372–1373
- Pál 1373–1376
- Piaszt Ulászló kommendátor 1377–1379
- István 1380–1398
- Marczali Dózsa Miklós kommendátor 1399–1404
- Albeni János 1404–1406
- Órévi Konrád 1406–1408
- Oppelni János kommendátor 1408–1421
- Dobói Miklós 1422–1438
- Héderváry László kommendátor 1439–1447
- Döbrentei Tamás kommendátor 1447–1467
- Vitéz János kommendátor 1467–1472
- Mátyás király kommendátor 1472–1490
- Bakócz Tamás kommendátor 1490–1492
- Borgia Cézár kommendátor 1493
- II. Ulászló kommendátor 1493–1500
- Tolnai Máté 1500–1535
- Győry Mihály 1535–1542
- Nyáry Ferenc 1543–1547
- Csanády János 1548–1556
- Martonfalvi László 1556–1562
- Bocsi Thorday Péter 1563–1566
- Fejérkövy István kommendátor 1567–1593
- Baranyay Pál 1593–1596
- Kutassy János 1597–1601
- Szuhay István 1602–1607
- Himmelreich György kommendátor 1607–1637
- Pálffy Mátyás 1638–1646
- Magger Placid 1647–1667
- Gencsi Egyed 1667–1684
- Simoncsics Gellért 1684-1688
- Rumer Márton 1689–1693
- Lendvay Placid 1693–1699
- Karner Egyed 1699–1708
- Göncz Celesztin 1709–1722
- Sajghó Benedek 1722–1768
- Somogyi Dániel 1768–1801
- Novák Krizosztom 1802–1829
- Kováts Tamás 1829–1841
- Rimely Mihály 1842–1865
- Kruesz Krizosztom 1865–1885
- Vaszary Kolos 1885–1891
- Fehér Ipoly 1892–1910
- Hajdu Tibor 1910–1918
- Bárdos Remig 1920–1932
- Kelemen Krizosztom 1933–1950
- Sárközy Pál 1951–1957
- Legányi Norbert 1957–1969
- Szennay András 1973–1991
- Várszegi Asztrik 1991–2018
- Hortobágyi T. Cirill 2018–

### Egyházközségek
A Pannonhalmi Főapátság a kezdetek óta végzett lelkipásztori munkát, melyben közvetlenül a pápának volt alárendelve. Azaz a pannonhalmi apát, illetve főapát gondoskodott az apátság birtokain lévő lelkipásztori helyek (szerzetespap) plébánosokkal való betöltéséről. Ő végzett minden olyan feladatot, ami nem igényelt fölszentelt püspököt. Ez az állapot 1950-ben a rend működésének korlátozásával megváltozott, és a Pannonhalmi egyházmegye plébánosait a Győri egyházmegye vette át. A II. vatikáni zsinat után az egykori exempt egyházmegye exempt területi apátság lett.
1990 után a főapátság a Győri egyházmegyétől visszakapta plébániáit. Az egyházmegyék 1993. május 30-i rendezése óta a Pannonhalmi Területi Apátsághoz 15 egyházközség tartozik: Bakonybél, Bakonypéterd, Győr-Győrszentiván, Győr-Kismegyer, Győr-Ménfőcsanak, Győrasszonyfa, Lázi, Nyalka, Pannonhalma, Ravazd, Tarjánpuszta, Táp, Tápszentmiklós, Vének, Veszprémvarsány.
A plébánosok részben helyben laknak, részben a többi rendtag segítségével a főapátságból látják el a pasztorációs feladatokat. A pannonhalmi bazilika lelkipásztori munkáját templomigazgató vezeti. A tihanyi perjelség látja el a Veszprémi főegyházmegyében a tihanyi és az aszófői plébániát. Az Esztergom-Budapesti főegyházmegyében a budapesti Szent Szabina-kápolnát, a Győri egyházmegyében a győri és a soproni bencés templomot szintén bencések vezetik.
A pannonhalmi bencés közösség ma mintegy negyven tagot számlál.

## Tevékenységek
A pannonhalmi bencések az ora et labora szellemében végzik a liturgiát, fogadják a lelkigyakorlatozókat, működtetik a bentlakásos gimnáziumot, kulturális munkát végeznek – könyvtár, levéltár, múzeum, könyvkiadó működtetésével, koncertek szervezésével –, valamint dolgoznak az apátság működésének anyagi megalapozásán is, többek között borászat, gyógynövénykert fenntartásával és vendégek fogadásával.

### Hitélet
A bencés közösség életét az imádság, munka és lelki olvasmány hármasa határozza meg. Hangsúlyos szerepe van a liturgia végzésének: napjukat az imaórák liturgiája és az Eucharisztia liturgiája határozza meg. A szerzetesek életében nagy szerepe van a Szentírás olvasásának és az egyéni imádságnak is.
Az apátság mintegy ötven éve fogad lelkigyakorlatozókat a húsvéti szent három nap ünneplésére.

### Intézmények

#### Pannonhalmi Bencés Gimnázium és Szakkollégium
A magyarországi bencés rend 1802 óta foglalkozik középiskolai oktatással és neveléssel; iskoláiban mindig is hangsúlyt helyezett a személyes törődésre és a magas színvonalú képzésre.
Pannonhalma hazánk első, legősibb iskolája. Alapítása 996-ig követhető vissza, István király fiát, Imre herceget is itt oktatták. A gimnázium manapság az ország egyik vezető iskolája.
A gimnáziumban egyházzenei szakiskolai oktatás is folyik, hozzá kollégium csatlakozik, mintegy 300 férőhellyel.

#### Szociális otthonok
Az apátság két szociális otthont is fenntart.

### Gazdálkodás
Az apátság világi tevékenységei is a hagyományos bencés hagyományokat követik. A gazdálkodásból származó gyógynövényekből illóolaj, gyógytea és likőr lesz, a szőlőkből pedig misézéshez is alkalmas bort készítenek. Az utazók és zarándokok ellátásából fejlődött ki a mai vendéglátás, amely már főleg a turizmus kiszolgálására épül. A látogatókat a szálláshelyek mellett étterem, pince, sörfőzde, kávéház, valamint a helyi termékeket árusító boltok várják.

#### Gyógynövénytermesztés és -feldolgozás

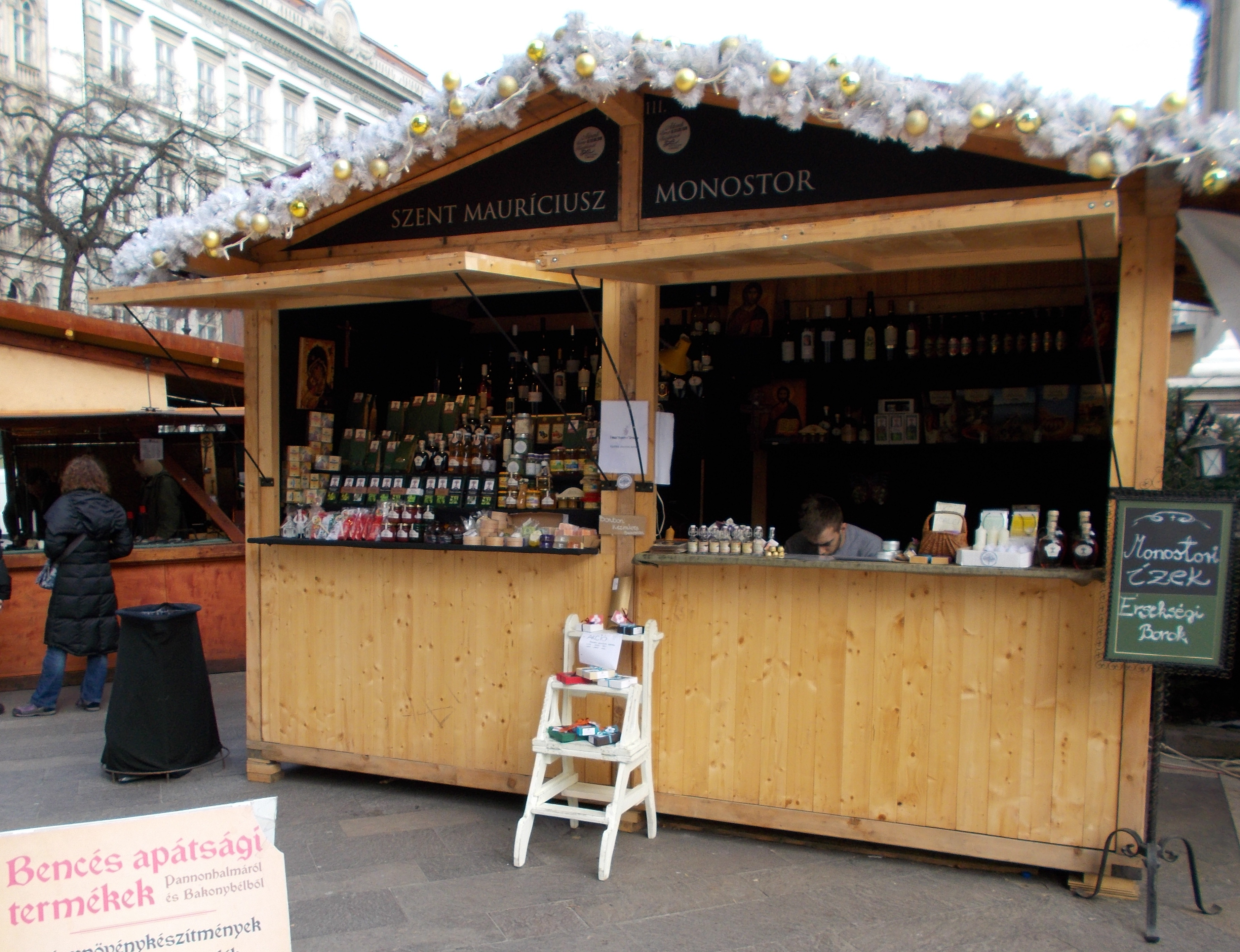
Apátsági termékek Pannonhalmáról és Bakonybélből egy budapesti karácsonyi vásáron

A legismertebb pannonhalmi gyógynövény a levendula, amelyet mintegy 5,5 hektáros ültetvényen termesztenek. A leszüretelt növényből levendulaolajat és levendulavizet állítanak elő az apátság saját saját illóolaj-lepárló üzemében, ahol emellett más bencés monostorok vagy termelők gyógynövényeiből is készítenek illóolajat bérlepárlás keretében. A levendula mellett számos egyéb fűszer- és gyógynövényt termesztenek, ezeket különféle teakeverékek előállítására használják fel, valamint gyümölcspálinka alapú gyógynövénylikőröket készítenek belőlük a hagyományos recept alapján.
A feldolgozás után hátramaradt növényi hulladékot egy modern biomassza fűtőműben égetik el, amellyel az apátság létesítményeinek távhőigényét is nagyrészt fedezni tudják. A fűtőmű 2009-ben épült fel mintegy 200 millió forint európai uniós támogatásból. A helyszín vezetett túra vagy egyeztetés után látogatható.

#### Pannonhalmi Apátsági Pincészet
A századokkal korábban kiteljesedett római szőlő- és borkultúrát a Dunántúlon a betelepített bencés szerzetesek élesztették újjá. Az apátságnak egészen az 1945 utáni államosításig saját borászata volt. Ezt a hagyományt felújítva a rendszerváltás után 2000 m² alapterületű pincét és borházat építettek, és ebben 2003 őszén újraindították a borászatot.
A szőlőt saját ültetvényeiken termelik. Ehhez egyrészt visszavásárolták a főapátság korábbi szőlőinek egy részét, másrészt új ültetvényeket telepítettek. A Pannonhalmi borvidék a Felső-Pannon borrégió része, ahol hagyományosan fehér szőlőket telepítenek. A főapátság szőlőiben egyrészt a hagyományos, helyi fajtákat:
- olaszrizling,
- ezerjó,
- sárfehér,
- bakator

szüretelik, másrészt olyan, nemzetközi fajtákat, amelyek az itteni természeti adottságok alapján minőségi, üde fehérborokat adnak:
- rajnai rizling,
- sauvignon blanc,
- tramini;

harmadrészt olyan, nemzetközi fajtákat (közük vörösborszőlőket is), amelyeket ígéretesnek vélnek:
- chardonnay,
- pinot blanc,
- pinot noir,
- merlot,
- cabernet franc.[10]

#### Viator Apátsági Étterem
A Kosaras-dombon, a Fogadóépület szomszédságában nyílt meg 2010. májusában a Viator Apátsági Étterem. A hely alapítási szándéka szerint a pannonhalmi bencés szerzetesközösség gasztronómiai jelképe: egyszerre tradicionális és modern. Az étteremben kiemelt szerep jut a boroknak, a helyszín az apátsági borászat referenciaéttermének számít. Az épületben konferenciaterem is működik. 2014 nyarától az étterem által működik a az Apátsági Major Látogatóközpontban megnyitott Pausa Apátsági Kávéház is.

#### Pannonhalmi Apátsági Sörfőzde
A magyarországi bencések már a 11. században is foglalkoztak sörfőzéssel, a pannonhalmi sörfőzésről az 1200-as évekből származnak a legrégebbi írásos emlékek. Ennek ellenére csak 1701-ben nyílt meg az első sörfőzde, amikor a pannonhalmi főapát szerződést kötött a német Thomas Mennerrel annak működtetéséről. A szerzetesrendek feloszlatása után csak két évszázaddal később, 2016-ban merült fel a sörfőzés feltámasztásának ötlete. Több évnyi építkezés és a westvletereni apátságban tett tanulmányutat követően 2020. július 17-én nyílt meg az apátság sörfőzdéje a közeli Ravazdon, a főzőmester az egykori pannonhalmi diák, Tihanyi Fülöp lett. A főzde 4 fajta belga típusú sört állít elő, ezek a Blonde, Dubbel, Tripel és Quadrupel.

#### Szent Jakab Ház és Erdei kápolna
A Cseider-völgyben, az apátság közelében fekszik, szinte érintetlen természeti környezetben. Egy meglevő közösségi épület átépítésével és öt új épület megépítésével jött létre. Konferenciaterem, és ifjúsági szálláshely besorolással rendelkező vendégház működik benne.

## Az apátság kultúrtörténeti értékei

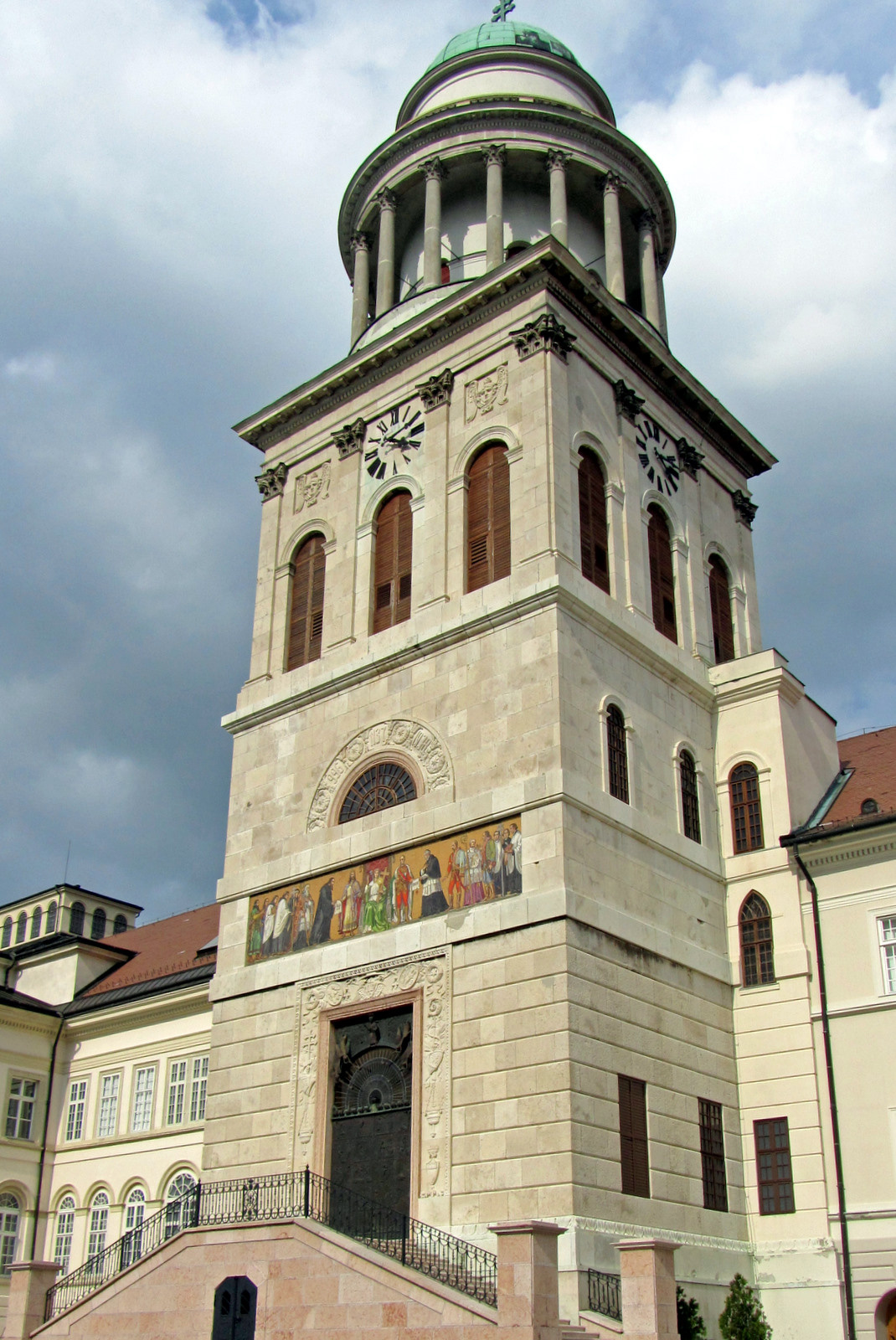
Az 55 m magas harangtorony. Mellette és alatta bejárat a bazilikába

### A Szent Márton-bazilika

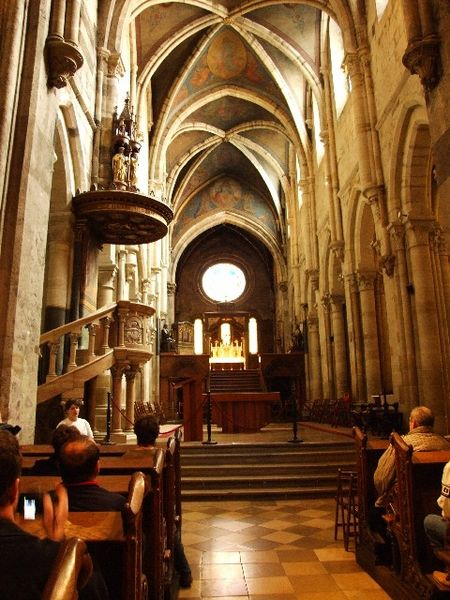
A bazilika belülről, a 2012-es átépítés előtt

A jelenleg álló épület az apátság harmadik temploma, amely korábbi épületek falmaradványait rejti magában. Az első épület felszentelését Szent István király 1002-ben kibocsátott adomány levele datálja. Ebben az oklevélben esik szó arról is, hogy az apátság építését István apja, a 997-ben meghalt Géza fejedelem kezdte el. Nevét Tours-i Szent Mártonról kapta. E korai épületből a főhajót nyugati oldalon lezáró, félkörívű szentély jelenleg padlószint alatt lévő, mintegy 2 méter magas falmaradványa került elő 1994-ben.
1137-ben II. Béla király kancelláriájában állították ki azt az oklevelet, amely a pannonhalmi templom első újjáépítéséről számol be. Az utóbbi évek műemléki kutatásai mutatták ki a mai épület falaiban e 12. századi épület jelentős méretű maradványait. A főszentély északi fala mentén, és a déli mellékhajóban minden kétséget kizáróan 12. századi faldarabok találhatók. A déli mellékhajó oldalfala három korai ablak befalazott maradványát is őrzi.
A jelenlegi, harmadik templom abszolút kronológiájának egyetlen biztos támpontja az ünnepélyes felszentelésről megemlékező, 1225-ben kiállított királyi oklevél, amelynek alapján az építés befejezését 1224-re szokták datálni. Az első műhely munkájának kell tartanunk az altemplom teljes épületét, a keleti szentély oldalfalait, valamint a három ablakkal és rózsaablakkal áttört zárófalát, a diadalív pilléreket a diadalívvel együtt, s végül a diadalív előtti pillérpár, megépítését. Az első műhely működését egységes tervezői és kőfaragói stílus, kiegyensúlyozott, homogén és világos téralkotás, egyöntetű és pazarlóan bőséges növényi díszítés jellemzi.
Az első műhelyt követő második mestercsoport az északi mellékhajó boltozásával és három északi árkádpillér megépítésével foglalkozott. Nagy mértékben megőrizték az előző épület körítőfalait, s az új boltozatok támaszait belevésték abba. Az egységes korai gótikus levéldíszt heterogén díszítőkincs váltotta fel. A második műhely és a templomot befejező harmadik mestercsoport közötti nagyon rövid közjáték résztvevőjeként kell tekintenünk azokat a mestereket, akik a déli mellékhajó valószínűleg egyszer már teljesen lezárt keleti végét áttörték és ebben az irányban újabb szentélyszakaszt vagy apszist toldottak hozzá. E toldás a 15. század végén bekövetkezett átépítéskor elpusztult, egyértelmű nyomait a falpilléreken találjuk meg. Az eltérő vastagságú hengeres támaszokat íves kapcsolatokkal fűzték egymáshoz.

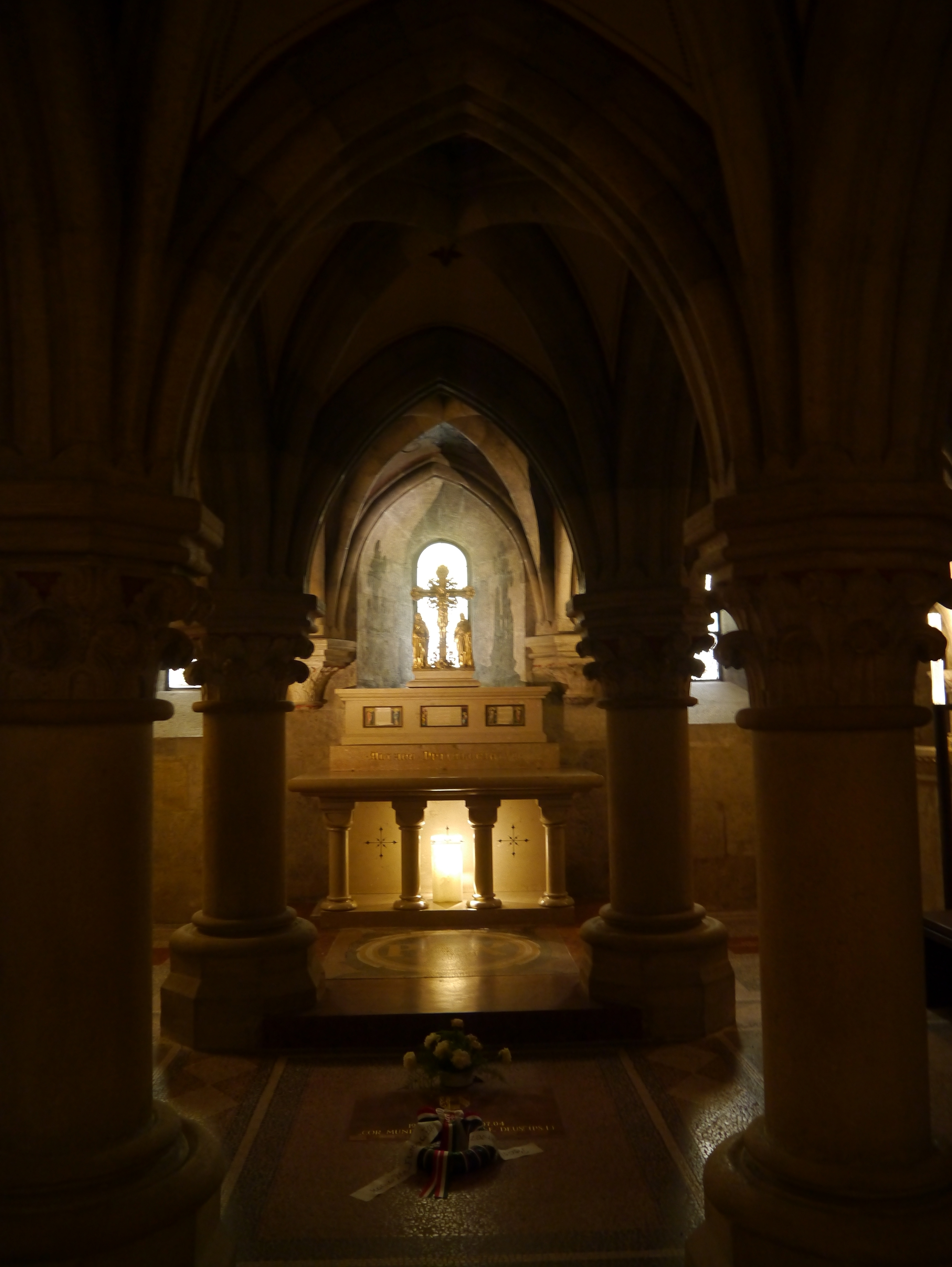
Az altemplom

A harmadik műhely tevékenykedése az építkezések utolsó néhány évére, már az 1220-as évekre esik. Ők építették meg a főhajó hatsüveges boltozatait, a két utolsó északi árkádpillért, a déli főhajópilléreket, a déli mellékhajónak az új árkádpillérekkel azonos tengelyű falpilléreit, a déli mellékhajó négysüveges boltozatait a már álló keleti szakasz kivételével, továbbá kifaragták és feltehetően a megtartott 12. századi fal létező kapunyílásaiba beépítették az új déli (Porta speciosa) és északi (Királykapu) kapuk bélletköveit. A harmadik műhely nemcsak a boltozat típusában alkotott a korábbi mesterek elképzelésétől gyökeresen eltérőt, hanem a pillérek alakját, szerkesztési módját is radikálisan megváltoztatta: a régies, „görögkereszt alaprajzú” formát, a hengeres pillérmag köré sugárirányban elrendezett, eltérő átmérőjű hengeres támaszok rendszerét dolgozta ki. A teherhordáshoz arányított, egyöntetű függőleges tagolásra törekvő, kötegelt pillérek az észak-francia gótikus építészet fejleményei. Megjelenésük alapvető stílusfordulatot jelez Pannonhalma építéstörténetében. Az új műhely munkába állása, az áttérés az új pillértípus tagolásrendjére az eldolgozási helyeknél, a pilléreken és a főhajó gádorfalain érhető tetten. Az új műhely épületszobrászati formakincse a klasszikus gótikus építészet észak-francia műhelyeiből ered. A pilléreket vájatolt felszínű, telt bimbós levelek díszítik, a bimbós levelek sorát helyenként naturalisztikus felfogású indadísszel egyesítve. A vezető mester a Porta speciosa tervezője lehetett. A kapu legépebb része, az archivolt levélsoros és áttört indás kitöltése a reimsi katedrális északi kereszthajókarjának zárófalán dolgozó kőfaragók munkáival mutat szoros rokonságot.
A templomot 1870 és 1876 között Storno Ferenc vezetésével átépítették. A neogótikus és historizáló elemek közül többek között ekkor készültek a színes üvegablakok és a Szent Mártont ábrázoló nagy méretű rózsaablakot, a festett mennyezet és a faragott padok.
Az eredeti gótikus templomhoz jobban hasonlító állapot helyreállításának előkészítése 1996-ban kezdődött meg. A szerzetesek a brit John Pawson építészt bízták meg a tervezéssel, a szerződést 2007-ben kötötték meg. A műemlékvédelemmel egyeztetve tervezték meg az új, minimalista belsőt, így eltávolították a szószéket, a szobrokat, a faragott padokat valamint a rózsaablakot, amelyeket aztán máshol állítottak ki. A 19. századi kőpadlót süttői mészkőre cserélték, a műemlékvédőkkel való kompromisszum keretében viszont megmaradtak az oldalsó üvegablakok, a baldachinos oltár, valamint a letompított színű mennyezeti freskók is. A teret modern és letisztult diófa bútorokkal egészítették ki, az egységes megjelenést pedig a fehér ónixból készült rózsaablak, szószék, szembemiséző oltár és a keresztelő medence tengelye adja meg. Az átépítés erősen megosztotta a közönséget, egyesek támogatták a letisztult és egyszerű, az eredetihez közelebb álló megjelenést, míg mások ellenezték a templom 19. századi megjelenésének túlzott eltávolítását. Az építőmunkálatok 2011 és 2012 között zajlottak, a bazilikát 2012. augusztus 27-én szentelték újra.

### Az altemplom
A főhajó két szélén nyíló kapukon át megközelíthető altemplom hat oszlopon és konzolokon nyugvó keresztboltozatokkal fedett négyszögű tér. Keleti zárófalán három félköríves záródású ablak. Az oszlopok széles nyolcszögletű talplemezeken nyugszanak. A fejezeteket és a konzolokat tömött, bimbós levéldísz borítja. A nyugati boltszakaszokban a növényi ornamentikát emberfejekből összeállított figurális faragványok gazdagítják. A keleti boltszakaszban mindkét oldalfalba egy-egy fülke mélyül: az északi armarium fülke (könyvek és liturgikus eszközök tárolóhelye) a déli lavabo volt. A lejáratok között az altemplom nyugati falába mélyülő, vörös márvánnyal burkolt félkörös záródású ülőfülke, eredetileg bizonyosan apáti trónus volt, a hagyomány Szent István székének tartja. Az oldalfalakhoz tartozó, az altemplom boltozati rendszerével semmilyen összefüggésben nem lévő falpillérek valószínűleg a templomépítés közben megváltozott első tervének a tartozékai. Az altemplom ma látható román stílusú vörösmárvány lejárati kapui 1700 körül készültek alkalmazkodva a 13. századi Porta speciosa és a szintén e korból való refektórium kapu stílusához.
Az altemplomban helyezték el Habsburg Ottó szívurnáját.

### A kerengő

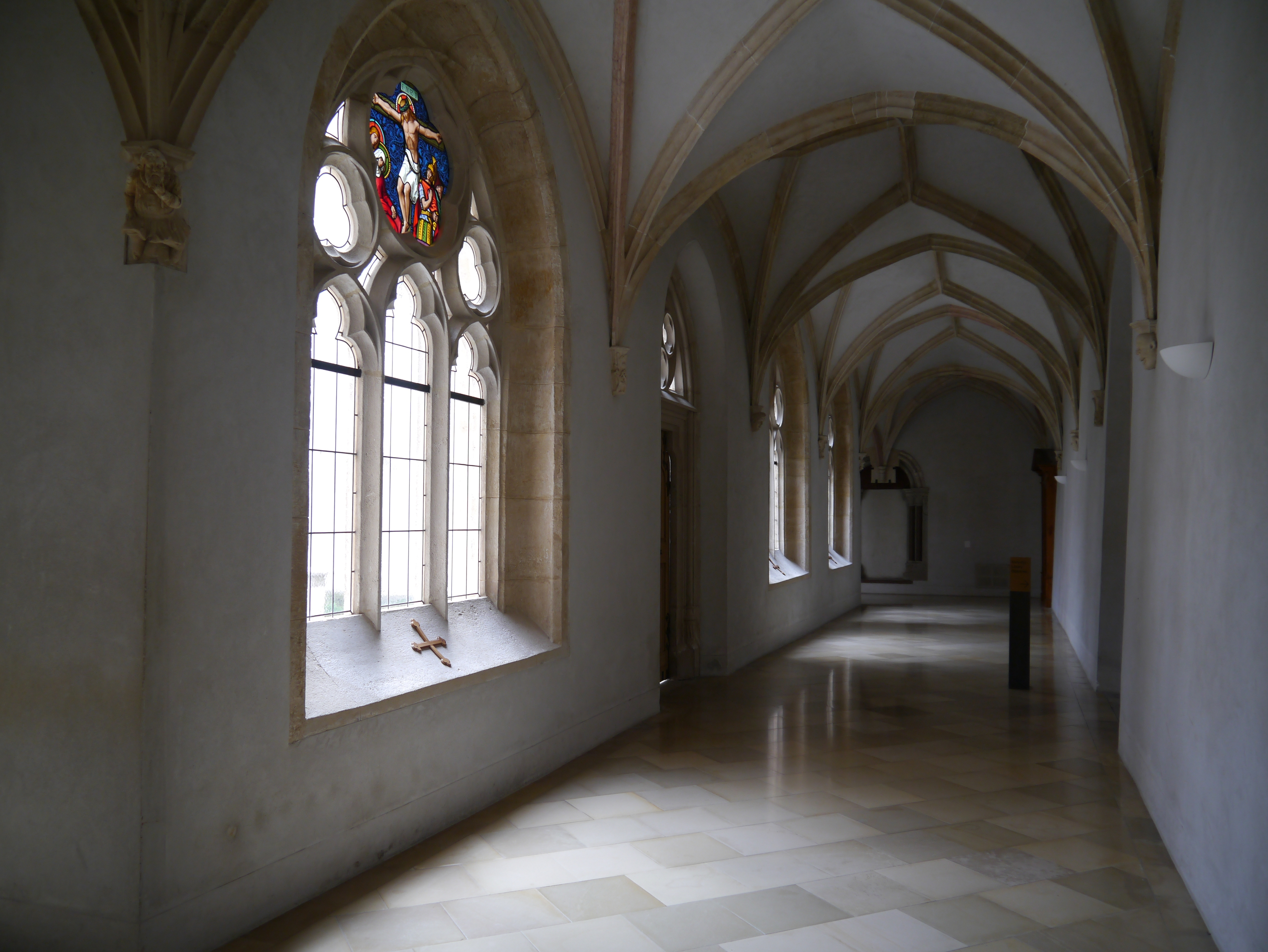
A kerengő

A bencés hagyományokat követő monostorelrendezésnek ma Magyarországon Pannonhalma az egyetlen épen maradt példája. A kerengő, a négyszögletes udvart körülvevő folyosó volt a monostor középpontja. Körülötte bonyolódott a monostor élete. Északi oldalán áll a templom. A keleti épületszárnyban lehetett a káptalanterem, ahol a monostor lakói az apát vezetésével imádkoztak és megbeszélték mindennapos dolgaikat. A déli oldalhoz csatlakozott az ebédlőterem. Az ebédlő mellett volt a melegedőszoba. (A középkori monostorokban nem fűtötték a lakószobákat.) A nyugati szárnyban műhelyek, írószobák (scriptorium) voltak. A hálóhelyiségeket az emeleten rendezték be. A kis udvarban virágokat, gyógynövényeket ültettek, ez volt a középkori monostor gyógyszertára, paradicsomkertnek Paradisumnak is nevezték. Az eredeti román stílusú kerengőt, mely a 13. században épült, ennek anyagait felhasználva Mátyás király korában, 1486-ban teljesen átépítették gótikus stílusban, ezt az évszámot az egyik sarokkő gótikus számjegyekkel is megőrizte. A kerengő ekkor nyerte el ma is látható formáját. Érdekes a boltozat bordázatának vonalvezetése és ezek kétszer vályúzott profilja, mely a 15. század negyvenes éveitől kezdve általános. Megtaláljuk a budai várpalota leletanyagában, Mátyás király visegrádi palotájának kerengőjében, a Margit-szigeti domonkos nővérek 1515-ben épült szentélyében. A monostor kerengőjének helyreállítása hozta felszínre a bazilika déli falán lévő falképet, a „VOLTO SANTO” Krisztus-képet, amelynek keletkezési ideje szintén a 14. századra tehető. A Porta speciosa bal oldalán található falfülke szintén a 15. század végéről való. Itt tartották a monostor könyveinek egy részét. A körbefutó folyosón olvasgatták ugyanis a szentatyák írásait, ahogy Szent Benedek azt Regulájában előírja. Külön érdekesség az oszlopok díszítése. Különböző növényi ábrázolásokat találhatunk meg többségében, melyek mindegyikének megvolt a maga szimbolikus jelentése. Vannak azonban emberfejekkel és egyéb szimbólumokkal kifejezett tanítás vagy erény. Ezek ugyanis szintén a körbe-körbe járkáló, elmélkedő szerzetes elmélyülését segítették.
A kerengő északkeleti sarkában nyílik a Szent István-kápolna. A középkorban a betegek kápolnája állt itt. A 19. századi restauráláskor teljesen átépítették, s akkor készült a két festett üvegablak is, melyeket Benczúr Gyula festményei alapján Róth Miksa készített. „Vajk megkeresztelkedése” és „Szent István felajánlja a koronát Szűz Máriának”. Ennek kapuzata, oltára, a kerengő ablakainak kőrácsai és a keresztút képei Storno Ferenc tervei alapján készültek.

### A porta speciosa

A Porta Speciosa

Pillérrészletek a Porta Speciosán

A templom déli főkapuja (díszbejárat), amely a déli mellékhajóból lépcsőzet közbeiktatásával vezet a kerengőbe. Neve a jeruzsálemi Templom egyik kapujának nevére utal vissza. A név használatának első ismert, írott emléke a kapu 1700-ban történt felújításáról szóló egykorú feljegyzés.
A templom elsősorban a szerzetesek számára épült, és nem az idesereglő zarándokoknak, s ezért van, hogy a templom „Szép kapu”-ja a kerengő fele nyílik és nem a külső térbe, a bástyára. A bélletfalak síkja előtt kiugró padkán öt-öt oszloppár áll közös talplemezű lábazatokon és egybefüggő ikeroszlopfőkkel lezárva. A törzsek anyaga vörös márvány, a lábazatoké szürke, a fejezeteké fehér mészkő. Az archivolt félkörös ívei váltakozva fehér mészkőből és vörös márványból készültek. Az ívek váltakozva geometrikus tagozásúak, illetve áttört faragású, növényi motívumokkal díszítettek. A kőlapra festett Szent Márton kép felső rétege az 1875-ben befejeződött restaurálás emléke, alatta hasonló témájú, 18. századi kép rejtőzik. A kapu összképét egyrészt a rendkívül ritka megoldást képviselő ikeroszlopos béllet, másrészt a színes és mesterségesen színezett, aranyozott építőkövek színpompás, gazdag fény-árnyék effektusokat egyesítő látványa határozza meg. A kapu tervezője az 1224-ben felszentelt templom déli mellékhajóját és főhajóját beboltozó műhelyhez tartozott. Az építmény típusa és a díszítmények stílusa a klasszikus gótikus művészet 1220 körüli emlékeivel (Chartres, Reims) áll közvetlen kapcsolatban.

### Az ebédlő
A monostori ebédlőterem (refectorium) hajdani bejáratát emléktábla őrzi. Eredetileg a kerengőből nyílott és a déli szárnyat foglalta el. A monostor keleti szárnyában a 17. században Sajghó Benedek emeltetett új ebédlőtermet. Az építőmestert Wittwer Mártonnak (Fráter Atanáznak) hívták. A belső tér szigorú szimmetriáját Davide Antonio Fossati svájci születésű velencei festőmester munkája is emeli. Mind az építész, mind a festőművész alkotása a barokk művészetet idézik. A terem keleti oldalát három hatalmas ablak töri át. A bejárati ajtó a nyugati fal középvonalában helyezkedik el.
A téglalap alakú teret laposan ívelő boltozat fedi le. A termet igazából a festő alkotása emelte monumentális barokk alkotássá. Az ablakok között lévő súlyos pilliaszterekre stukkókeretes freskókat, a laposan ívelő boltozatra kupolaszerűen öblös mennyezetet festett. Az ovális kupolát bábos korláttal szegélyezte, a kupola tetejét megnyitotta. A nyitott tetejű kupolán keresztül beáramló felhők közt Szent István királyt festette meg, előtte erőteljes mozgalmassággal megfestett angyalok emelik a magyar koronát. Az ebédlő valamennyi képe valamilyen módon az étkezéssel kapcsolatos: Krisztus a kereszten, mikor epével kínálják, Krisztus megkísértése, mikor a Sátán azt mondja neki, hogy a köveket változtassa kenyérré, és abból egyen. A következő képek ószövetségi jeleneteket idéznek: Dániel próféta az oroszlánok vermében, mikor Habakuk próféta ételt visz neki; Baltazár király lakomája, mikor a falon titokzatos írás jelent meg, s „azon az éjjelen megöletett a kaldeus Baltazár király”. Ezután ismét egy újszövetségi jelenet következik: Heródes Antipász fejedelem lakomája, amikor is Salomé közeledik feléje Keresztelő Szent János fejével. Az utolsó nagy kép pedig Szent Benedeket ábrázolja a vicovaroi monostor ebédlőjében: a romlott szerzetesek meg akarják mérgezni apátjukat.
A terem négy sarkában a négy evangélista, az ablakok feletti stukkókeretekben pedig a rend jótevőit – Szent Lászlót, Szent Imrét, II. Endrét, II. Ulászlót, Ferdinándot –, továbbá bencés főpapokat – Adalbertet, Gellértet, Anasztázt, Mórt és Bonifácot festette meg Fossati.
Az ablakfülkékben stukkókeretes emblémákat láthatunk feliratokkal, melyek a szerzeteséletre utalnak: a Nap napórával: „Megszabja és megtartja a törvényt”; egy anyasas repülésre készteti lusta fiókáit: „Gyűlöli a tétleneket.”; egy másik képen egy tükröt láthatunk: „Mindenkinek megadja a magáét.”; egy ferde oszlop képe: „Ami nem egyenes, megdől.”; szarvasok úsznak keresztül szorosan egymáshoz zárkózva a megáradt folyón: „Az egyetértők útja biztonságos”; karikára fűzött kulcsok: „Nem értünk mindnyájan mindenhez.”; kalitkában ülő madár, melyre kintről leselkedik a sas: „A monostor biztos menedéket ad.”; szétpattant abroncsú hordó: „A szabadosság elveszejt.”
A déli fal egyik emblémáján magas pálmákat látunk: „Hogy az ég felé törjenek.”; a másikon szorgoskodó méhek tanítanak: „A munka zsengéje az oltáré.” a nyulat kergető kutya: „Nem magának, hanem az urának.”. A nyugati fal festett ablakában egy elszabadult ló rohan a szakadék felé: „Hiába rángatod már a megeresztett gyeplőt.”; a tékozló fiú mostoha sorsa: „A tékozló a moslék mellett.”. Az északi festett ablakon a vezérdaru „Példát ad a fáradalmak elviselésére.”
Mivel az ebédlőterem ma is használatban van, turisták nem látogathatják!

### A könyvtár

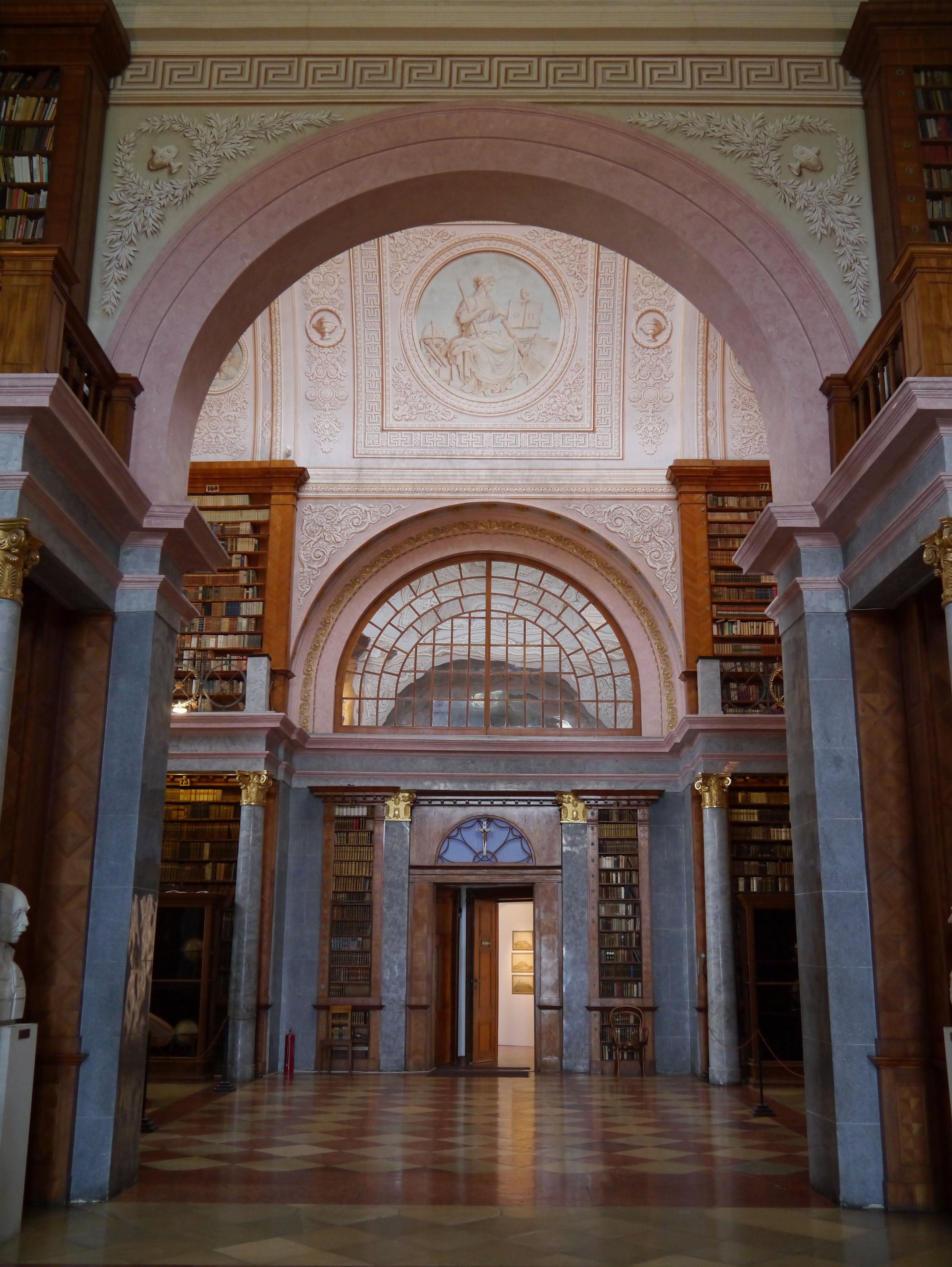
A 400 000 kötet tárolóhelye

Kelet-nyugati tájolású, hosszanti elrendezésű, hossz és keresztszárnyból álló négyszintes épület három rizalitra osztott homlokzattal. Nyugat felől a középső rizalit masszív alapépítményének falát három kis méretű félkörös ablak töri át. A középrizalit efölött kéttengelyes. A nagy ablakokkal és vakablakokkal tagolt felső szintjeit ion pilasztereken nyugvó szobordíszes timpanon zárja le. A timpanonban a tudományt és művészeteket megszemélyesítő allegorikus szoborcsoport. Az oldalrizolitok egytengelyesek. A hosszanti szárny keleti végéhez kapcsolódó keresztszárny keleti és déli fala a monostor épületeihez ízesül. Belső terei szintenként eltérő osztásúak. Az alépítményben rejlő, a hosszanti szárny alapterületével egyező, négyhajós, pilléres, csehsüveg boltozatos csarnok jelenleg kiállítótér.
Fölötte az épület teljes alapterületével egyező tér könyvraktár. Efölött az épület közepén húzódó két színt magasságú nagyterem közvetlen megvilágítását a homlokfal négy ablakán keresztül kapja. Könyvesszekrényekkel fedett falai mellett korinthoszi oszlopok által hordozott erkély fut körbe. A hosszanti teremhez kelet felől tágas félkörívvel kapcsolódó keresztszárny felépítse hasonló a hosszanti teremhez. Két fázisban épült 1824 és 1827 illetve 1833 és 1835 között. Első építésze Joseph Franz Engel (1776 k.–1827), aki korábban a Lichtenstein hercegek udvari építészeként, később a francia Charles Moreau magyarországi építésvezetőjeként működött. Munkái, mindenekelőtt a váli Ürményi mauzóleum mutatja, hogy milyen nagy hatással volt rá a tiszta geometrikus formákat kedvelő francia forradalmi építészet. A könyvtár tervét is magába foglaló 1824-es terv az egész apátság képének átformálását célozta. 1827-ben bekövetkezett haláláig azonban csak a középkori erődfal északnyugati saroktornyának helyén emelt könyvtár készült el. Az épület első változatában csupán a hosszanti nagyteremből és az azt kísérő földszinti mellékterekből állt.
1833-ban a rend úgy döntött, hogy ezt a szűkösnek bizonyult könyvtárat kibővítteti. A bővítés tervezésével az esztergomi főszékesegyházon is működő Packh János (1796–1839) építészt bízták meg, akinek kiváló képességeiről a templom új tornyának építésekor már meggyőződhettek. Packh az oldaltermek fölé emeletet húzott, s kelet felé, ovális alaprajzú, tágas keresztszárnnyal toldotta meg az épületet. A részletekben a már fennálló részekhez kívánt igazodni: a karzatot támasztó oszlopsort pasztell-szürke műmárvánnyal borította, korinthoszi fejezeteiket bearanyoztatta. Az architektonikus elemek színharmóniáját szerencsésen folytatja az ajtók és könyvszekrények meleg cseresznyefa furnírozása. A nagyterem festészeti dísze az első terv részét alkotja. A mennyezet lapos ívű dongájára Engel ajánlására Josef Klieber (1773–1850) a bécsi Képzőművészeti Akadémia Graveurschule-igazgatója Minerva képét festette. A szobrászi tevékenységről jobban ismert Klieber műve az a két, 1828-ban készült királyszobor is (Szent István és I. Ferenc), amelyeket előbb a nagyterem végében, majd 1835 után az új keresztszárnyban állították fel.
Az évszázadok során a monostor könyvállománya lassan növekedett, bár a török idők viharaiban nemegyszer a megsemmisülés fenyegette. A 17. század közepére némileg rendeződtek a viszonyok, s a nyugodtabb idők eredménye: az 1658. évből fennmaradt nagy inventárium (leltár).

#### Helytörténeti-régészeti kiállítás (a könyvtár előterében)
Az itt elhelyezett vitrinekben a településen és annak környékén talált tárgyi emlékeket állították ki. A leletek többsége a kő-, bronz és vaskorból, a római korból, a népvándorlás idejéből és a török korból származik. Híresek az oklevélmásolatok, melyek közül az egyik az 1001-ből származó pannonhalmi alapítólevél másolata az alapító I. István király aláírásával (Stephanus Rex). 1086-ban Szent László király parancsára összeírták az apátság javait, majd 1230 körül jogbiztosító célzattal Szent István alapítólevelét szinte a felismerhetetlenségig átdolgozták. A másik oklevélmásolat az 1055-ös tihanyi alapítólevél fotokópiája.

### A levéltár

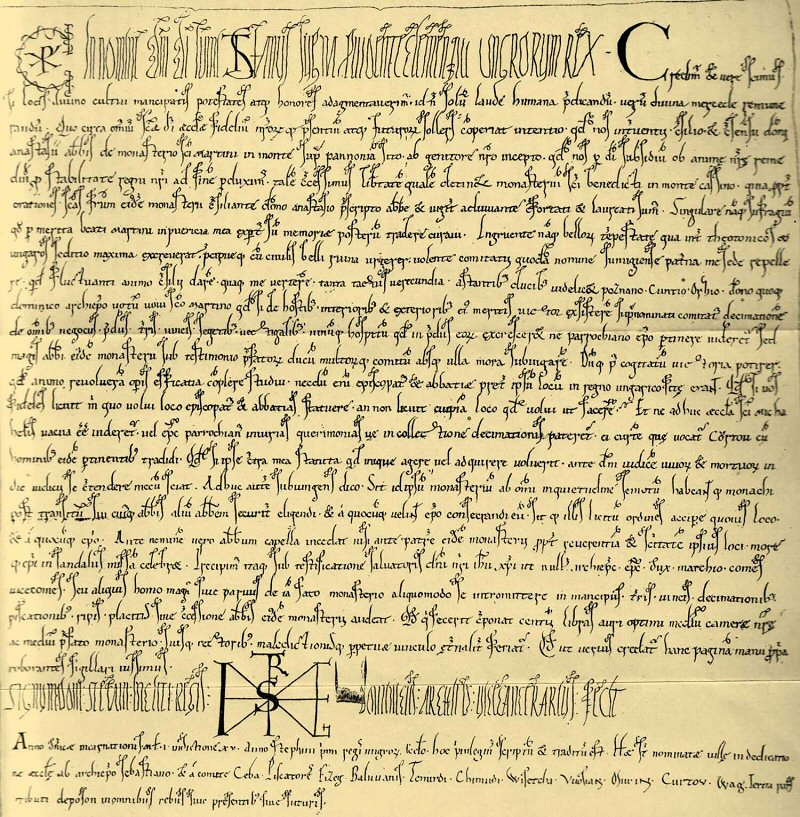
Az Alapítólevél másolata "A legfelségesebb úr Isten nevében István, a legfelsőbb kegyelem gondviseléséből a magyarok királya … Pannónia hegyén lévő Szent Márton monostornak ... olyan kiváltságot engedélyeztünk, amilyet Montecassino Szent Benedek monostora kapott "

A monostor levéltárában elhelyezett első irat István királynak a Pannonhalma kiváltságait és birtokait írásba foglaló díszes oklevele volt, melyben apjának, Géza fejedelemnek a monostor számára juttatott adományait rögzítették a szerzetesek. Évszázadok során egyre csak gyarapodtak a főúri adományokról szóló levelek, s az azokról szóló királyi megerősítő iratok. Kiváltságos egyházjogi helyzetüket a pápai kancellária foglalta írásba, míg III. Béla korában maga a monostor is hiteleshely lett. Az okleveleket az úgynevezett „camerad ecclesiac”-ban tárolták faládákban a kerengőből nyíló szobácskában. Uros (Oros) apát – felismerve az írásbeliség rendkívüli jelentőségét – a legfontosabb leveleket lemásoltatta, s azokat a királyi kancelláriával hitelesítette. 1217-1240 között bőrhártyalapokból egybefűzött könyvbe másoltatta a monostor okleveleit. A monostor írásaiból a háborúk, tűzvészek és menekülések idején is csupán néhány példány tűnt el a vörös bőrbe kötött „Liber Rubernek”-nek nevezett könyvből. Annál is inkább nevezetesek ezek a vörös könyvek, mivel az Árpádok korából egyetlenegy hasonló királyi chartularium sem maradt fenn. Az írnokok 39 királyi és pápai levelet másoltak le. A történelmi viszontagságok során az oklevél értékes anyagát elmentették.
A török veszély elől Tolnay főapát Tarcsay Albert szentmártoni kereskedő birtokán találtak menedéket a levéltári anyagok, így azok 1558-ban hiánytalanul kerültek vissza eredeti helyükre. 1594-ben Himmelreich kormányzó Győrbe menekítette az iratokat. Ez alkalommal sajnos több levéltári anyag tűnt el, vagy sérült meg. Később a győri apátúr házban – a mai Xántus János Múzeumban – egy nagy szekrényben őrizték az újra összeszedett levéltári anyagot.
Az újabb török veszedelem elől a skót szerzetesek nyújtottak menedéket az iratoknak Bécsben. 1722-1723 után Mária Terézia rendelkezésére az országos és a rendi levéltár okmányait gondosan különválasztották, s a levéltárat a sekrestye melletti helységben helyezték el. Itt maradt a levéltári anyag egészen 1787-ig, amikor is – a rend feloszlatását követően – Budára szállították azt. 1803 áprilisában – a rend visszaállítását követően – a levéltári kincsek is visszakerültek a monostorba. Rendezését a nagy műveltségű Czinár Mór Pál végezte az 1840-es években. A rendi levéltárban öt 11., huszonnégy 12., kétszáznegyvenhét 13. és háromezer-hétszázhuszonegy 14. századi oklevelet őriznek.
A levéltár legrégebbi írása Pannonhalma 1001-es kiváltságait rögzítő oklevele. Ebben írásba foglalták, hogy a Géza fejedelem által megkezdett építkezést István király befejezte, s ugyanazon kiváltságokkal ruházta fel, amelyekkel a pápák a montecassinói apátságot, továbbá a monostor megkapta Koppány egykori birtokainak a tizedeit. A levéltár talán leghíresebb okmányát, a tihanyi apátság alapítólevelét, I. András király íratta 1055-ben. Ez az irat a legrégebbi magyar nyelvű írásos nyelvemlék, így a levéltár egyik legértékesebb és legjelentősebb darabjának számít.
A levéltár a benne található rendkívül értékes anyagok miatt nem látogatható!

### Helyszíni művészeti és tudományos gyűjtemények
- A Képtár

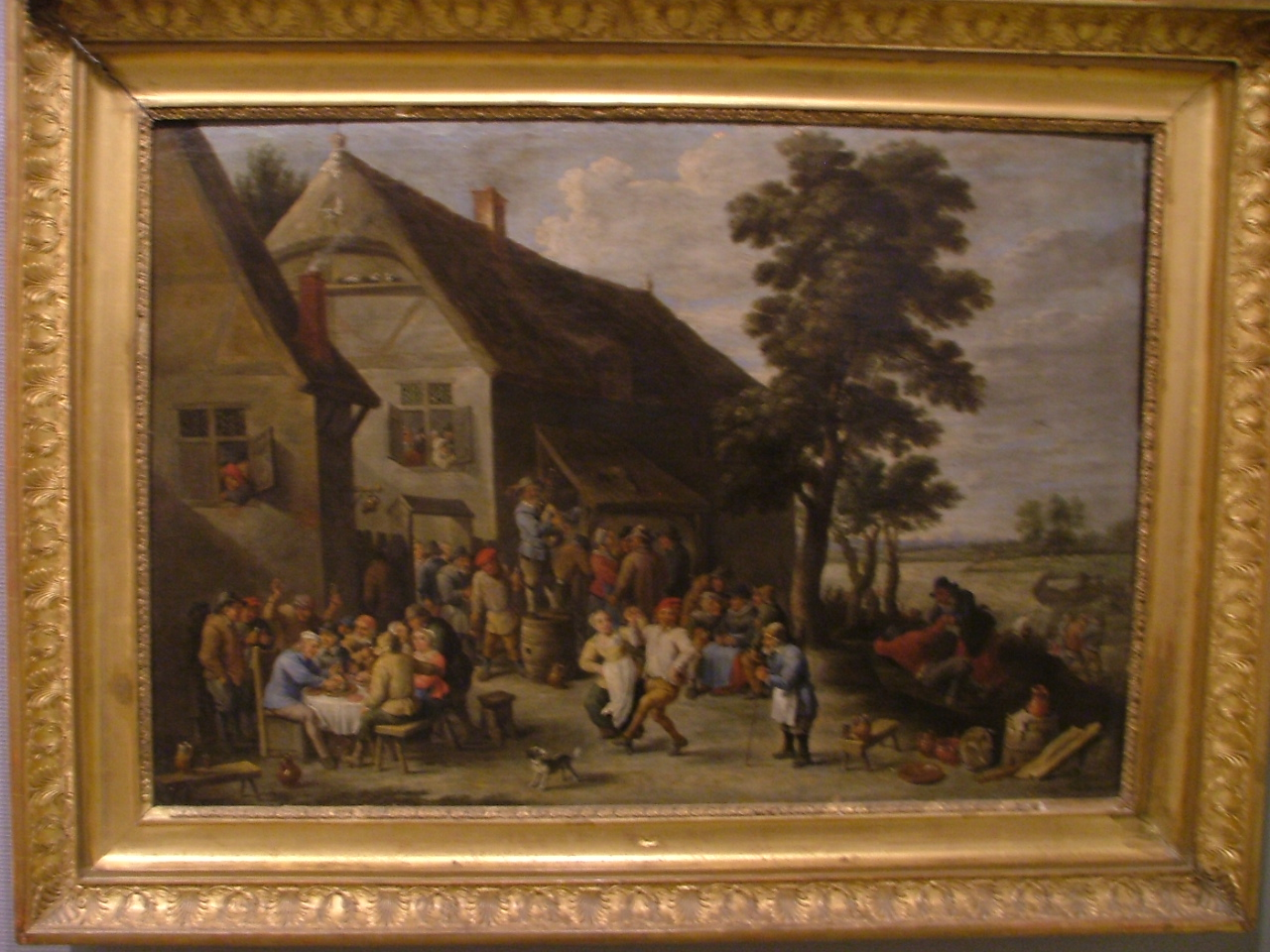
Brüsszeli búcsú

A kiállított kb. 30 festmény között holland és flamand, olasz, spanyol, francia, német és osztrák művészek alkotásai láthatók. A gyűjtemény leghíresebb darabja a németalföldi David Teniers „Brüsszeli búcsú” című festménye. A magyar művészetet Barabás Miklós, Donát János és Jakobey Károly portréi képviselik. *A képtárat, amely ma mintegy 200 festményt és szobrot mondhat magáénak 1833-ban Kovács Tamás főapát alapította.
- A metszettár főként 17-18. századi augsburgi és bécsi mesterek munkáit őrzi (3000 lap). Értékes építéstörténeti dokumentumok az itt őrzött több száz éves építészeti tervrajzok.
- A numizmatikai gyűjtemény 25 000 darabot számlál. A magyar pénzérmék mellett jelentős római kori éremanyaggal is rendelkezik. Ezek egy része az apátság közelében felszínre került régészeti lelet.
- A kincstár az első magyar szerzetesi templom felszerelésének gazdagságát egy 11. század végén feljegyzett inventáriumból ismerjük. Az oklevélben felsorolt arany kelyhek, feszületek, ezüst gyertyatartók és füstölők, jól felszerelt és gazdag templomról tanúskodnak. Az apátság többszöri pusztulása, nem utolsósorban az 1786-os feloszlatás következtében ebből a kora középkori kincstárból ma semmit sem ismerünk. A jelenlegi kincstár legbecsesebb darabjai, a magyar királyi koronázó palást 1613-ban készült másolata és két 17. századi, ronde bosse zománcos szobrocskákkal díszített ereklyetartó, Mária Terézia királynő ajándékaként kerültek Pannonhalmára. Jelentős művészi értéket képviselnek a 18. századi oltárfelszerelések, monstranciák, ornátusok is.
- A régiségtár a 19. század vége óta módszeres régészeti kutatások és alkalmi leletmentések eredményeként összegyűlt régiségtár jelentős részét római kori kőemlékek, fémtárgyak és kerámiatöredékek alkotják, amelyek a Pannonhalma környékének provinciális római kultúráját dokumentálják. Ugyancsak a régiségtárban őrzik az építkezések és műemléki épületkutatások alkalmával előkerült középkori kőfaragványokat és padlótéglákat is.

### Boldogasszony-kápolna és temető

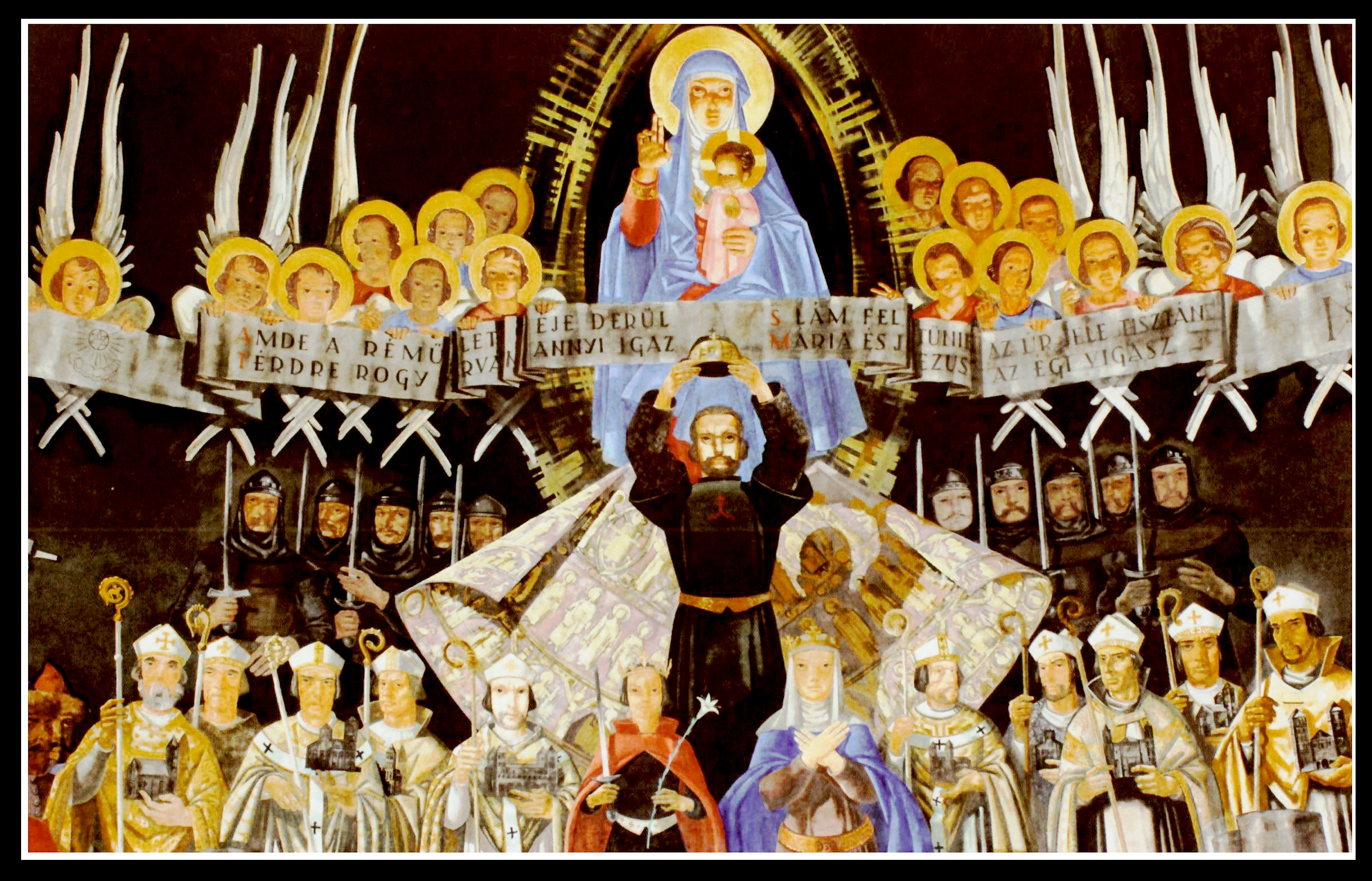
Aba-Novák Vilmos: szekkó falkép

A barokk, észak-dél tengelyű egyhajós temetőkápolnát és kriptát a szomszédos dombon építtette Göncz Celesztin 1714-től; eredetileg az apátság környékén élő, nem magyar anyanyelvű lakosság plébániatemplomának. 1724 óta a kápolna alatti kripta a szerzetesek temetkező helye. A kápolna szép barokk berendezését Sajghó Benedek (1722-1768) főapátsága idején létesítették. 18. századi orgonája klasszicista. Főoltárának képe Szűz Mária mennybemenetelét ábrázolja. Az épületet 1865-ben újították meg, romantikus stílusban.

### Millenniumi Emlékmű
A honfoglalás millenniumi ünnepségei alkalmára – a hét honfoglaló magyar törzs emlékére – az ország területén hét emlékhelyet létesítettek, az egyiket Pannonhalmán. A helyszínen addig álló kálváriát áthelyezték. A kápolnaszerű kerek építmény alapkőletétele 1896-ban, felavatása pedig 1897-ben történt. A belső díszítő falfestményeket Lotz Károly tanítványai készítették. Az építményt 1937-38-ban felújították, ekkor nyerte el mai formáját. A portikuszt és a timpanont díszítő szobrokat Bezerédi Gyula alkotta, s ekkor készült a körfal keleti részén Aba-Novák Vilmos szentistváni államalapítást szimbolizáló szekkója (la secco) is (amit a művész közbejött halála miatt mások fejeztek be). Az építmény és falkép ma az 1996-os felújítás eredménye.

### Arborétum
Története egészen az apátság alapításáig nyúlik vissza, ezért az első magyar történeti kertnek is tekinthető. 1830-ban már 80 fa- és cserjefaj volt található az arborétumban, amelynek angolkert jellegét az 1840-es években Szeder Fábián alakította ki. Az arborétumban több száz fa- és cserjefaj, valamint több több gyógynövény nő, és köztük más, különleges, az országban csak kevés helyen előforduló fajok, illetve fajták is. Madártanilag is értékes terület, főleg a sokféle énekesmadár miatt. Az arborétum 25,61 hektáros területét 1963-ban természetvédelmi területté nyilvánították, amely a Fertő–Hanság Nemzeti Park Igazgatóságának felügyelete alá tartozik.

## Galéria

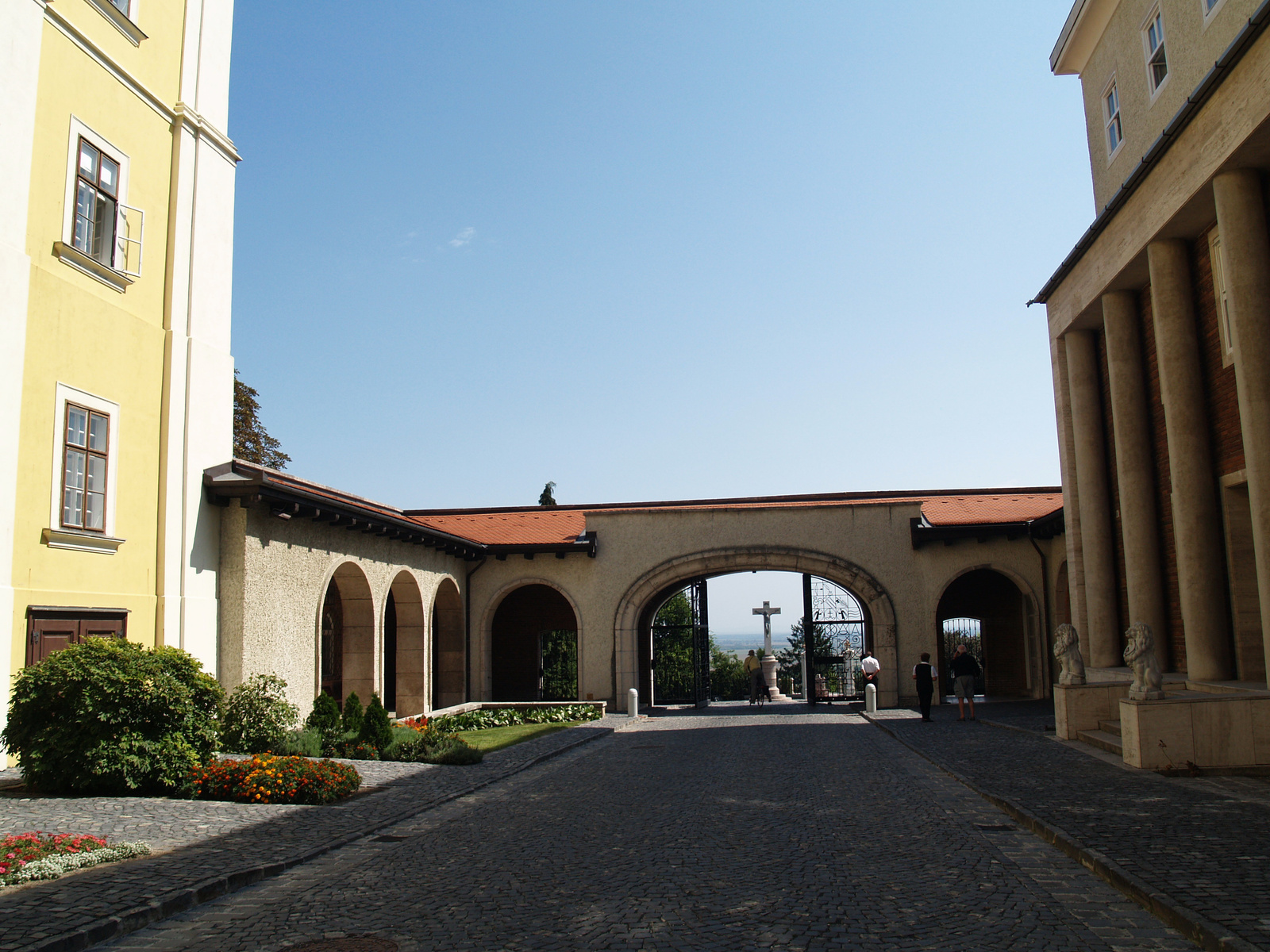
Az apátság udvara
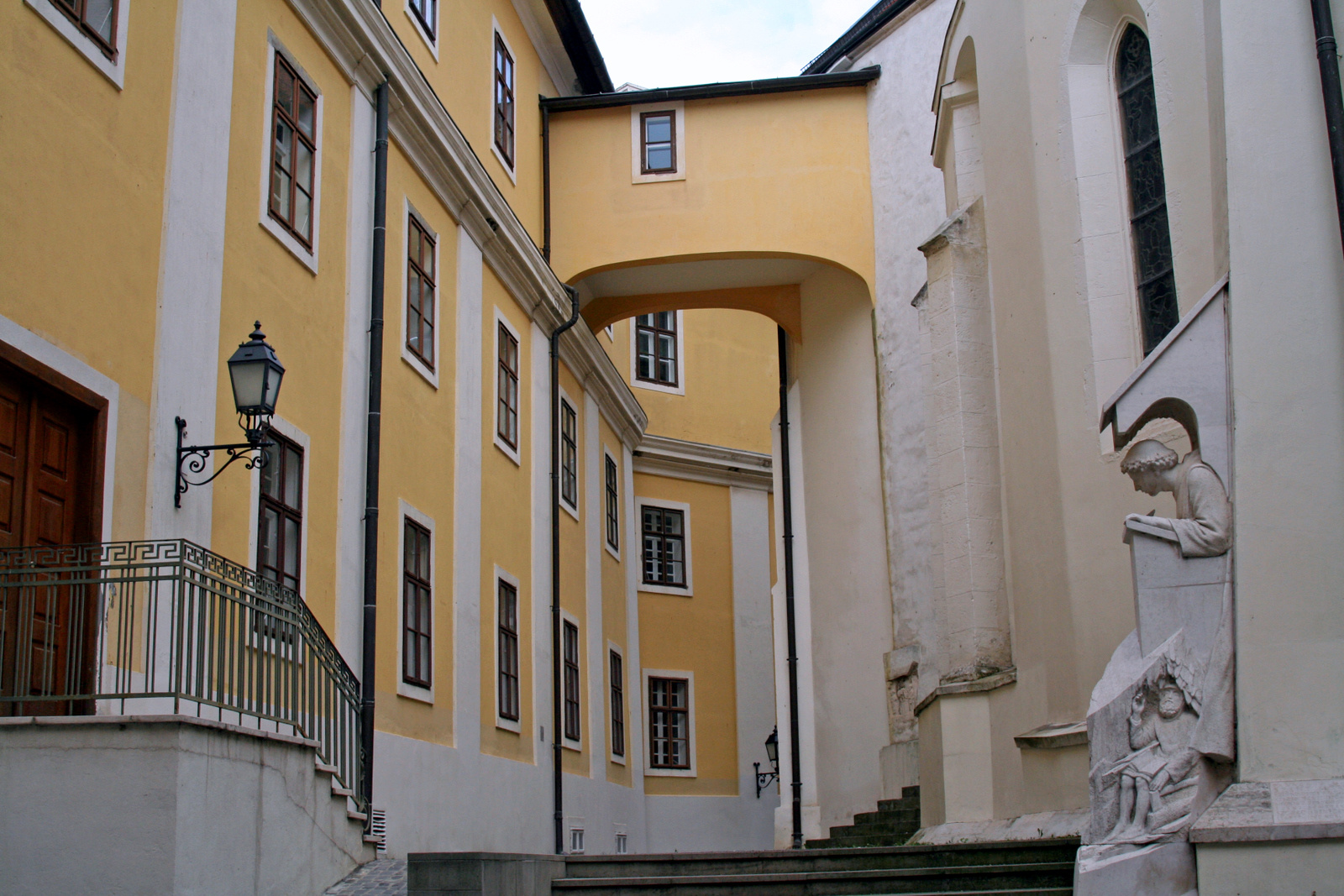
Papi szociális otthon
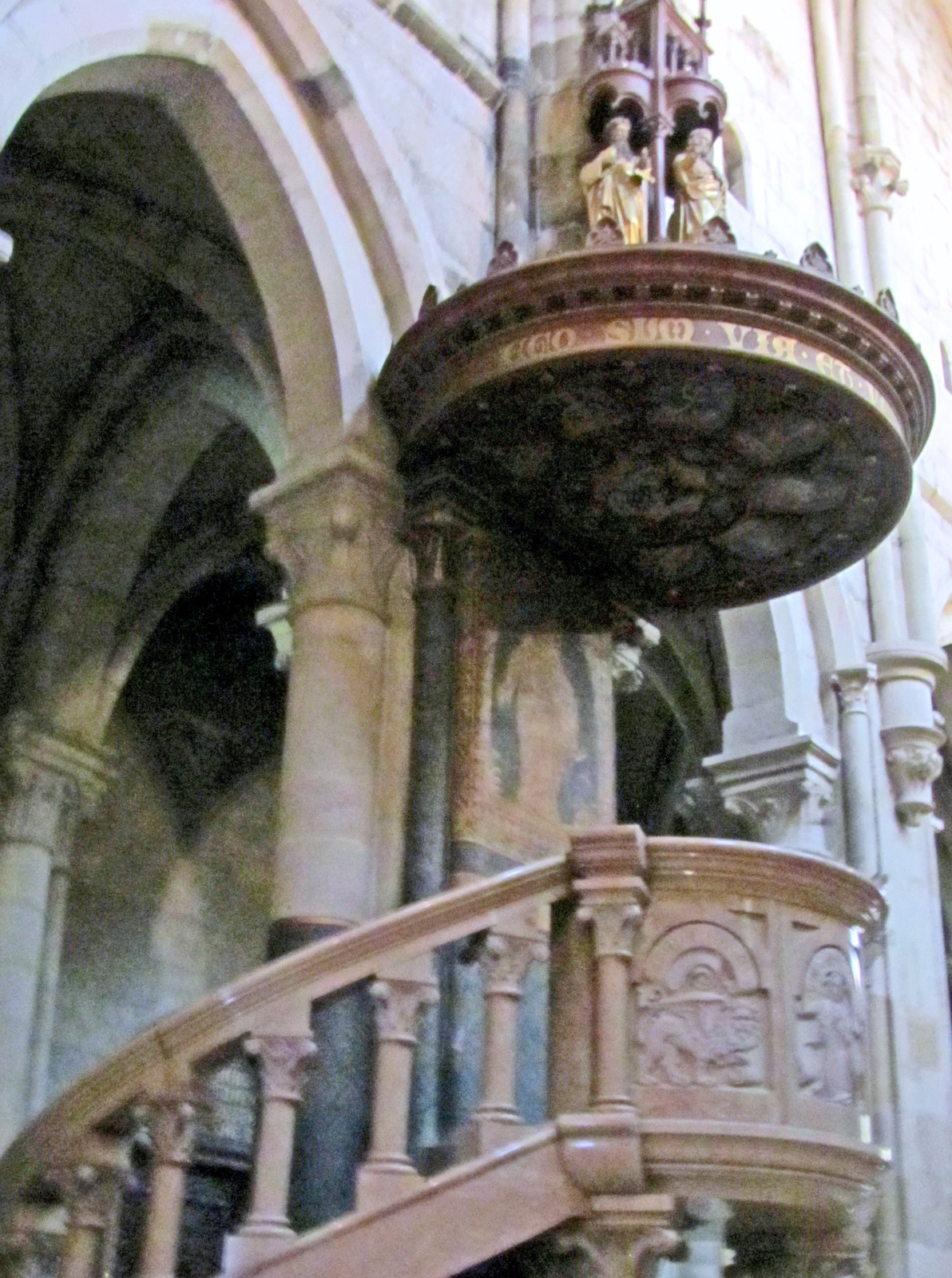
A szószék
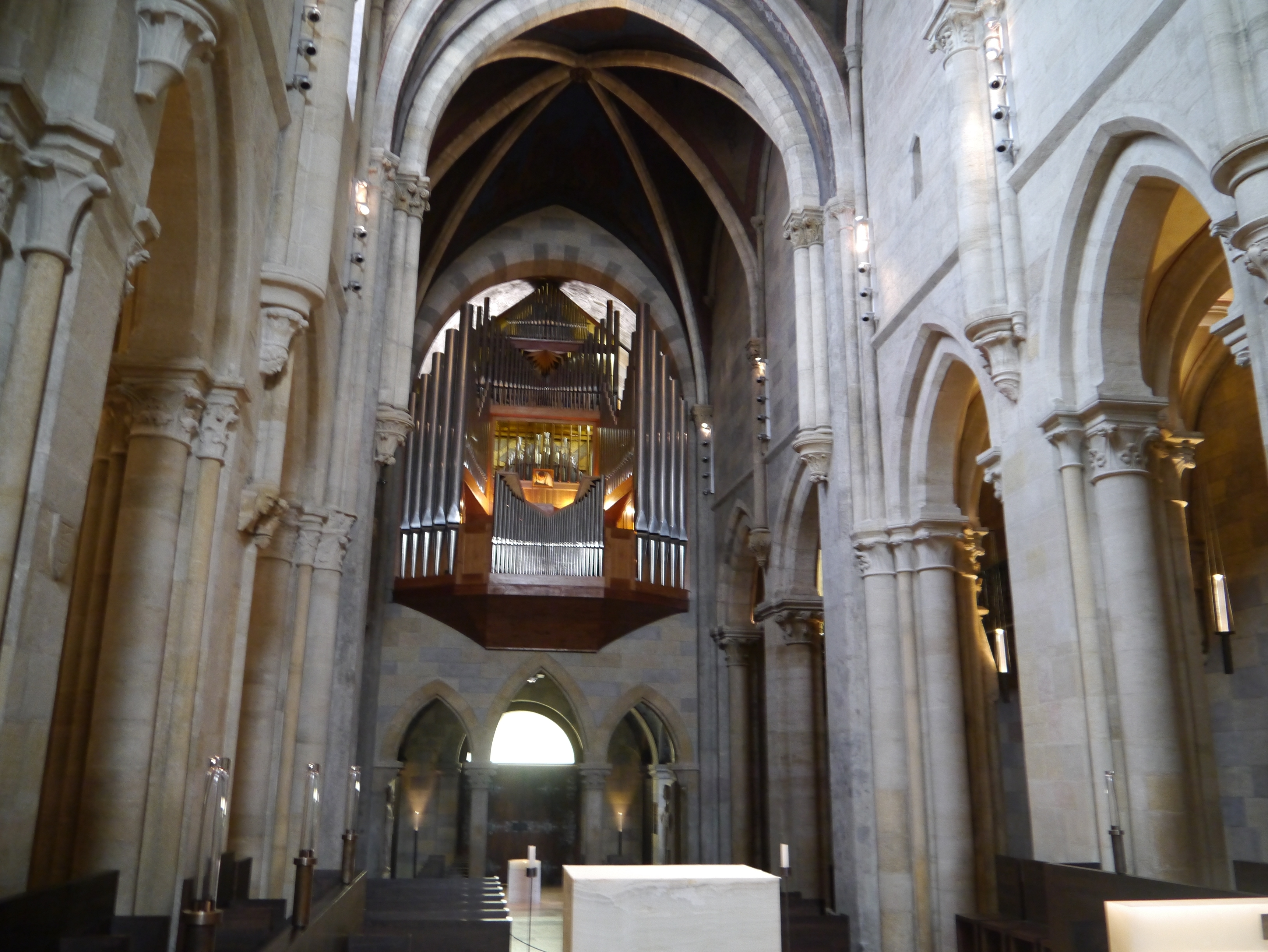
Az orgona
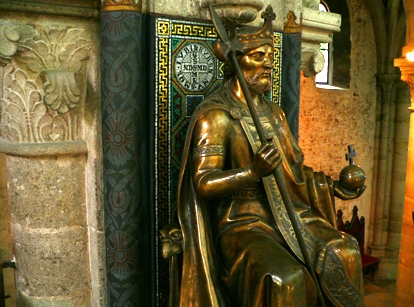
Szt. István szobra a bazilikában
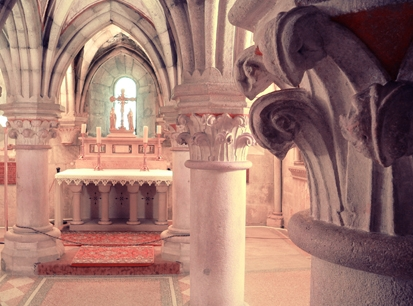
Az altemplom hangulata
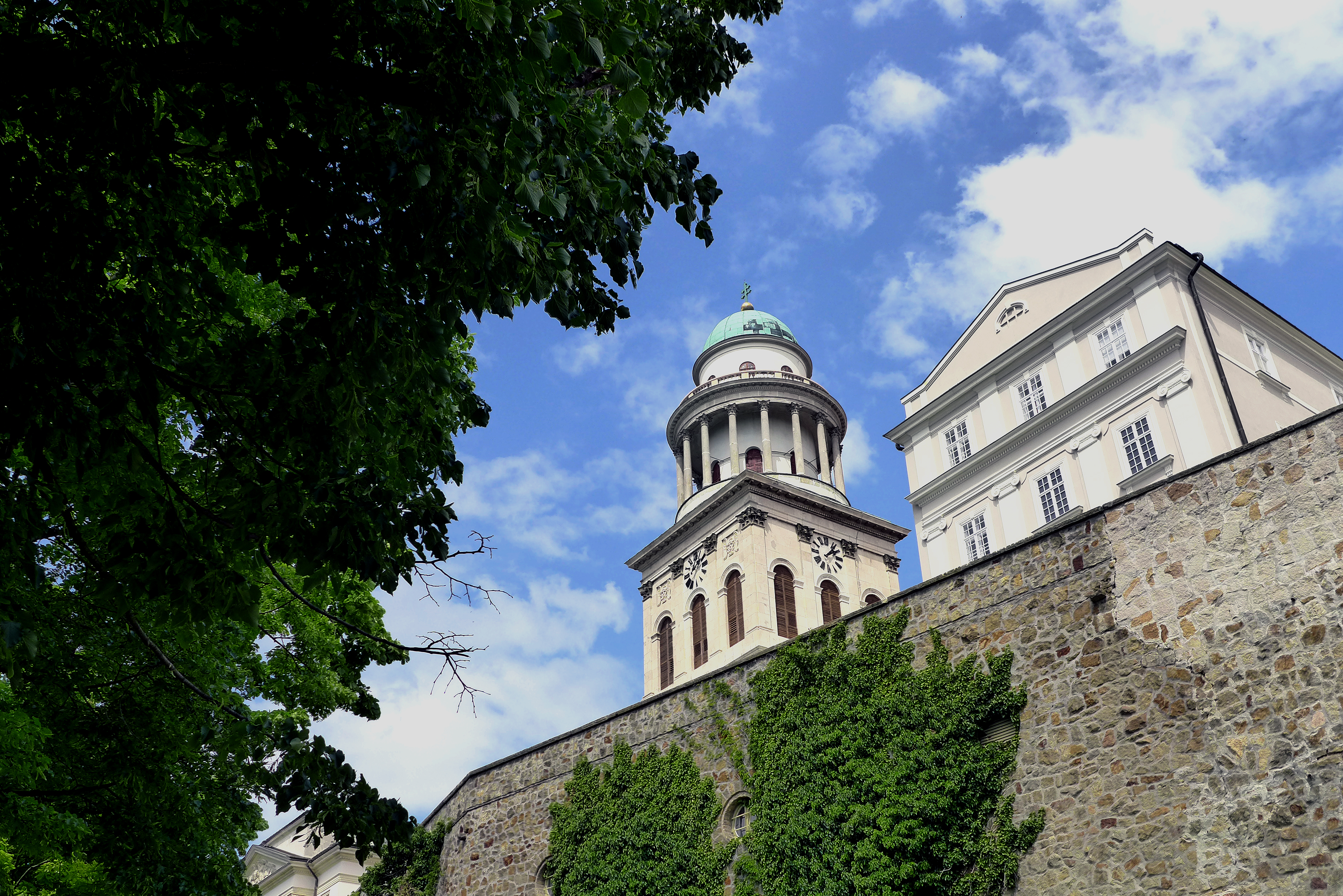
Látvány a váralji sétányról
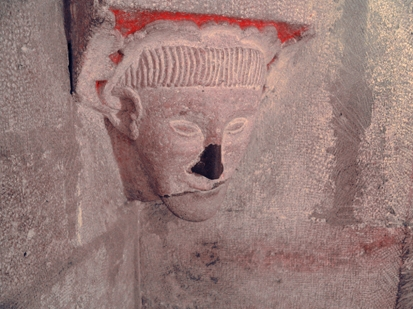
Szoborfő az altemplomban
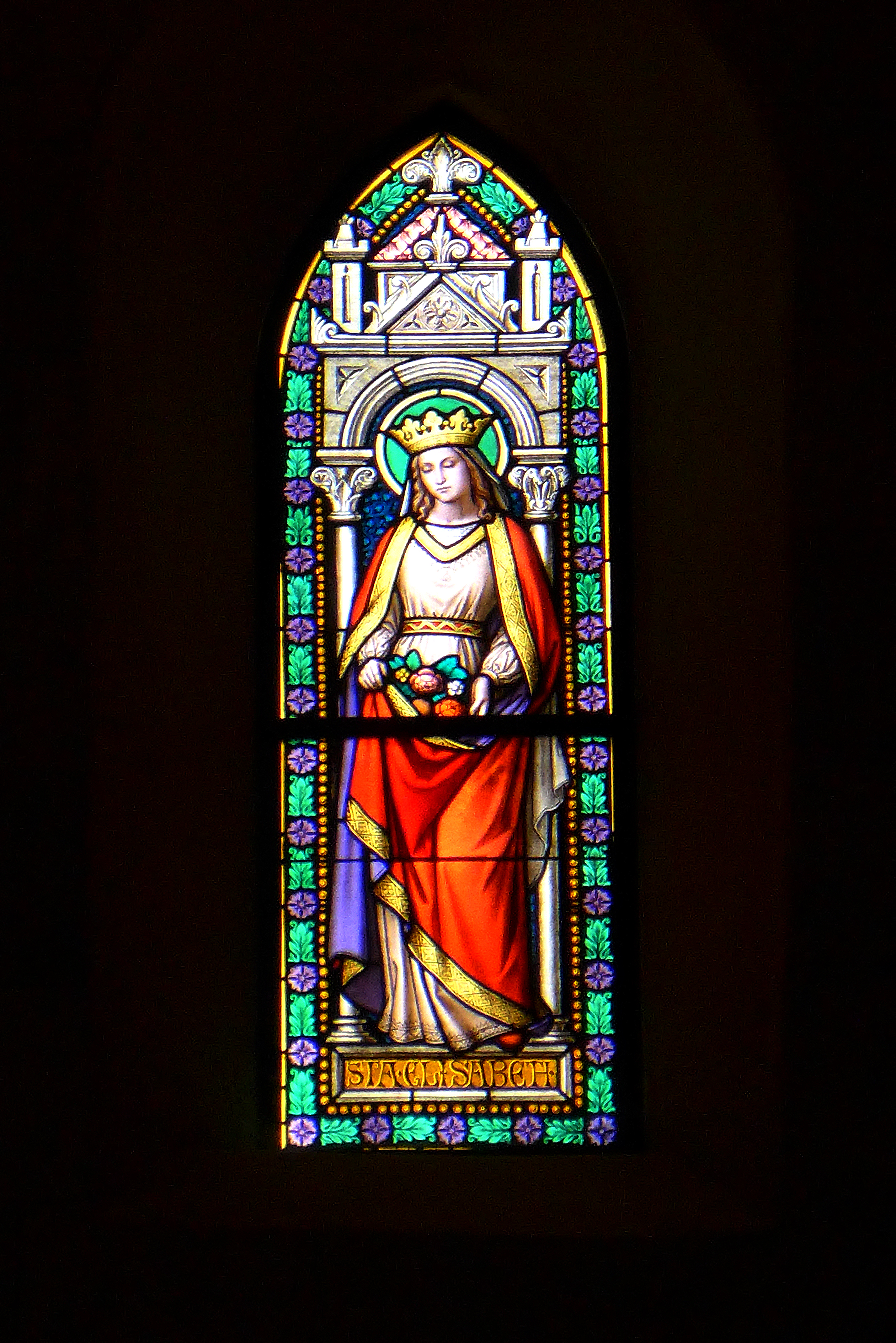
Szt. Erzsébet (Róth Manó)
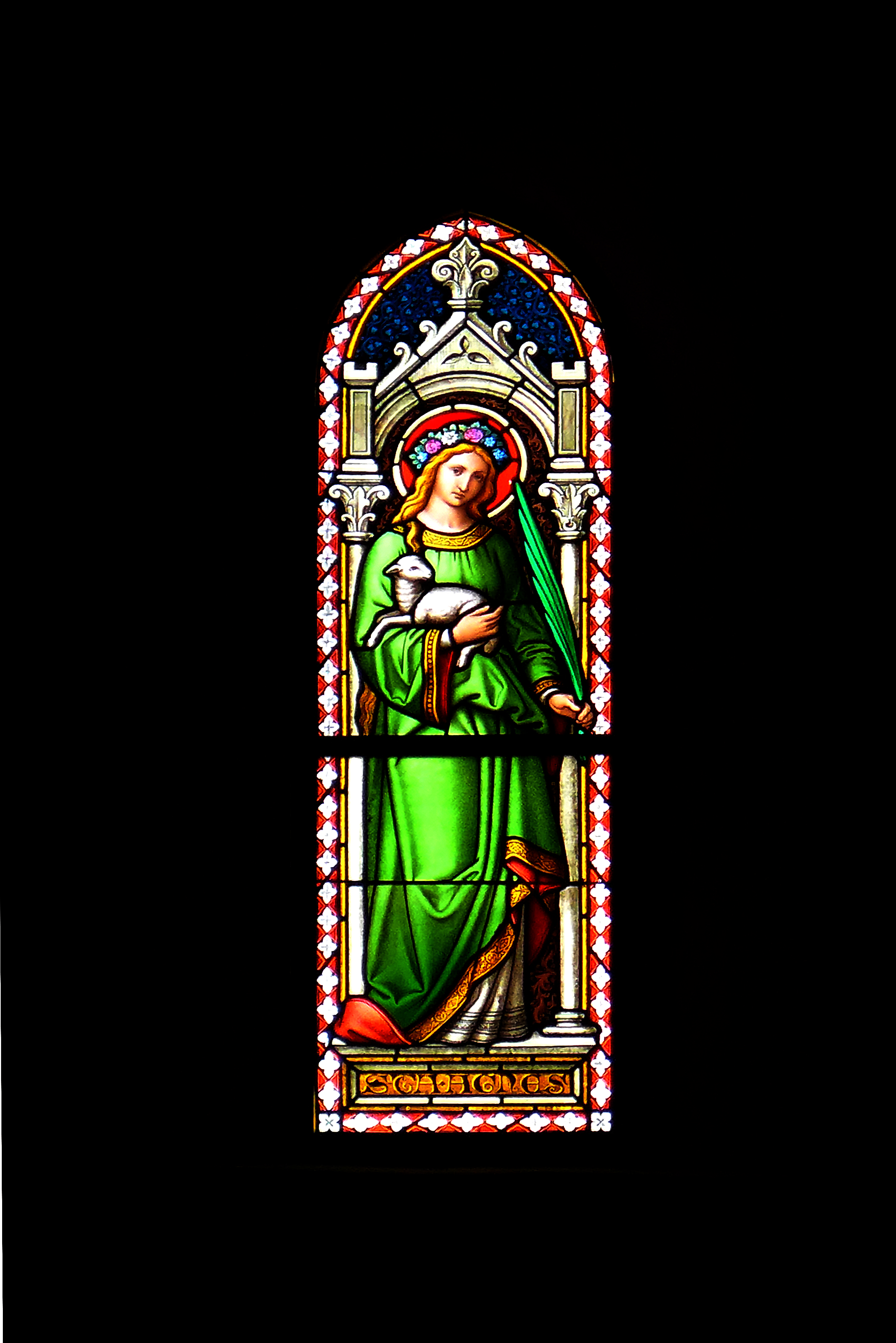
Szent Ágnes (Róth M.)
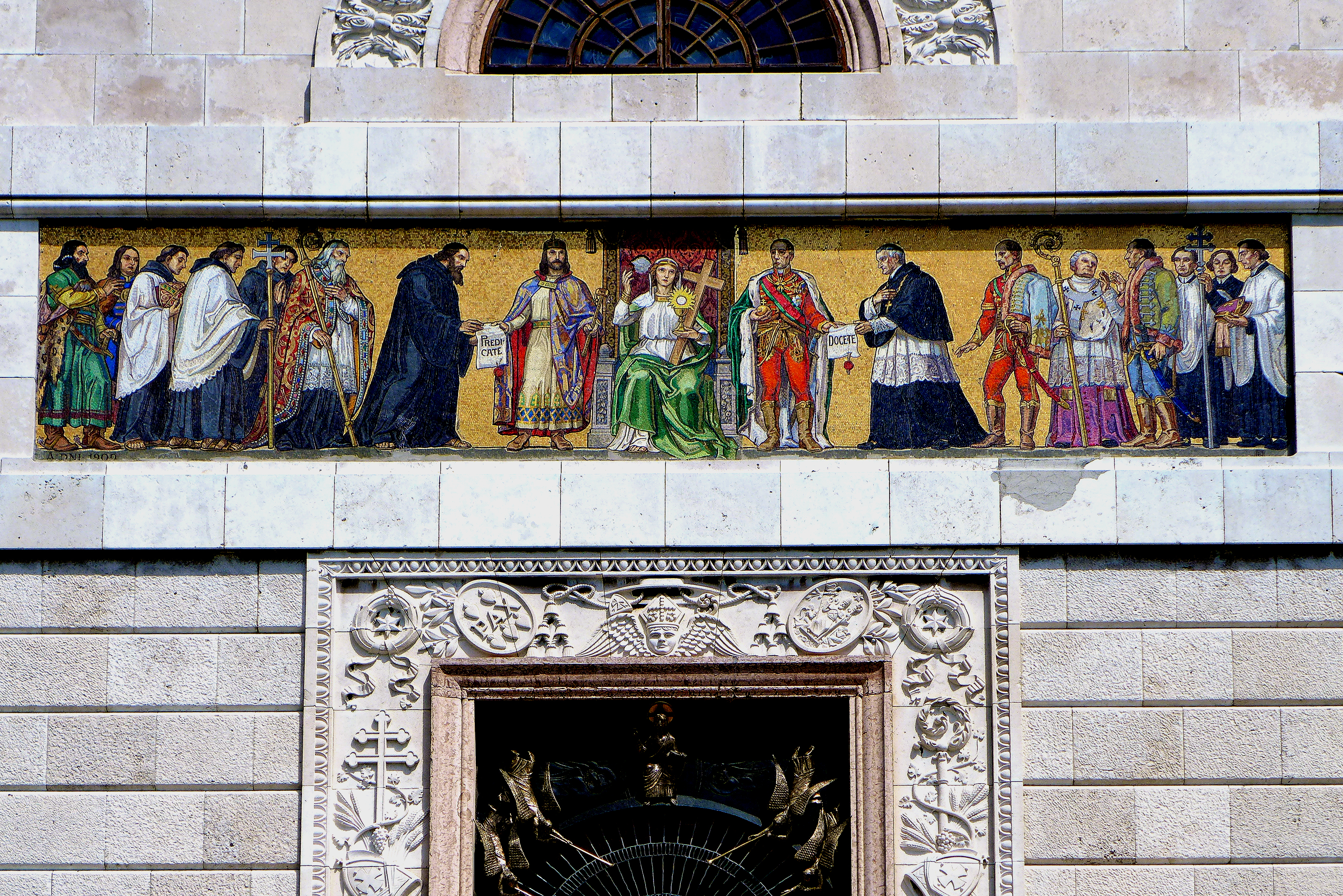
Portált díszítő mozaikfríz
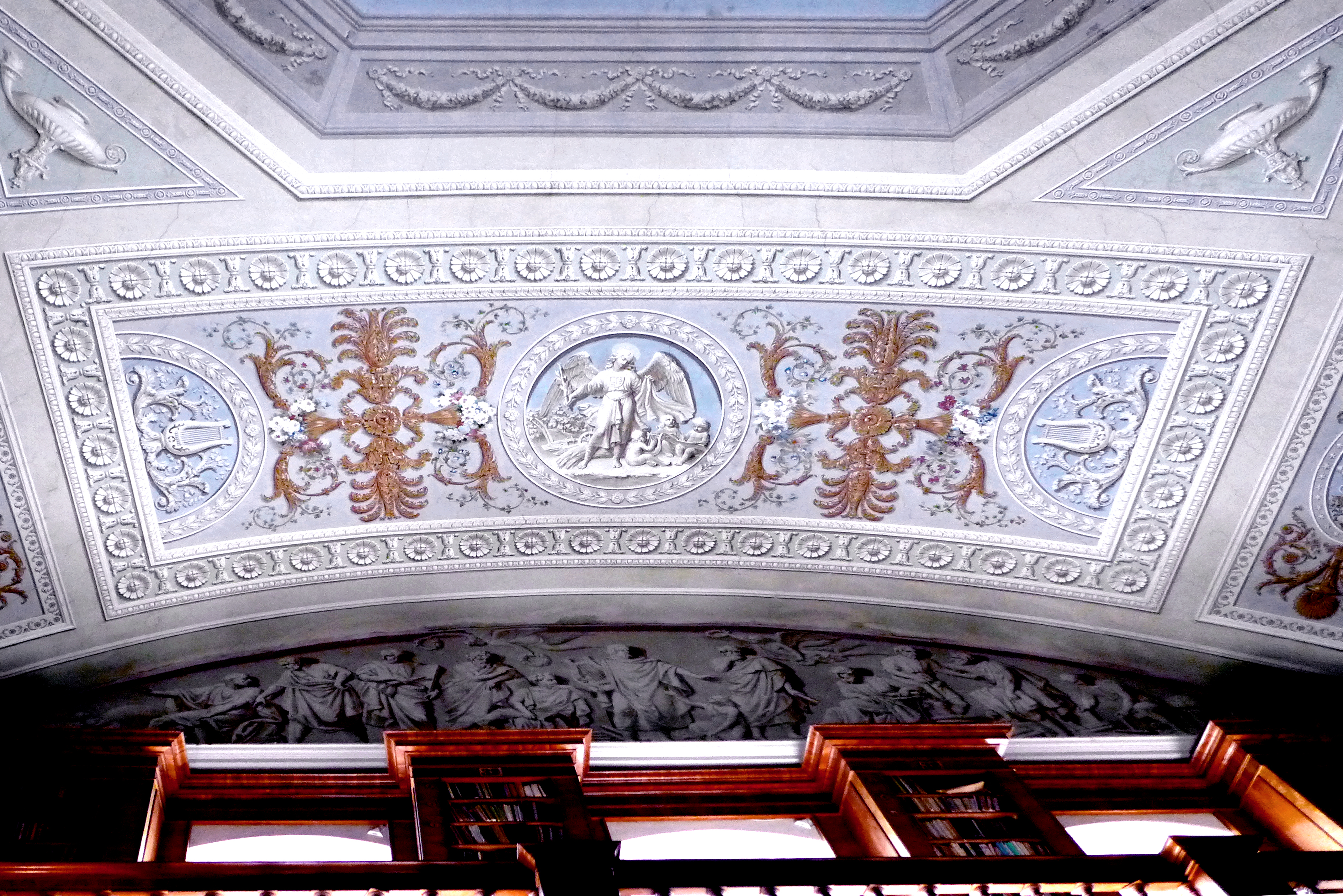
Stukkódíszítés a könyvtár boltozatán
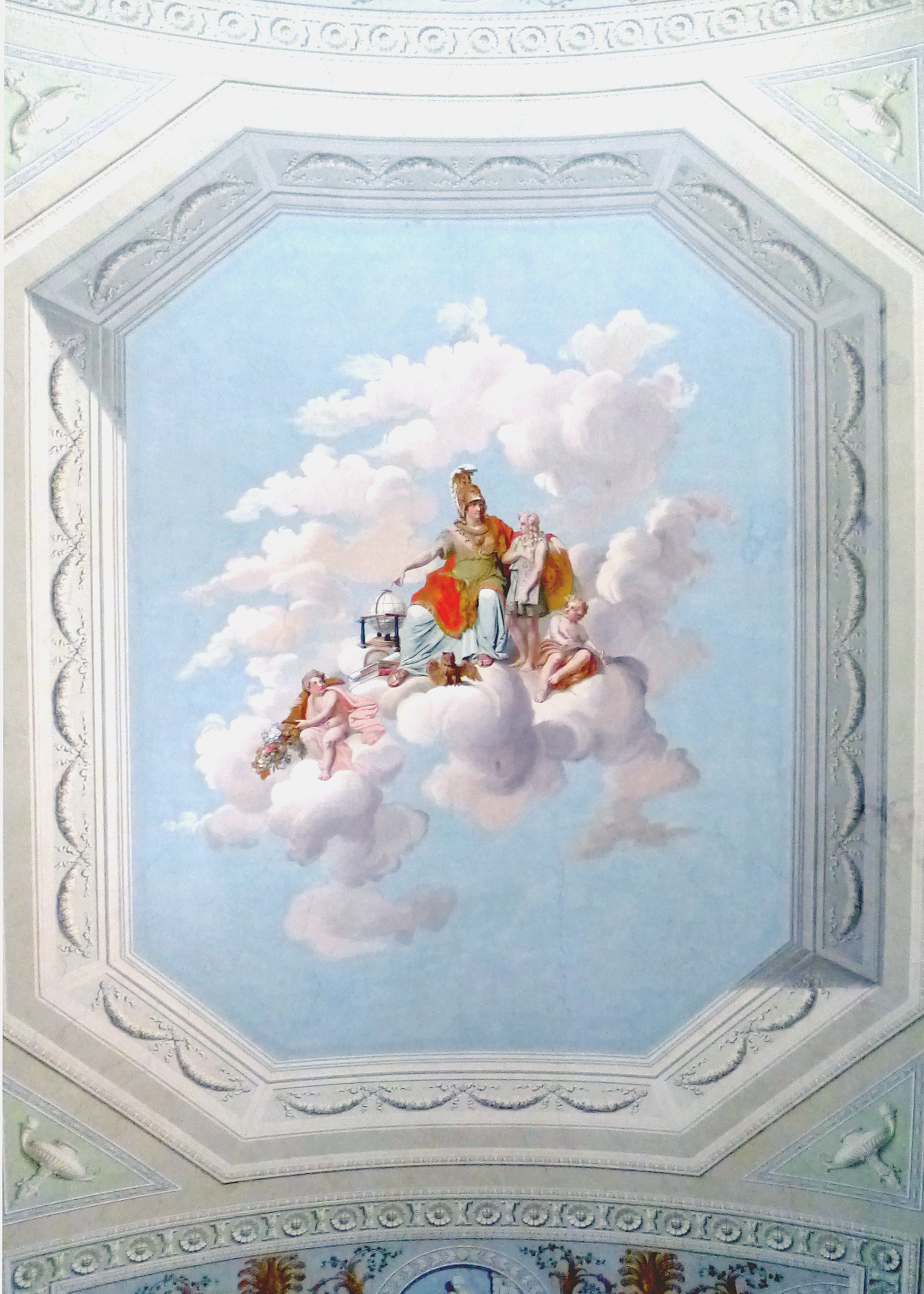
Mennyezetkép a könyvtárban
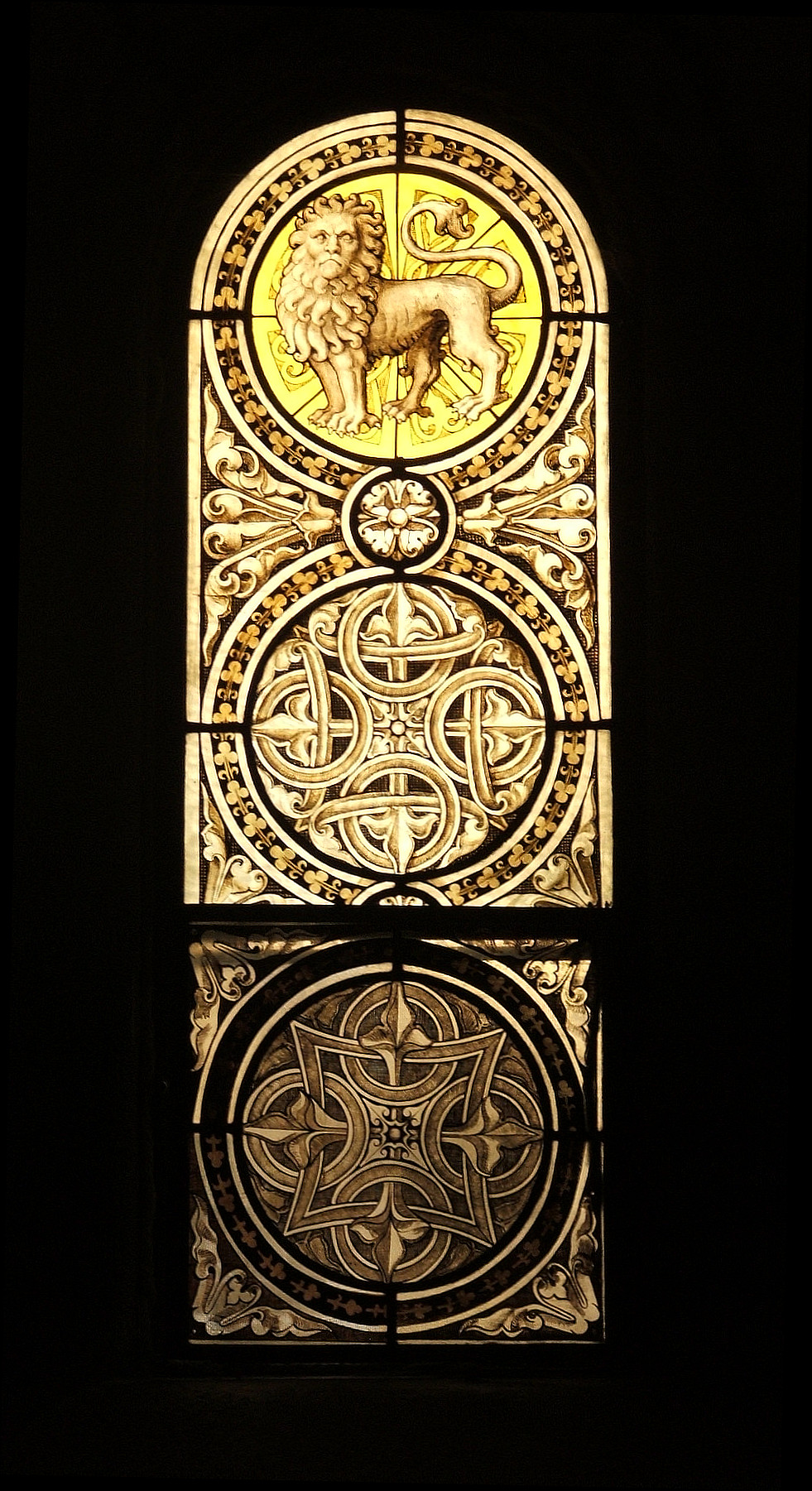
A bazilika egyik oldalablaka
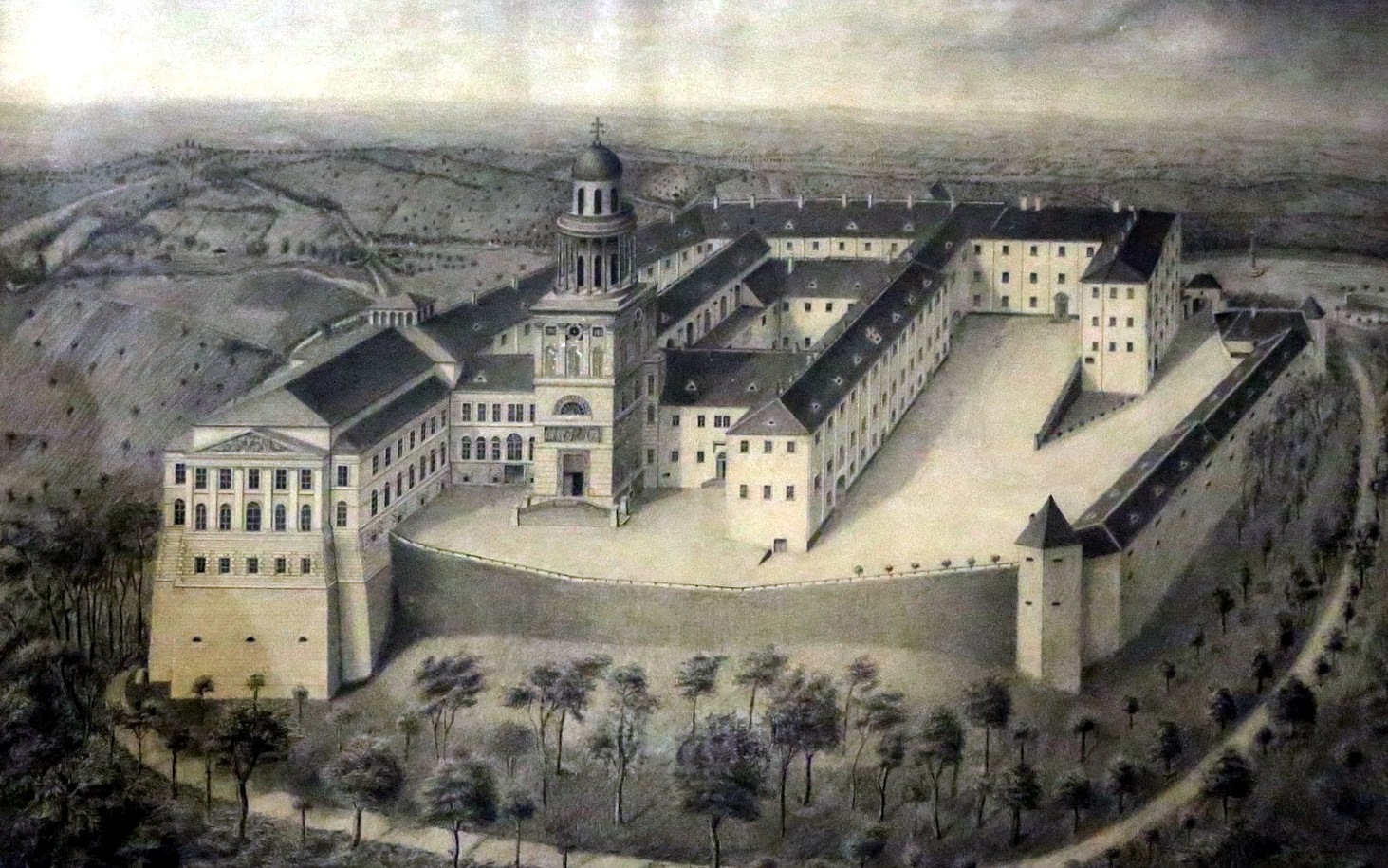
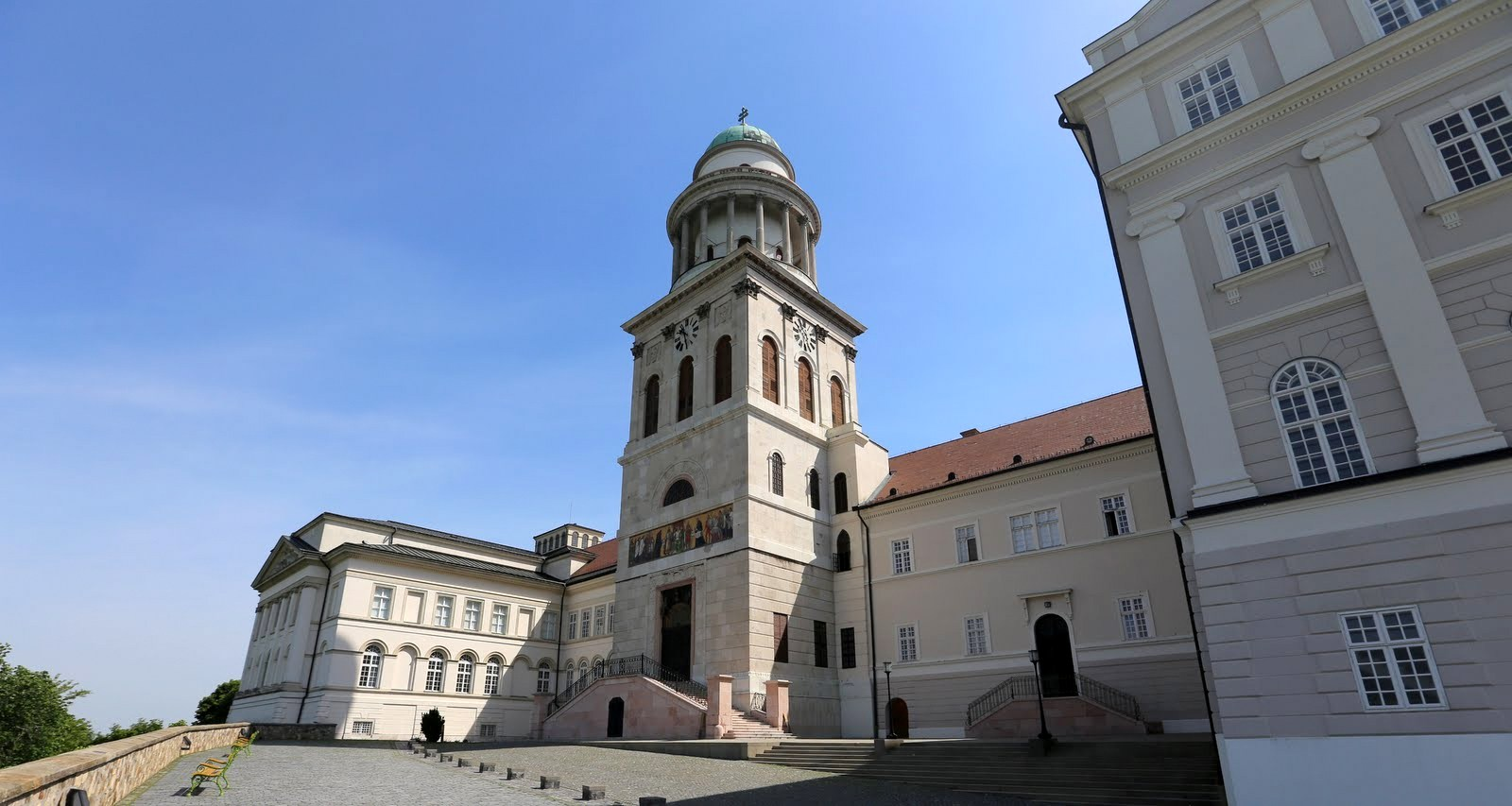
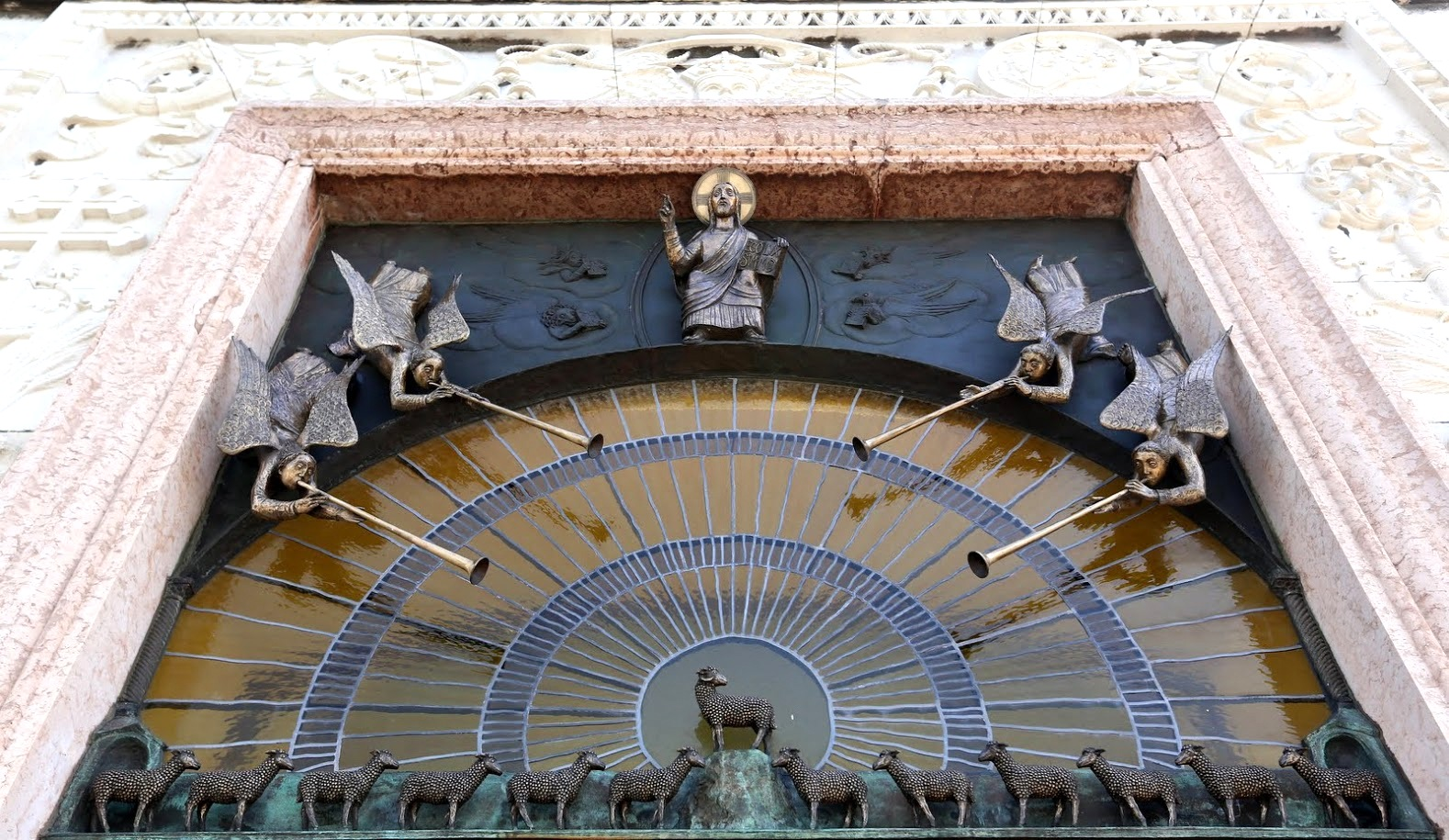
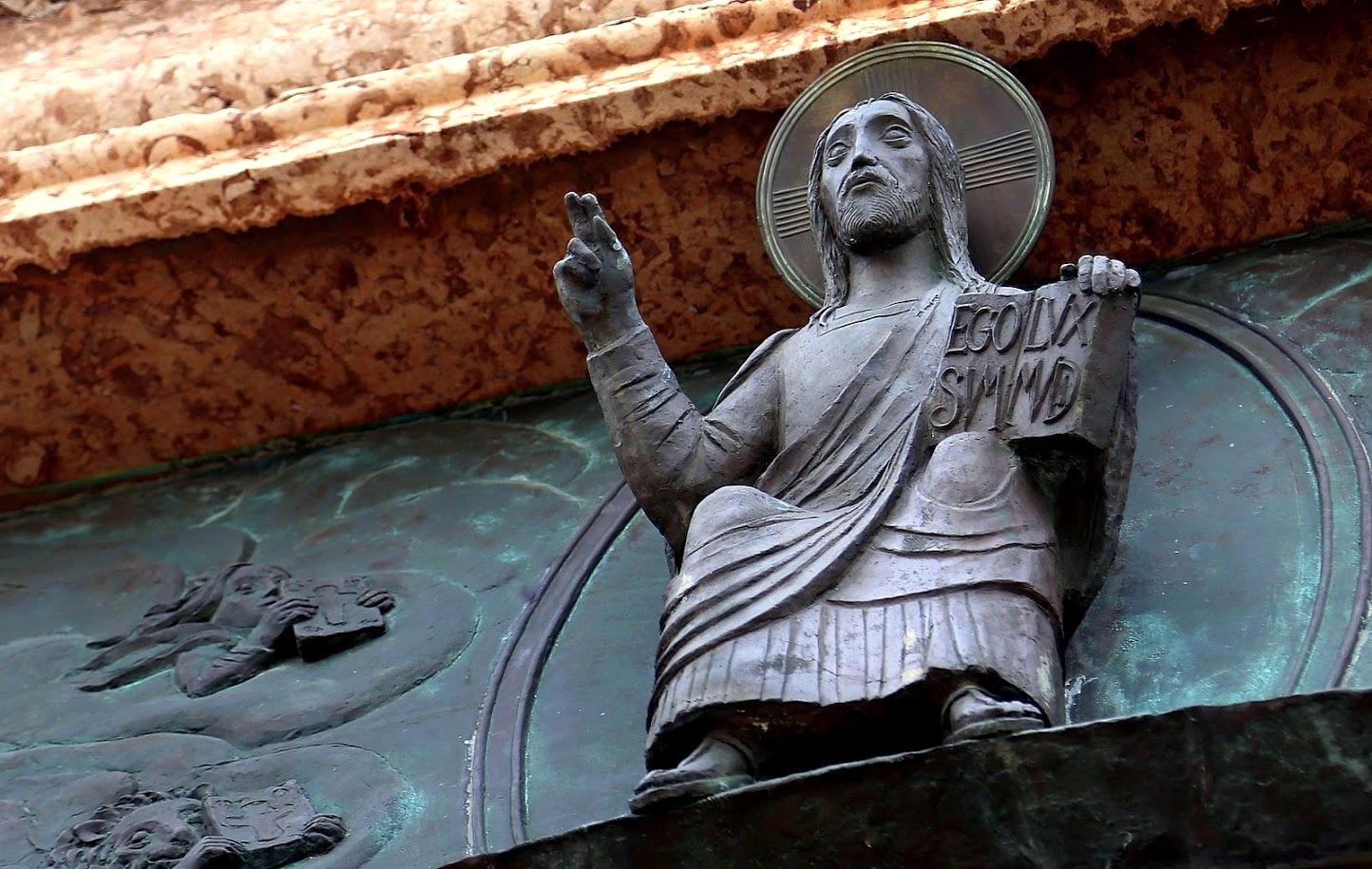
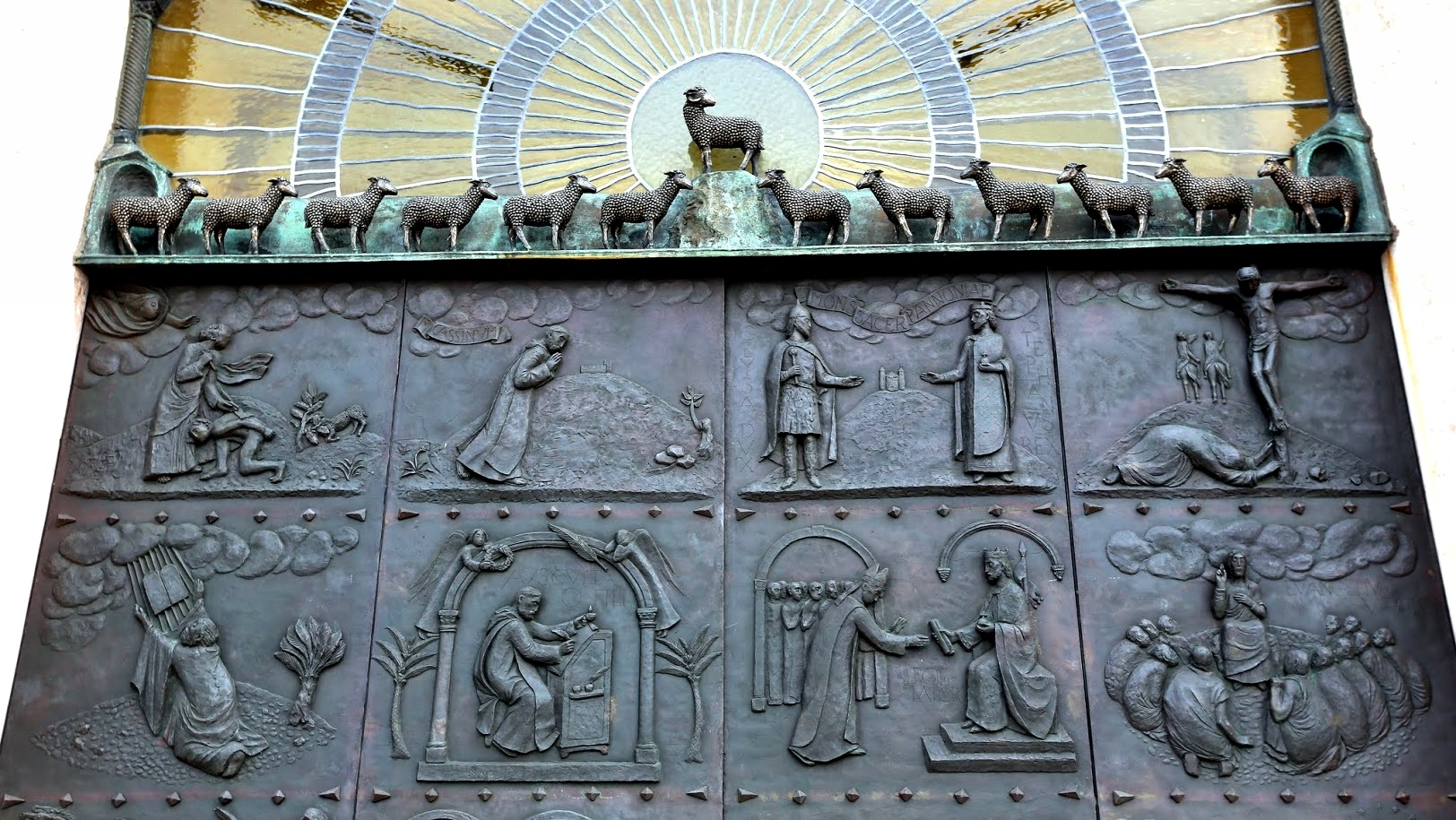
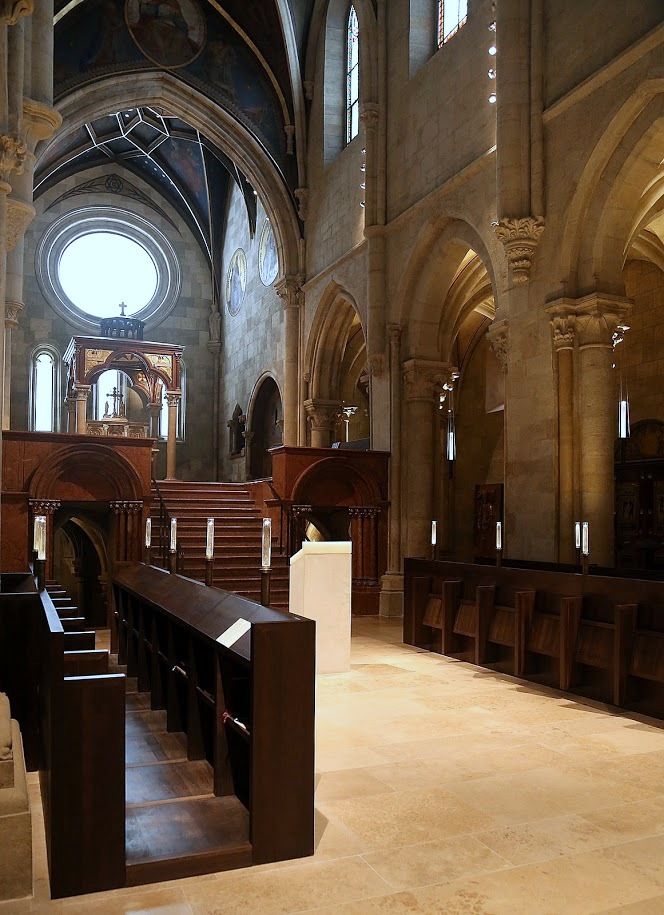
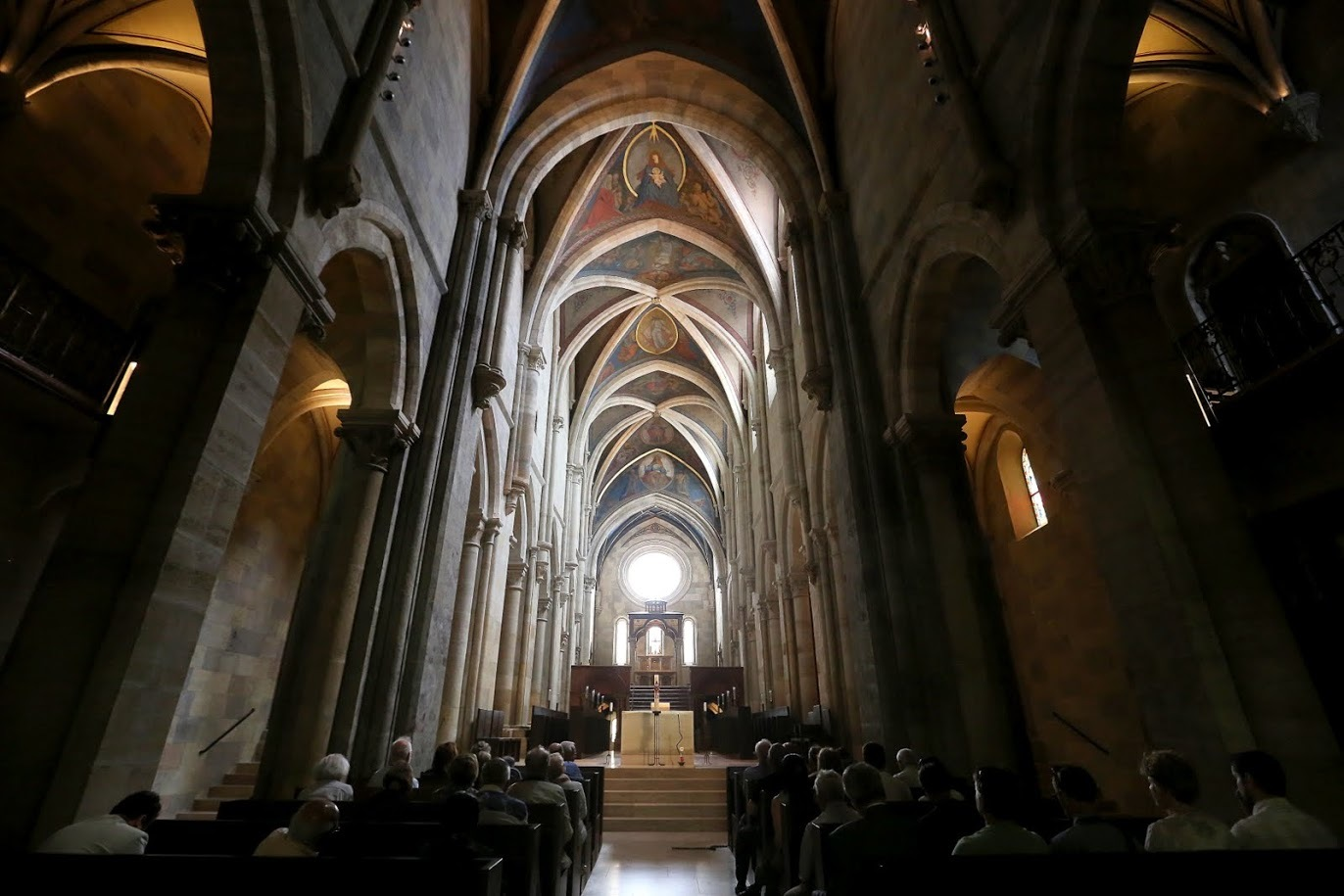
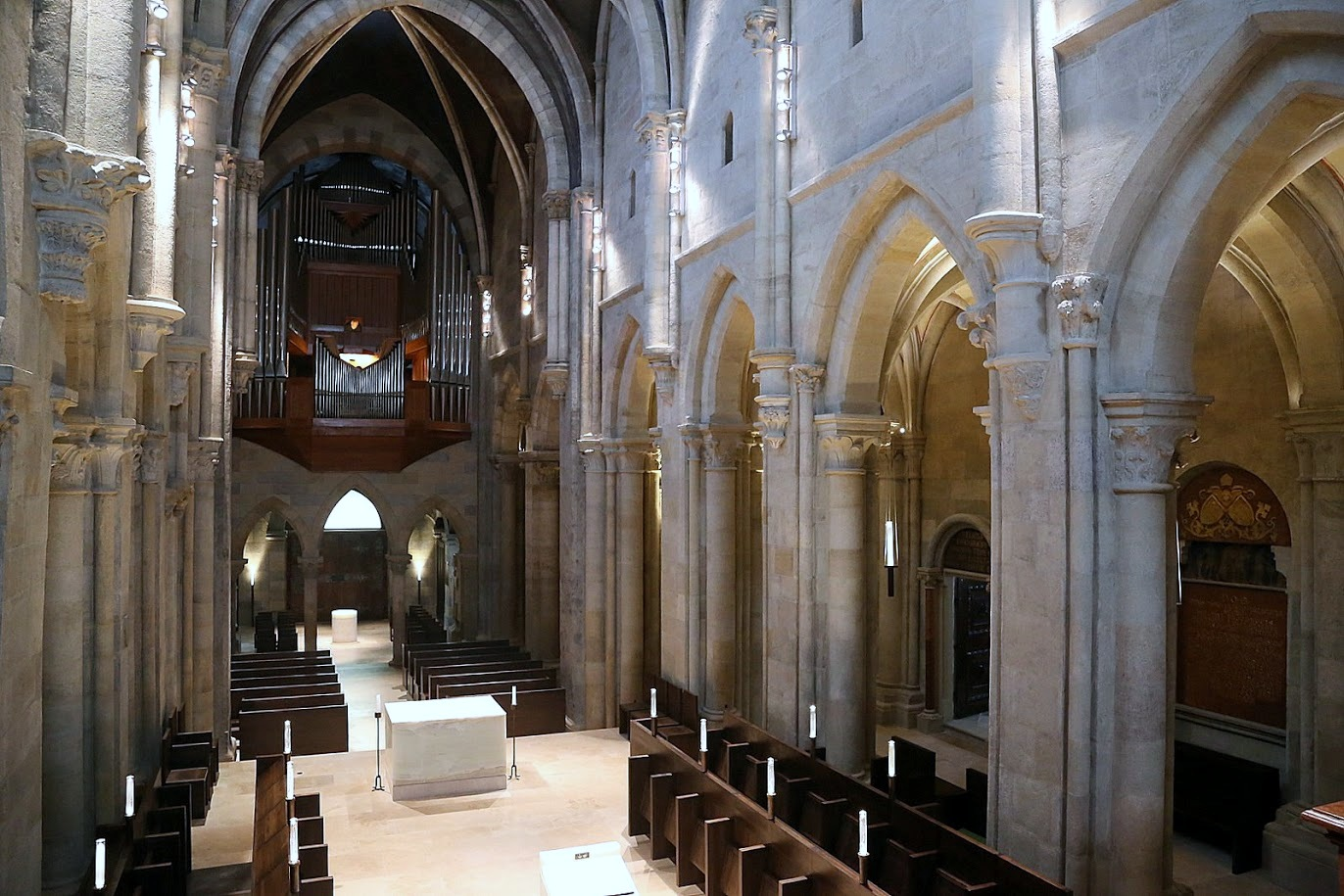
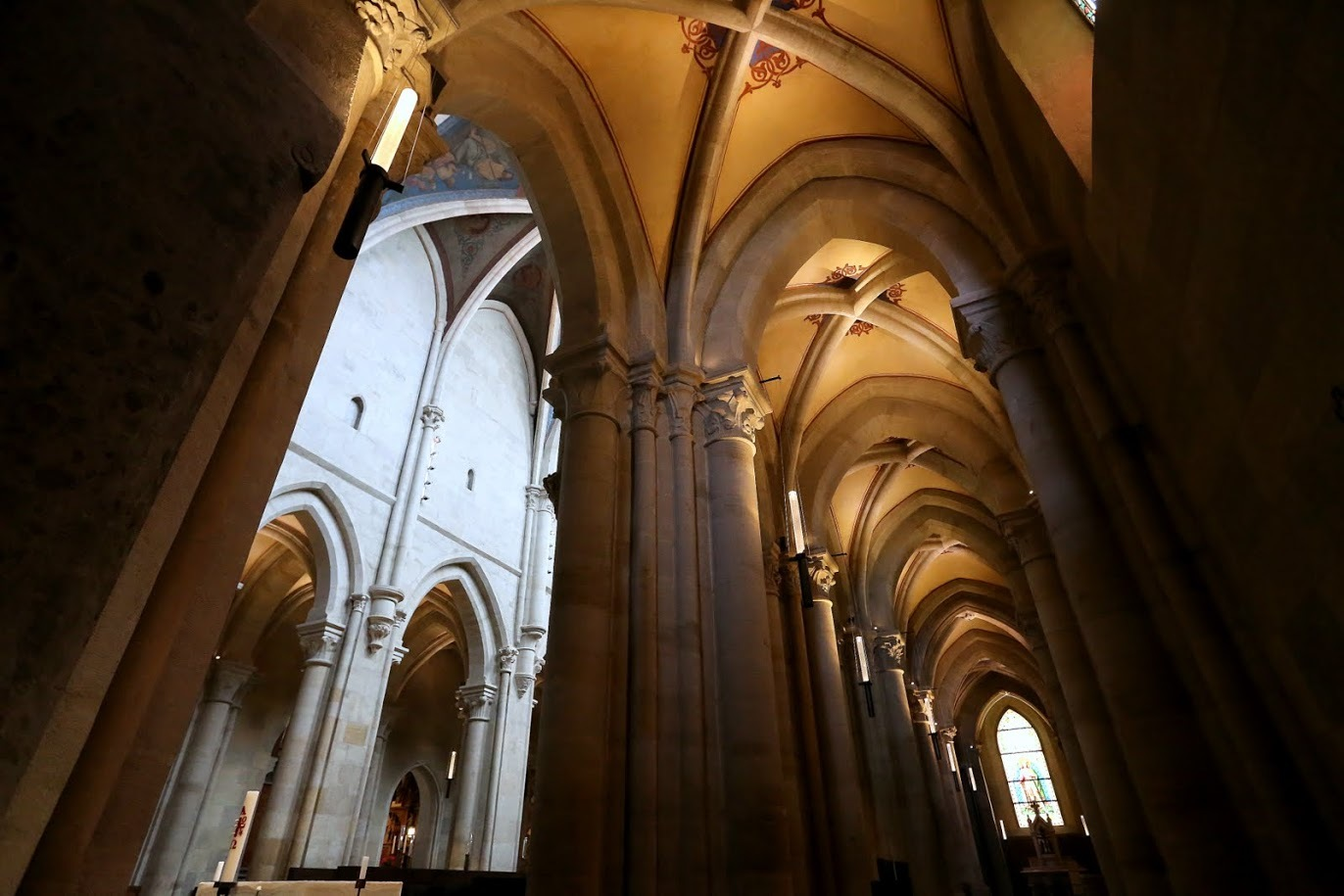
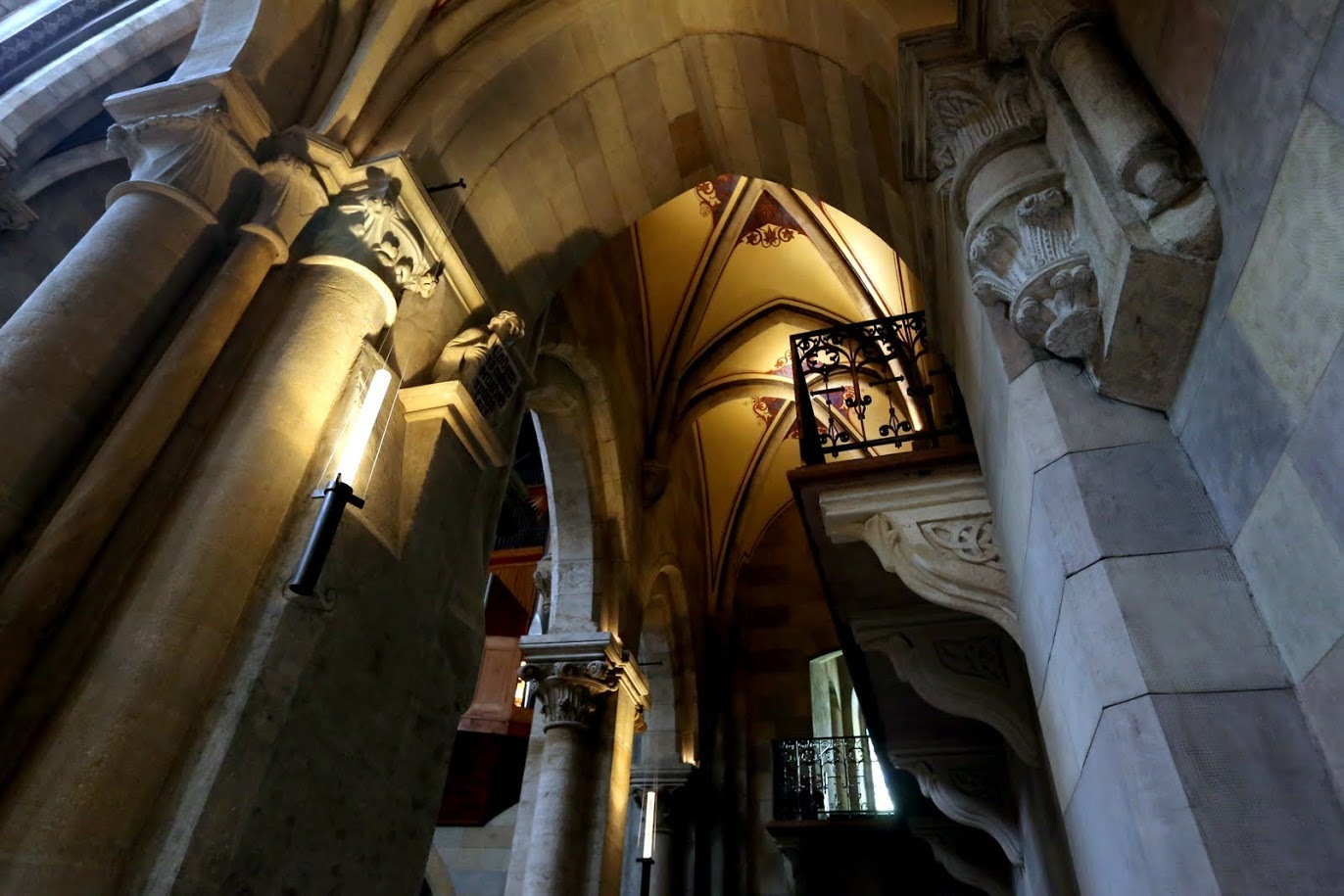
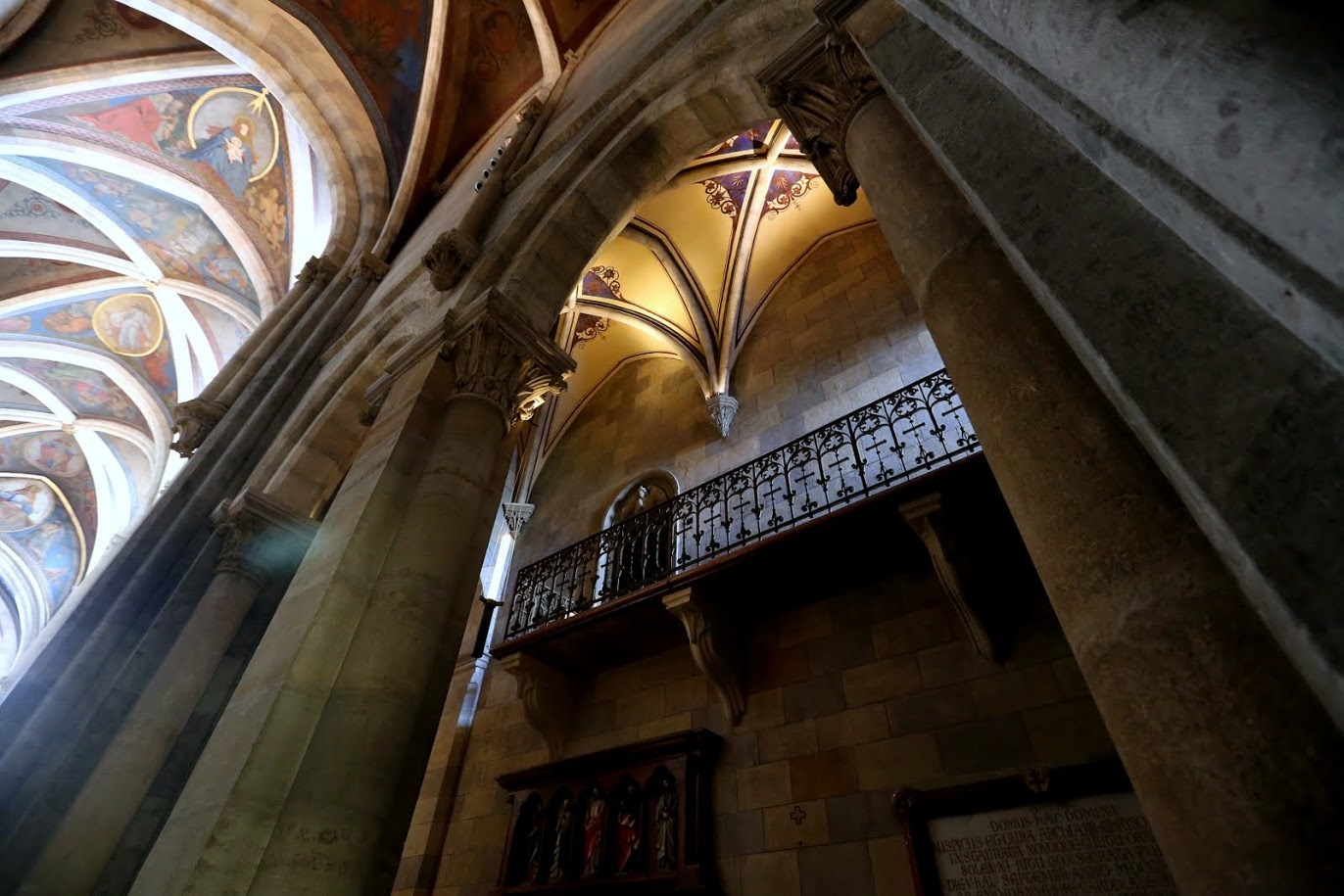
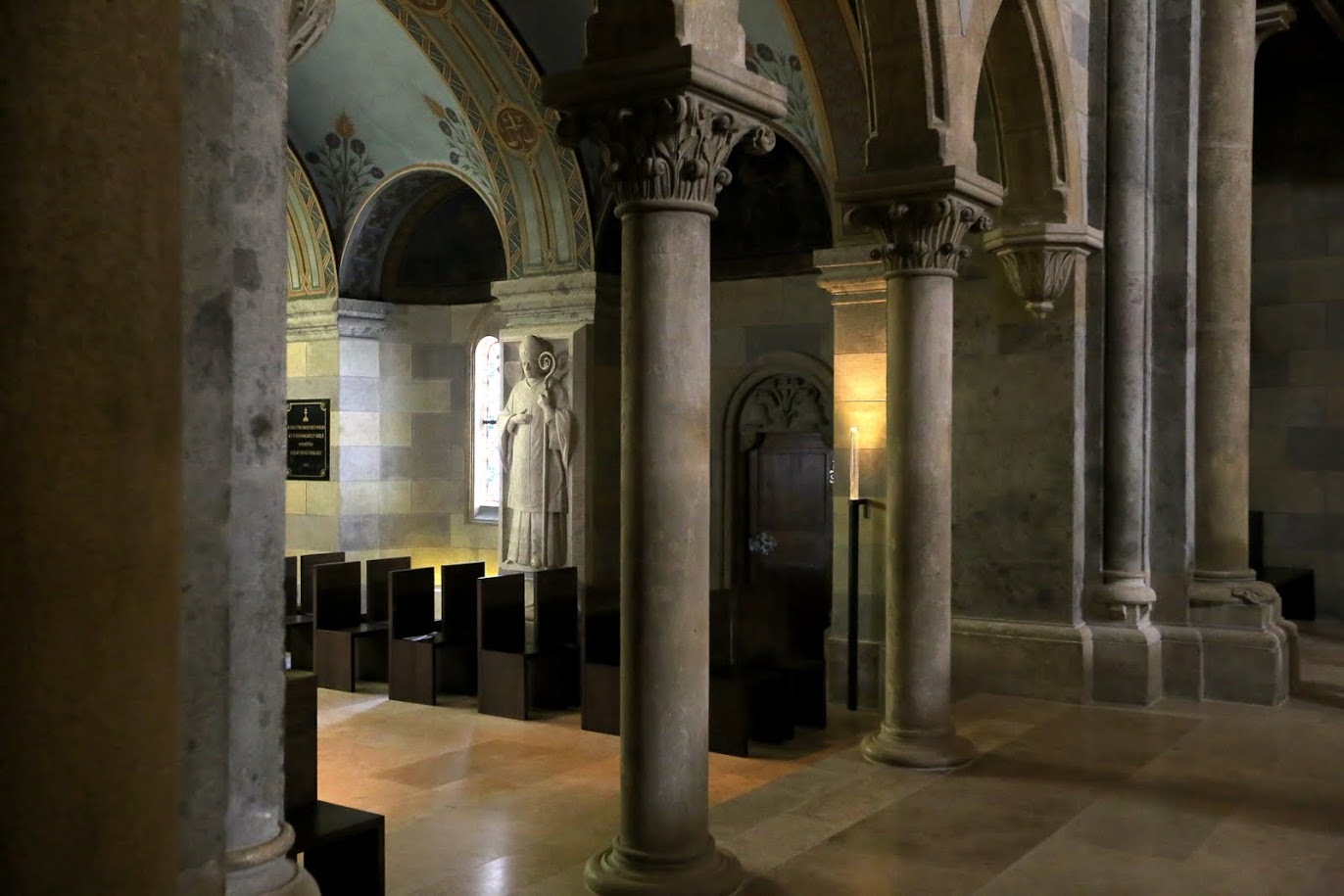
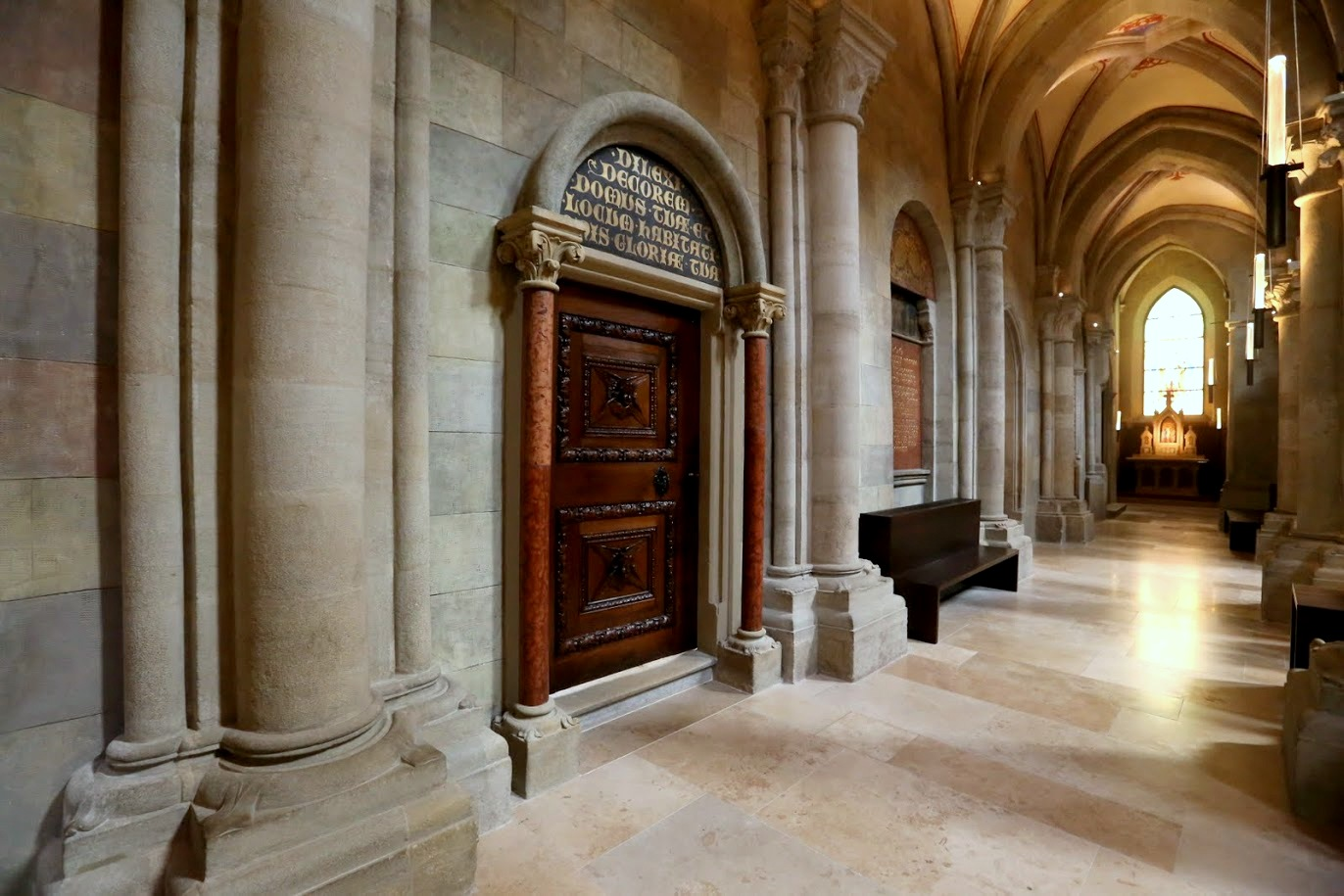
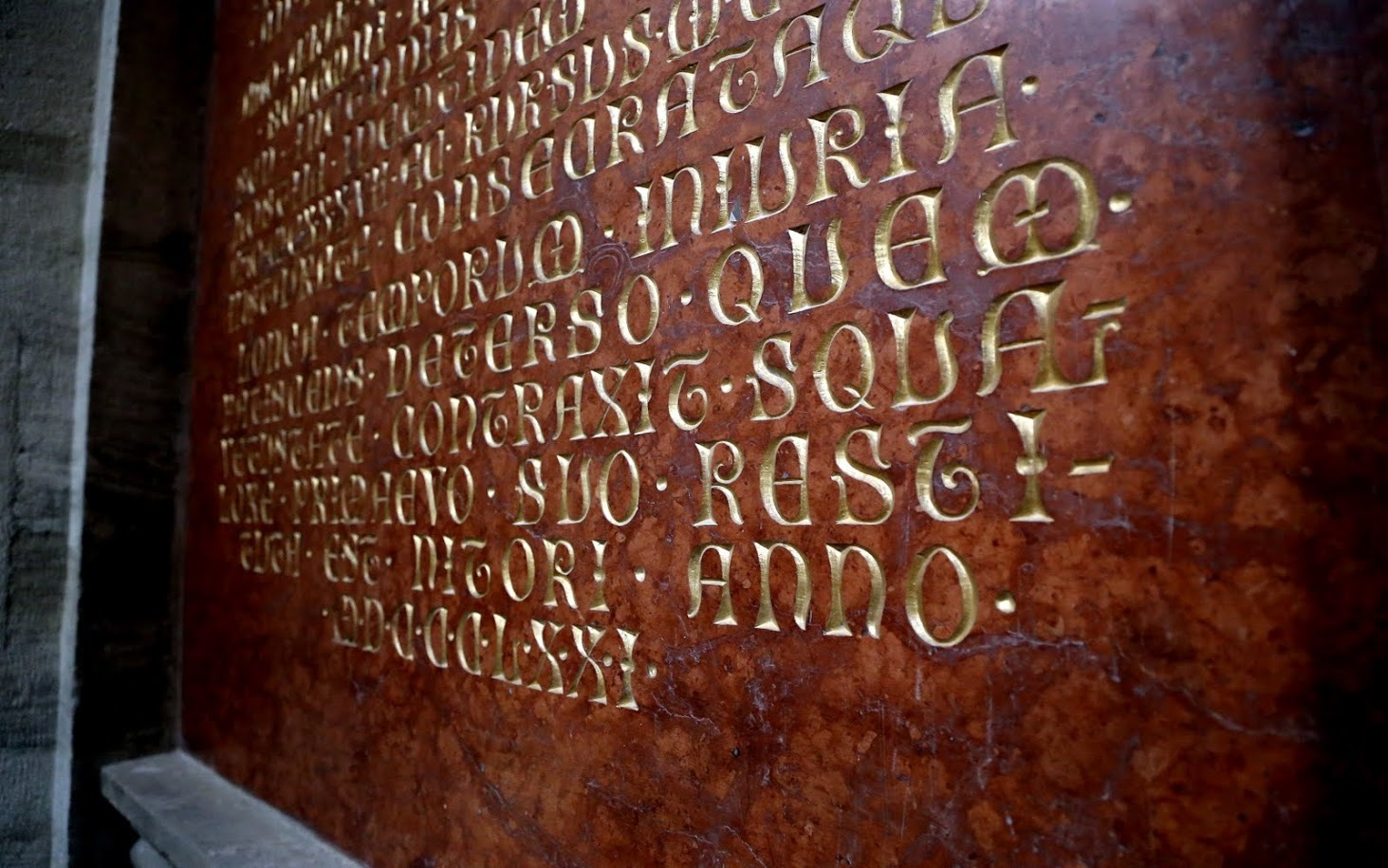
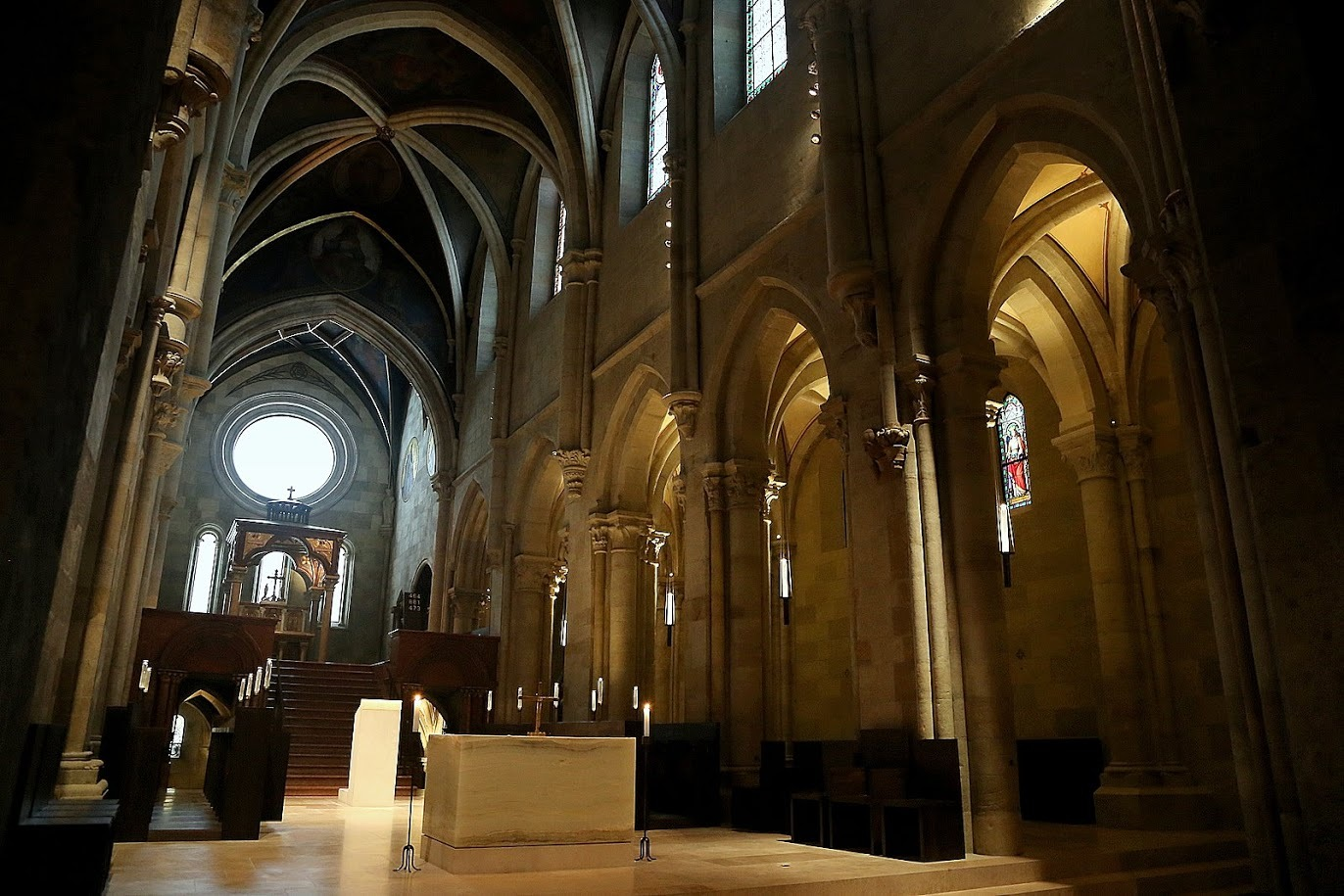
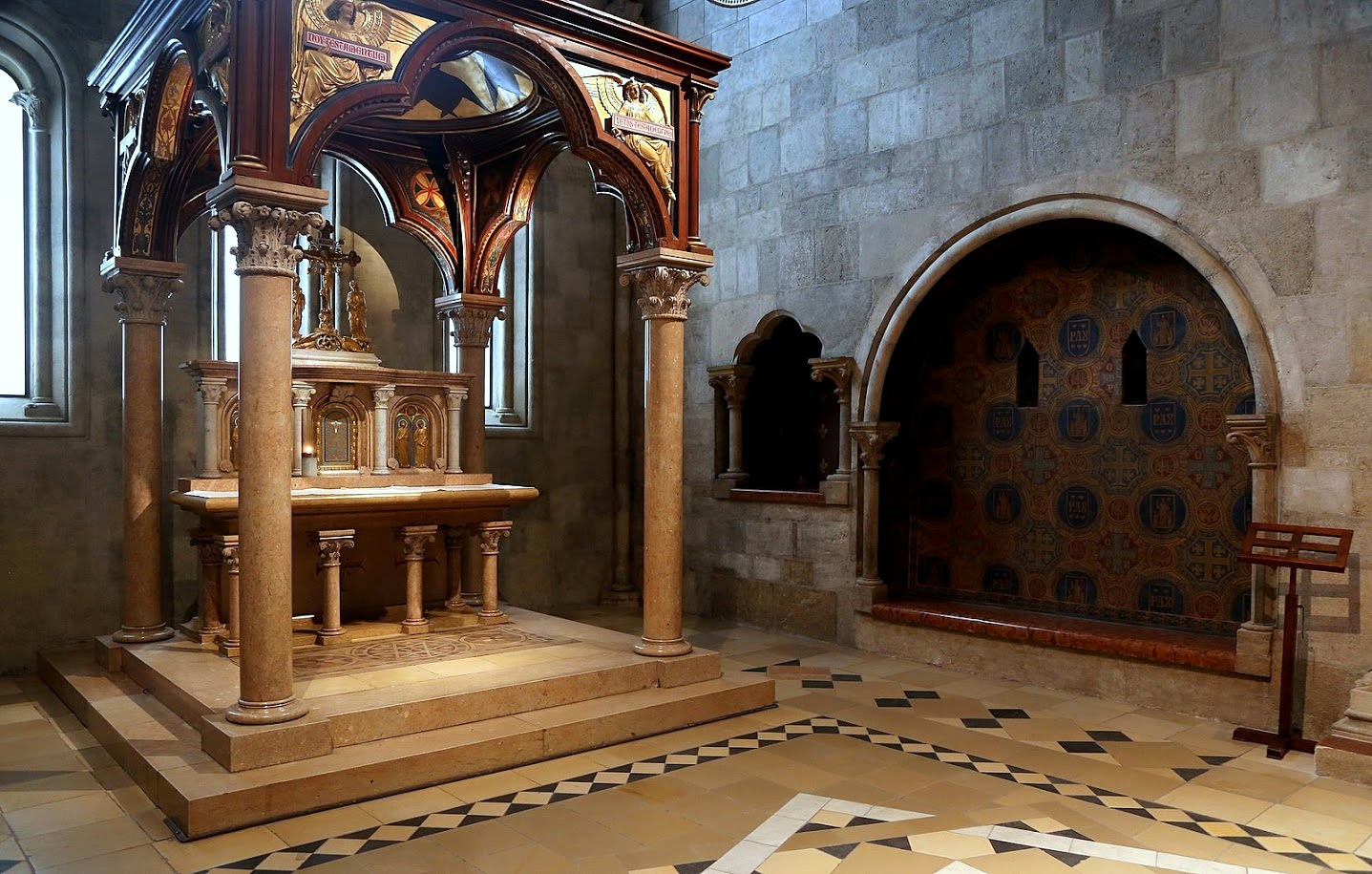
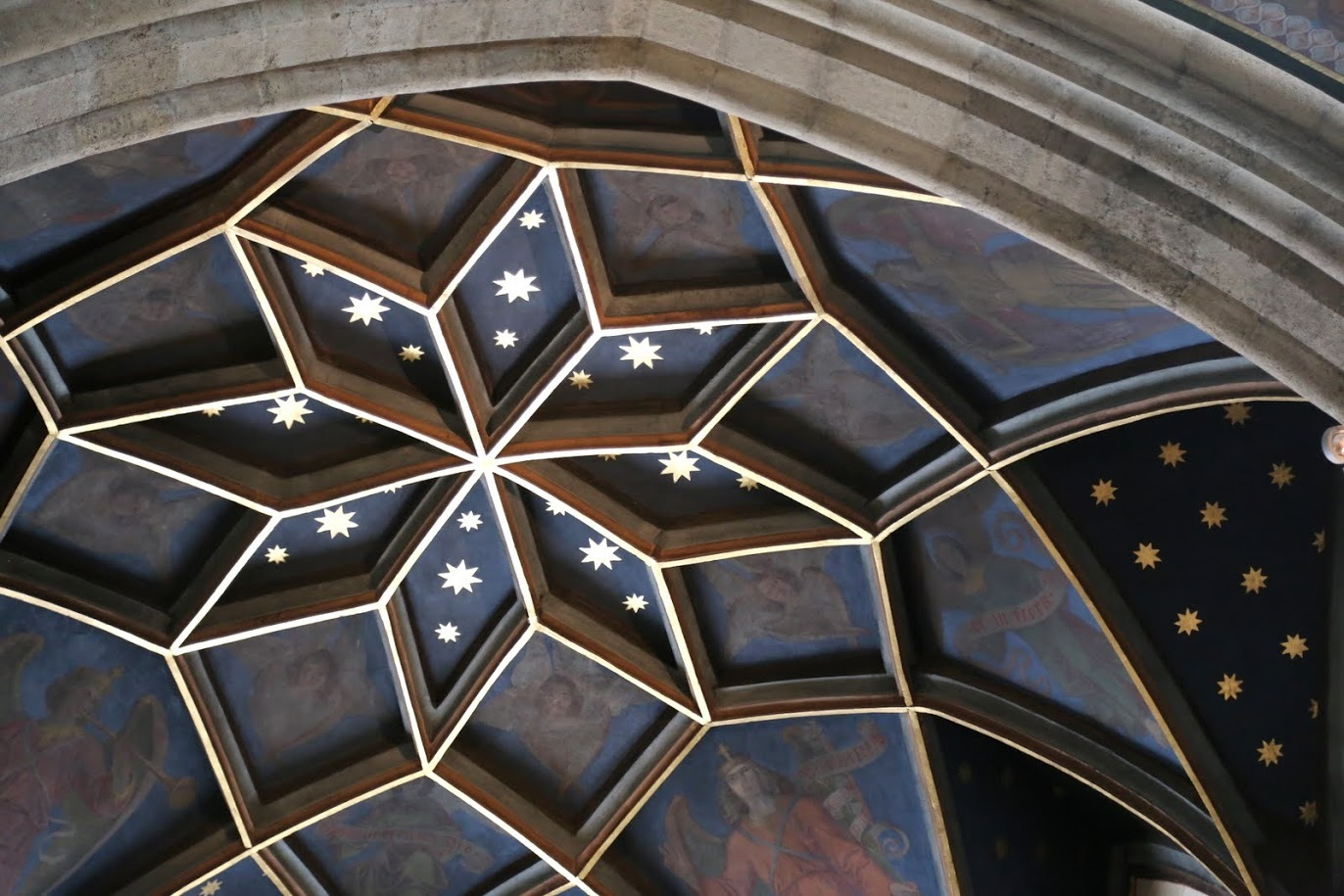
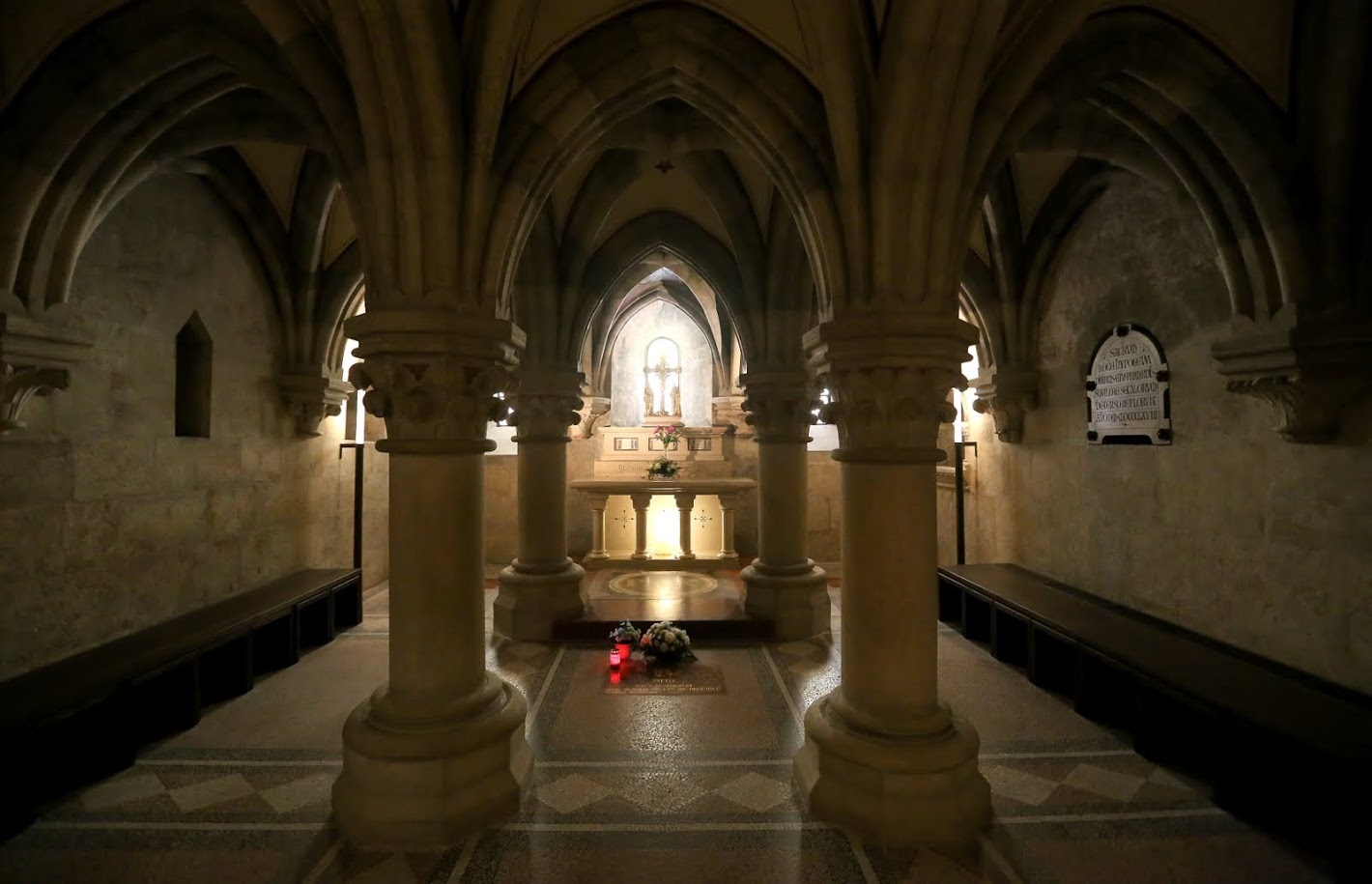
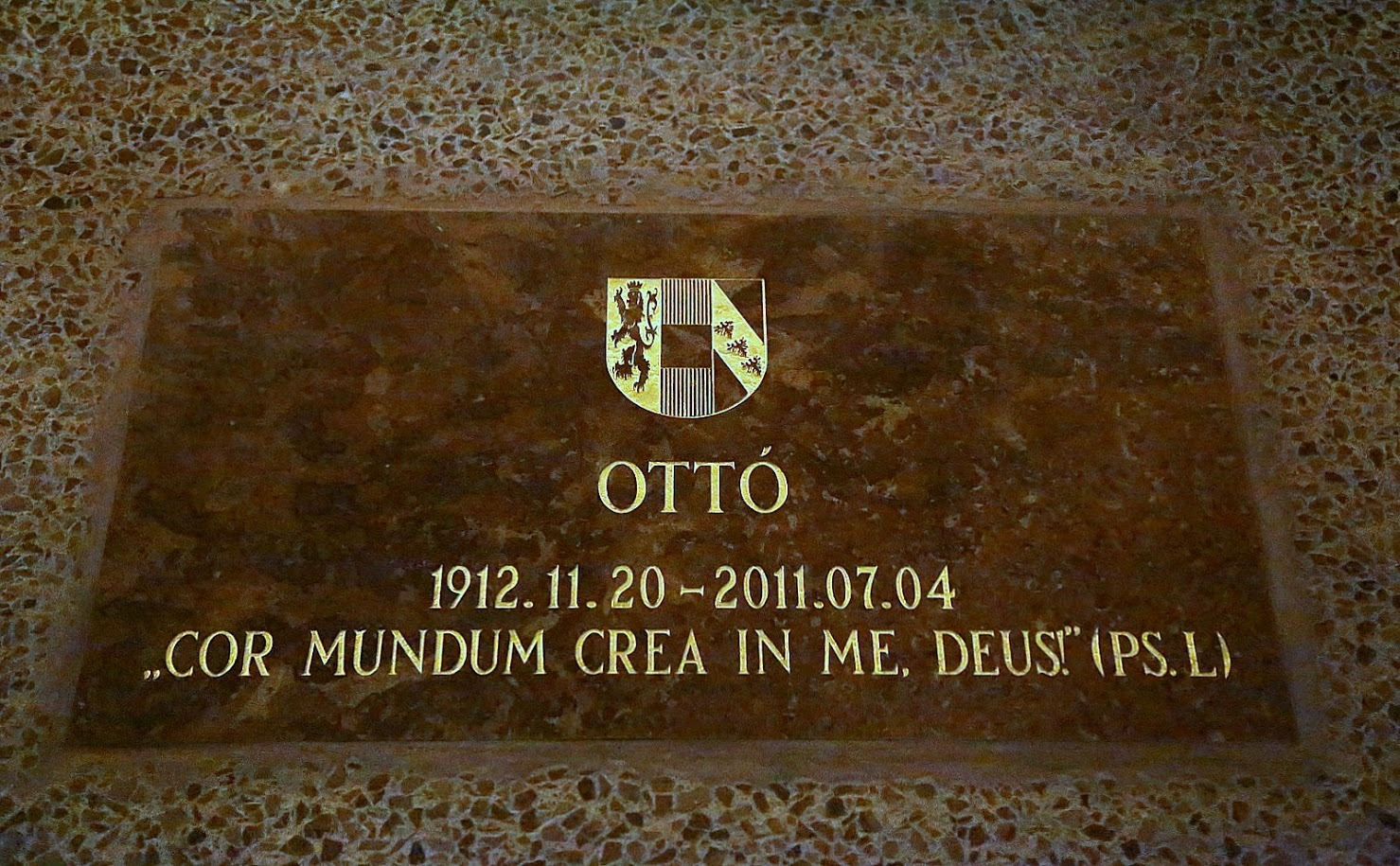
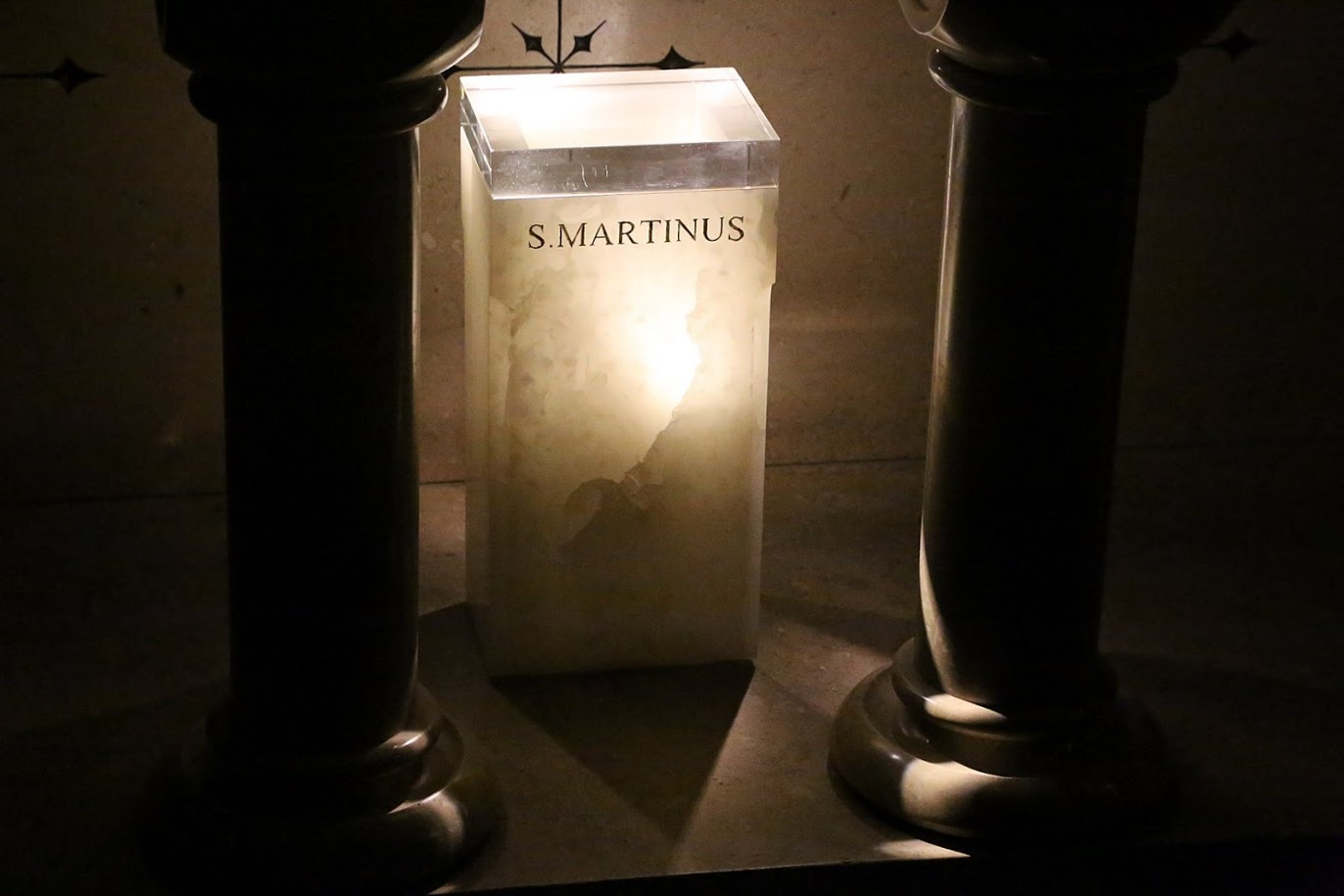
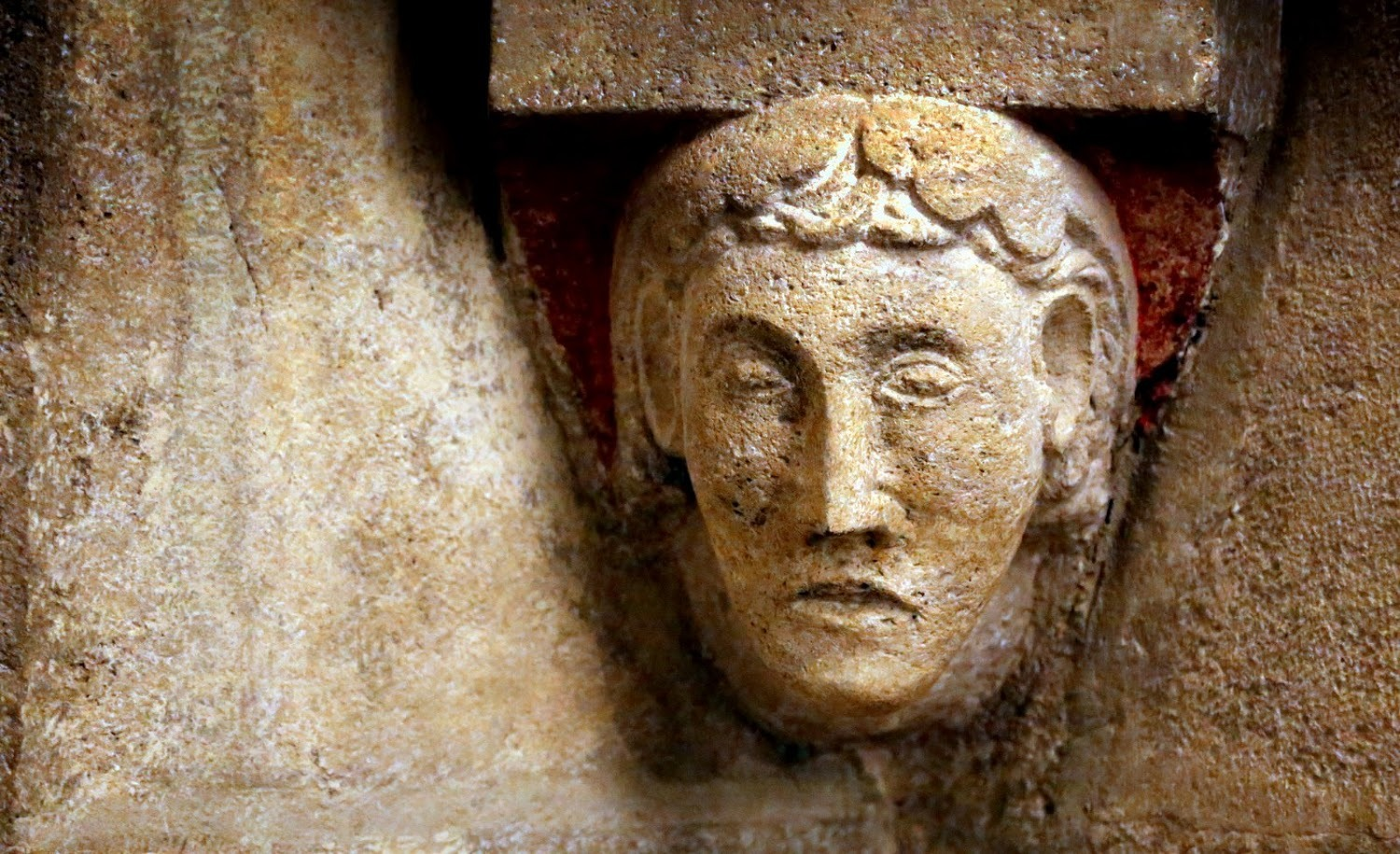
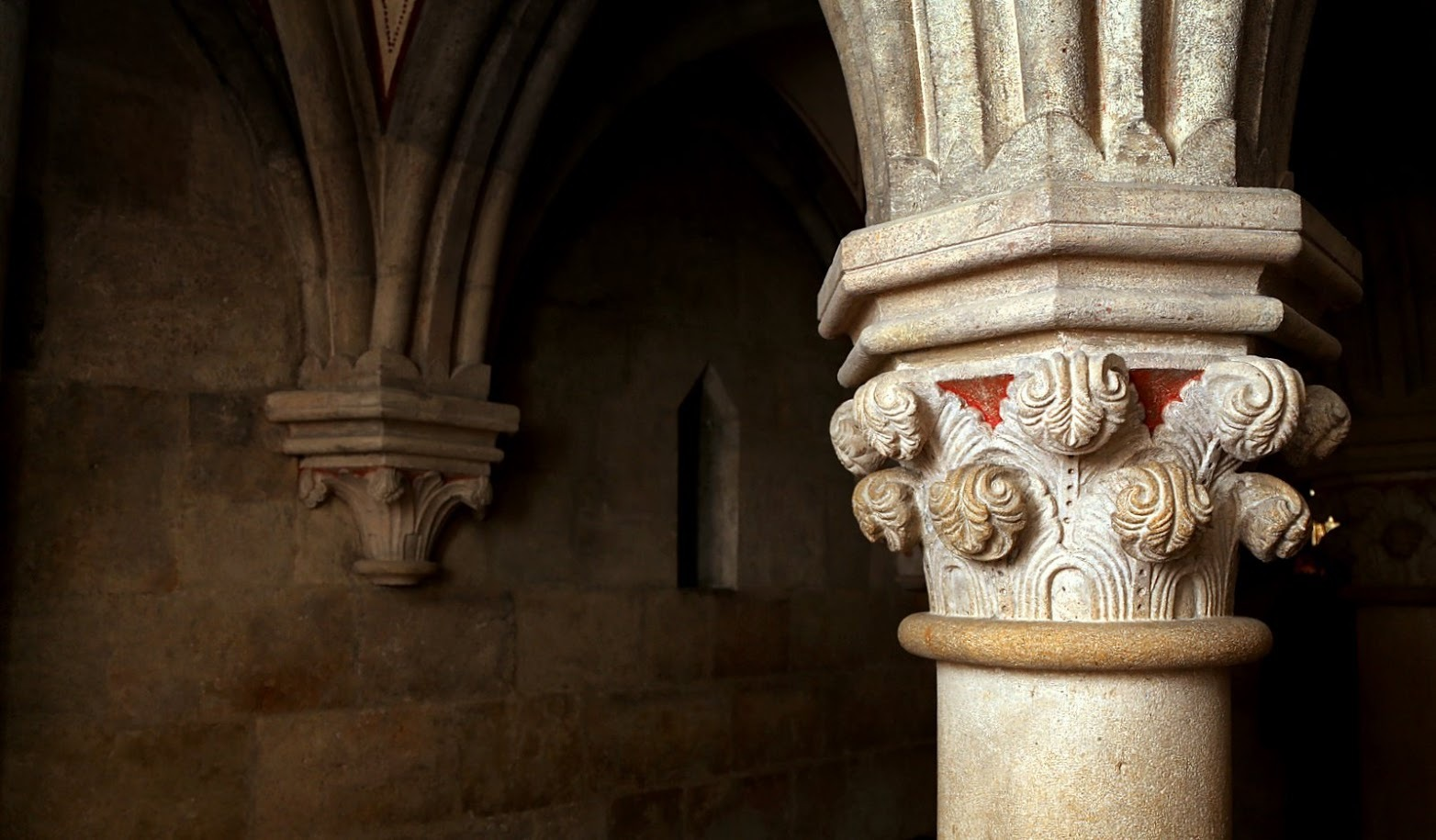
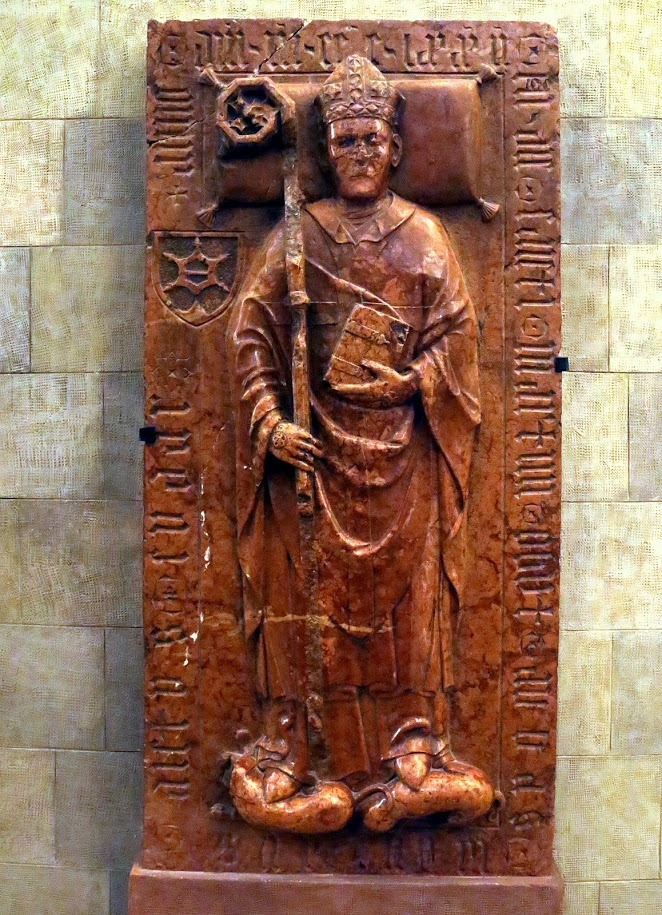
Cudar László apát sírköve
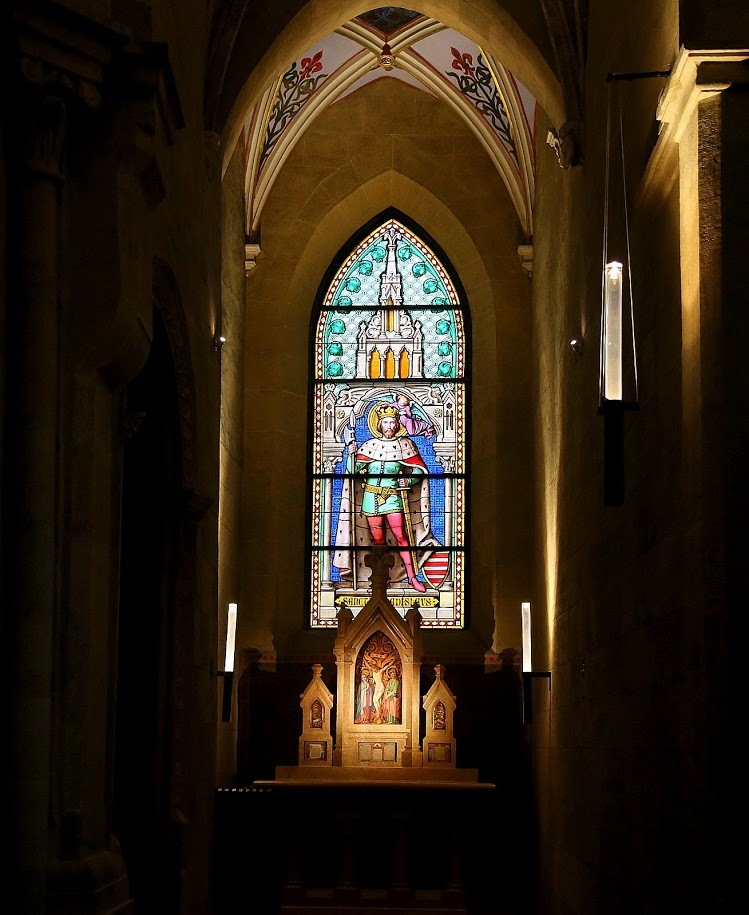
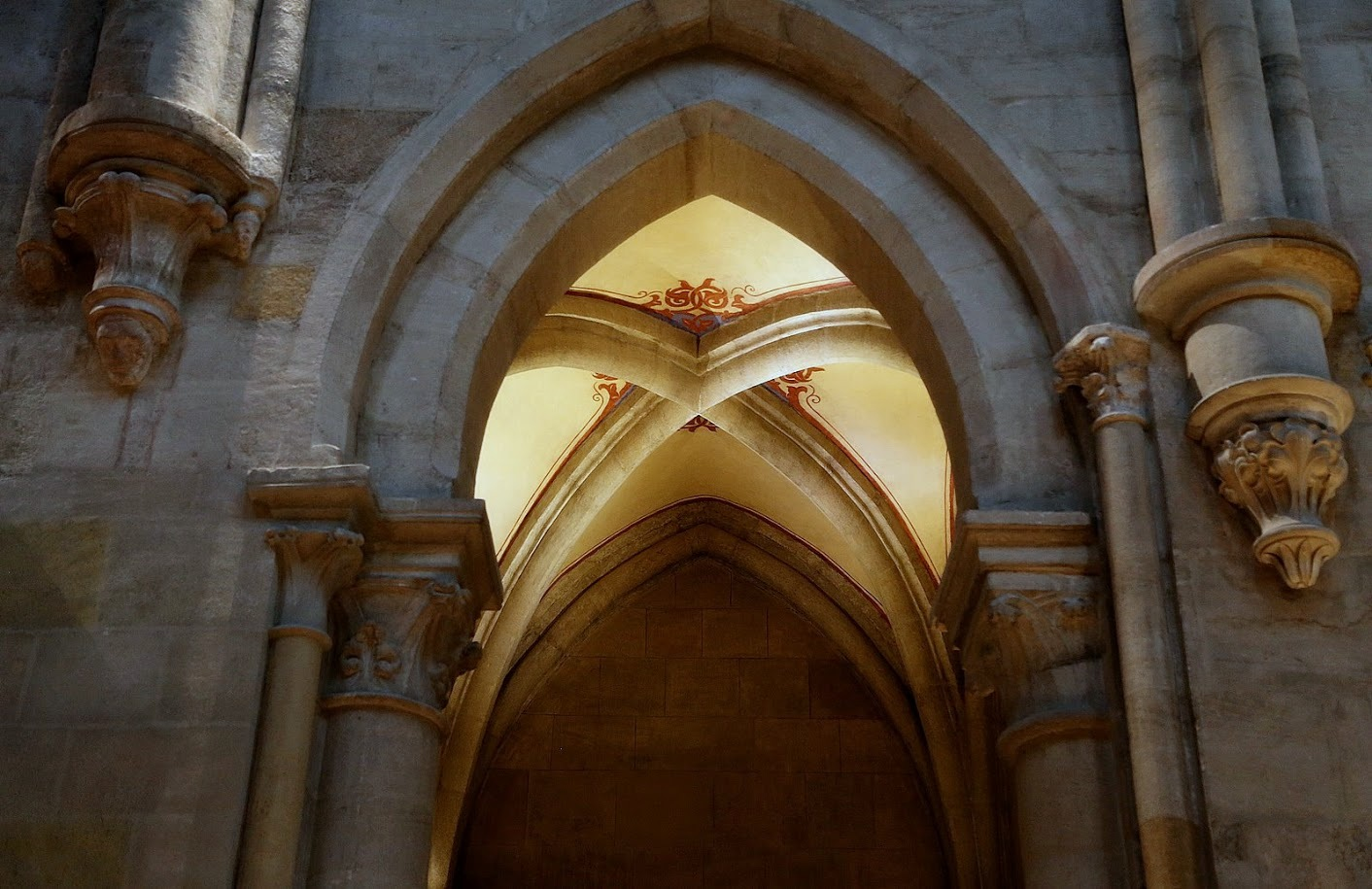
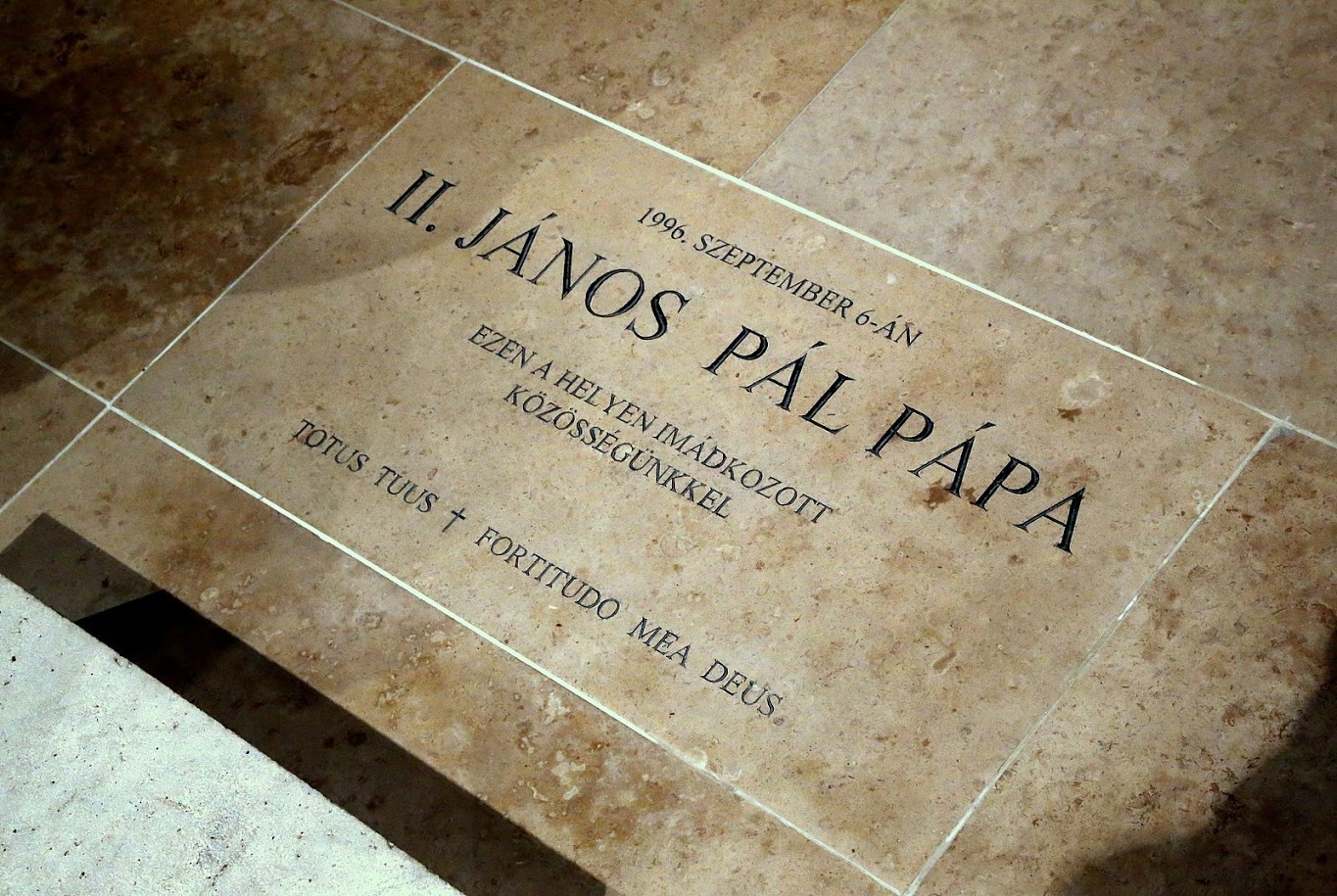
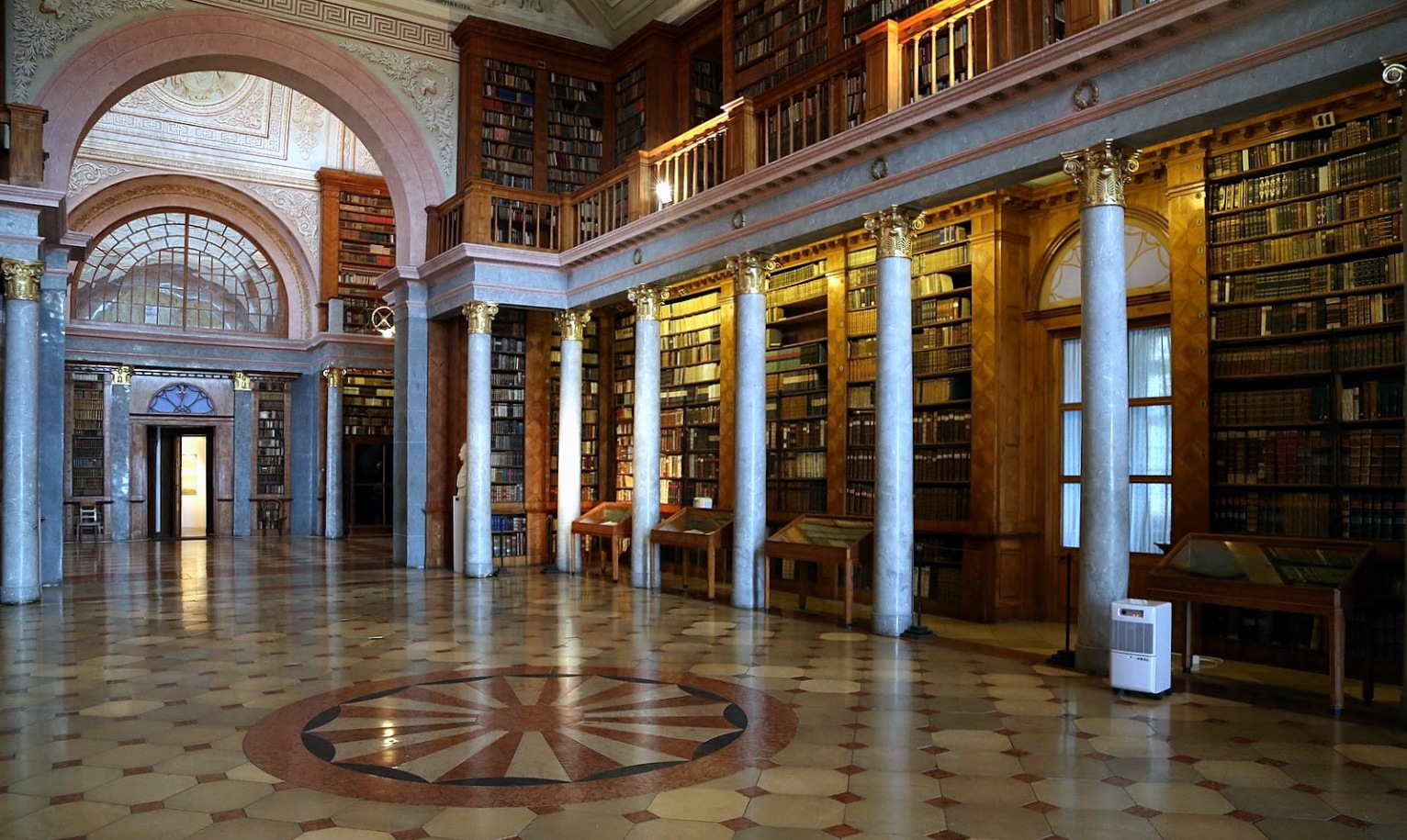
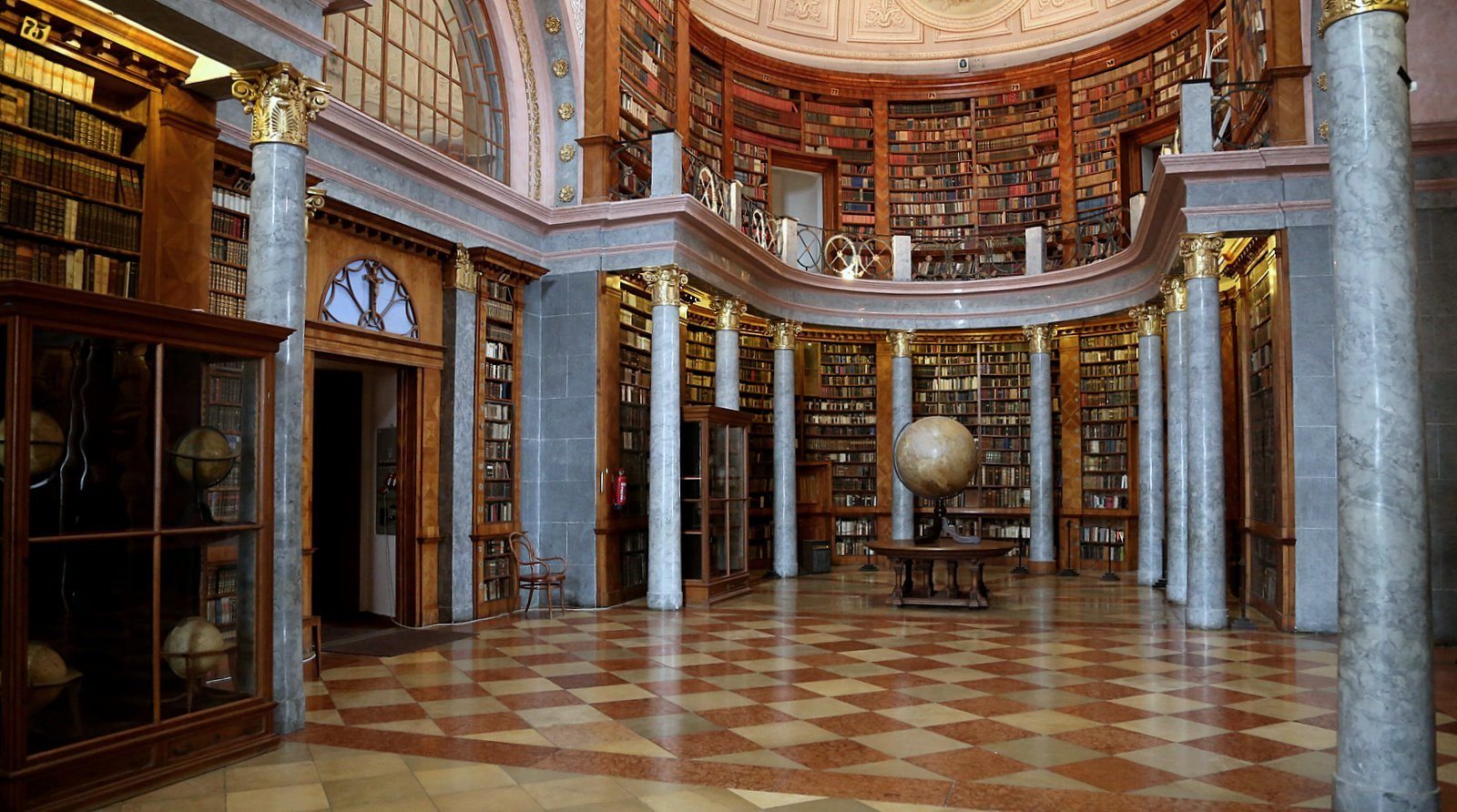
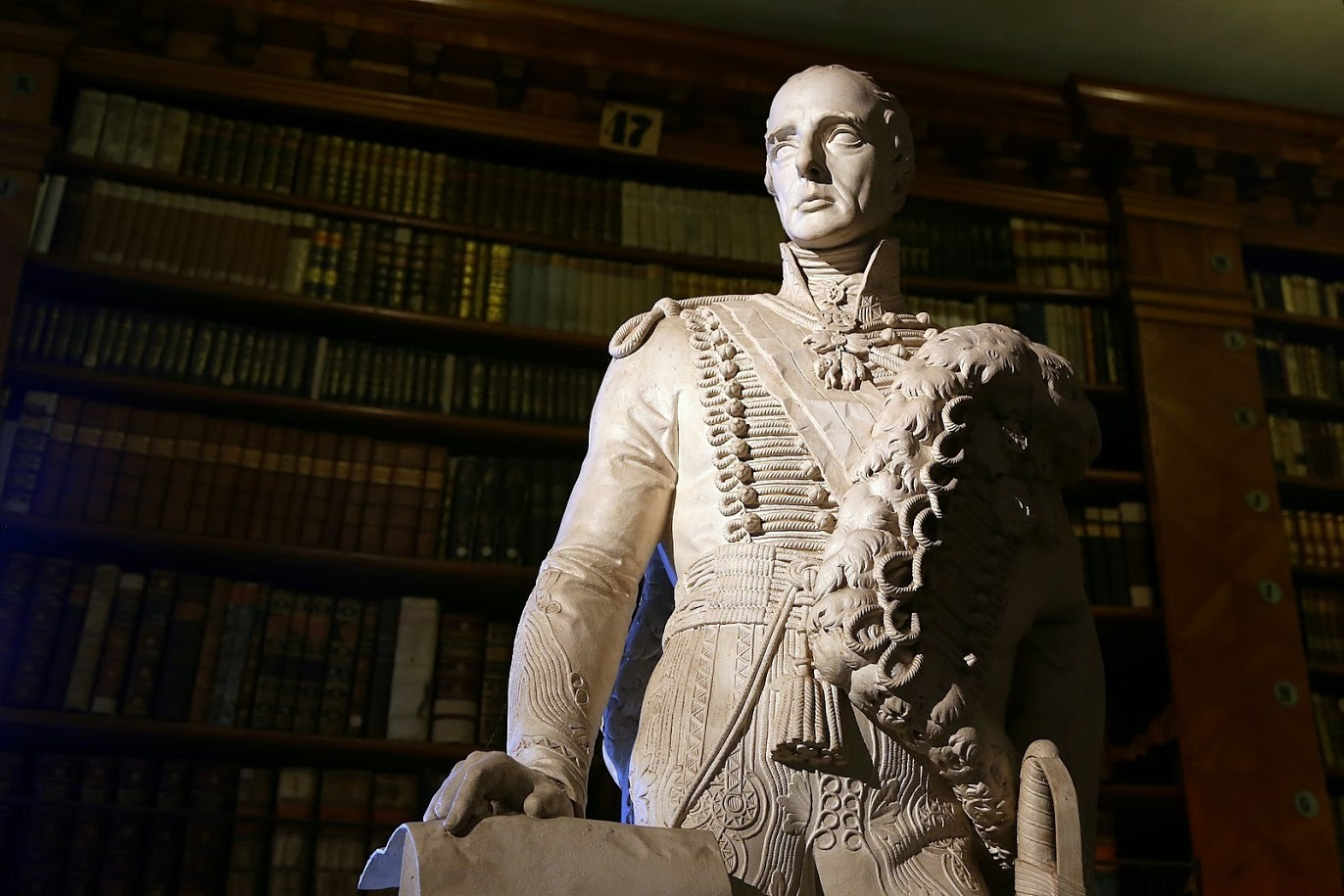
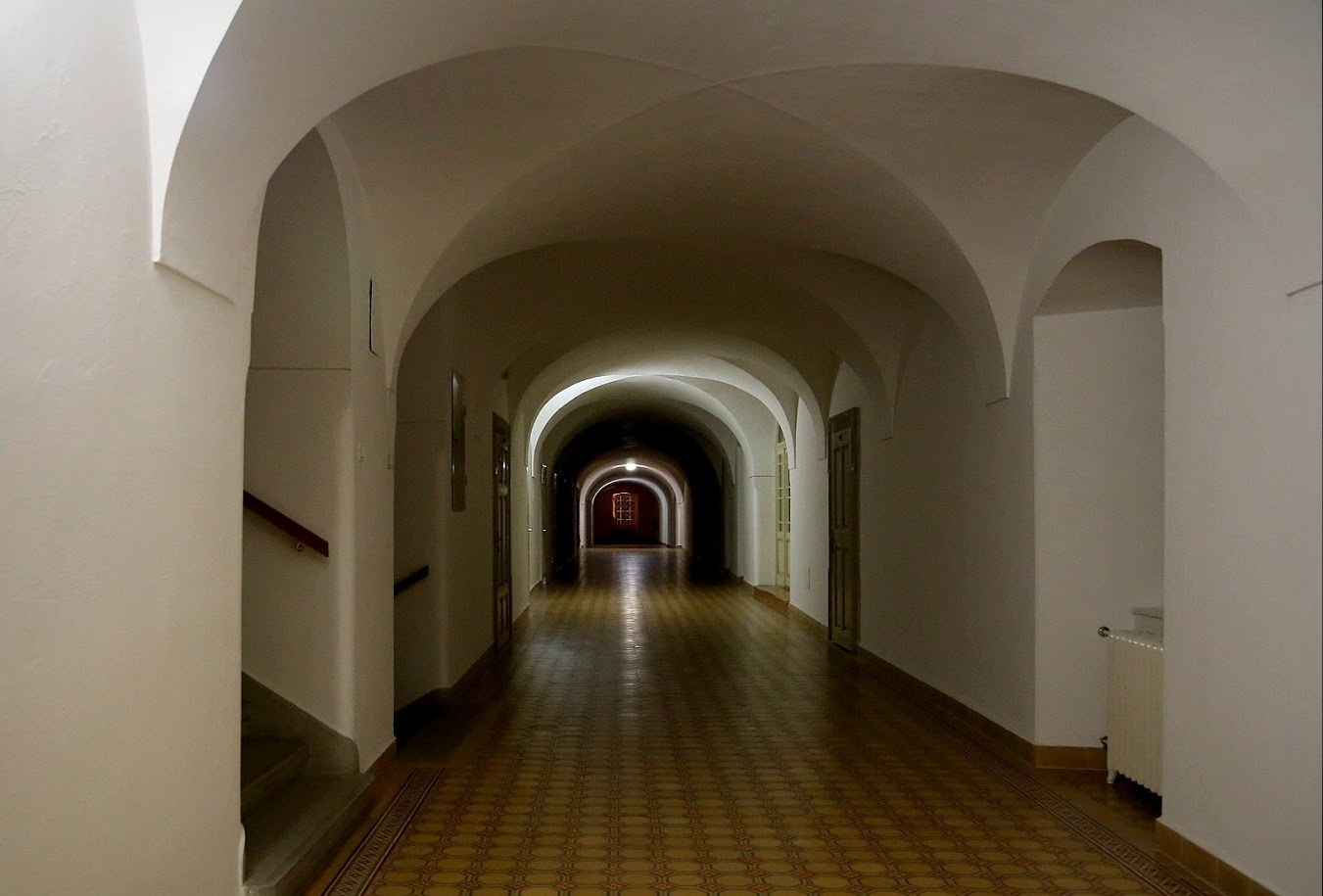
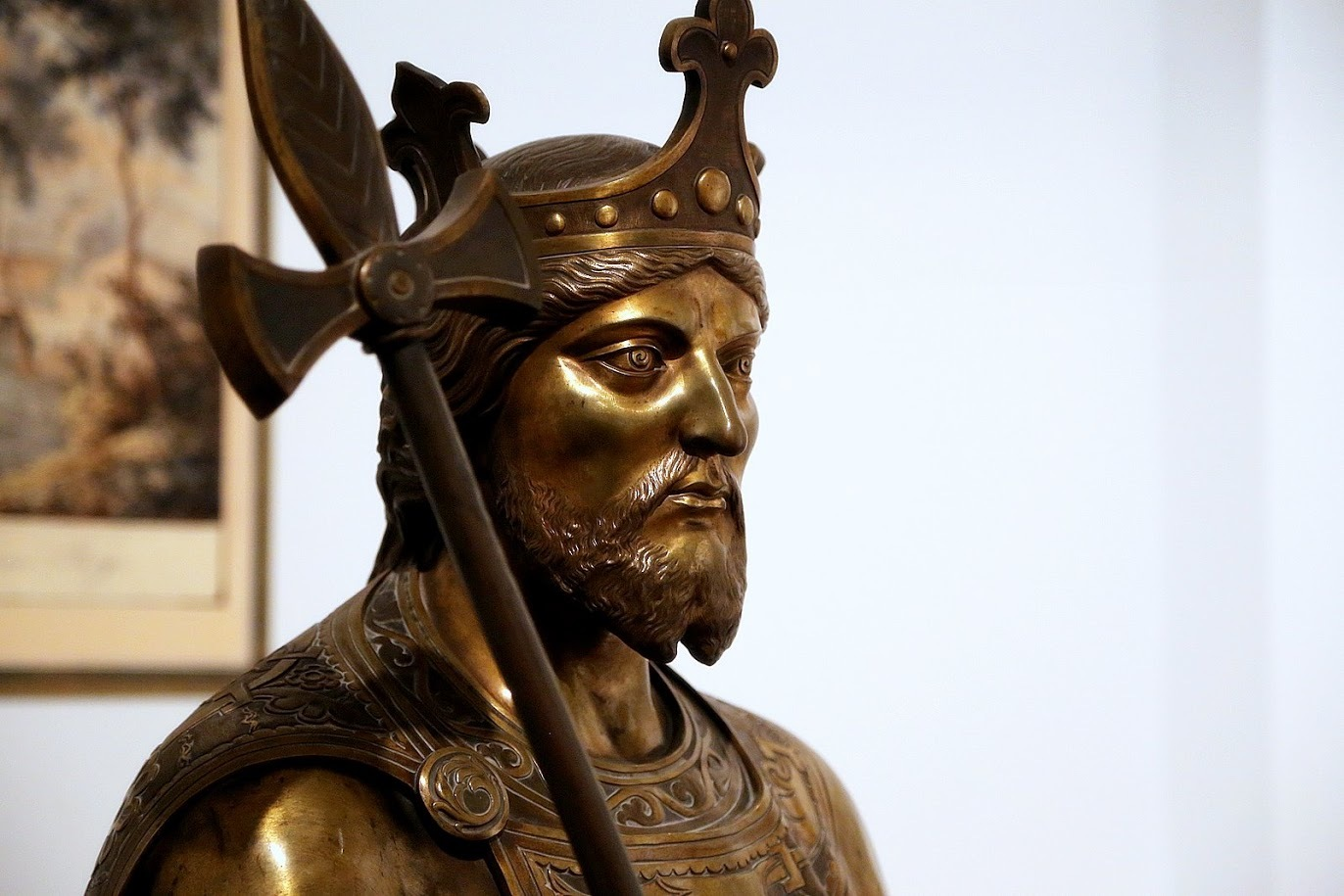
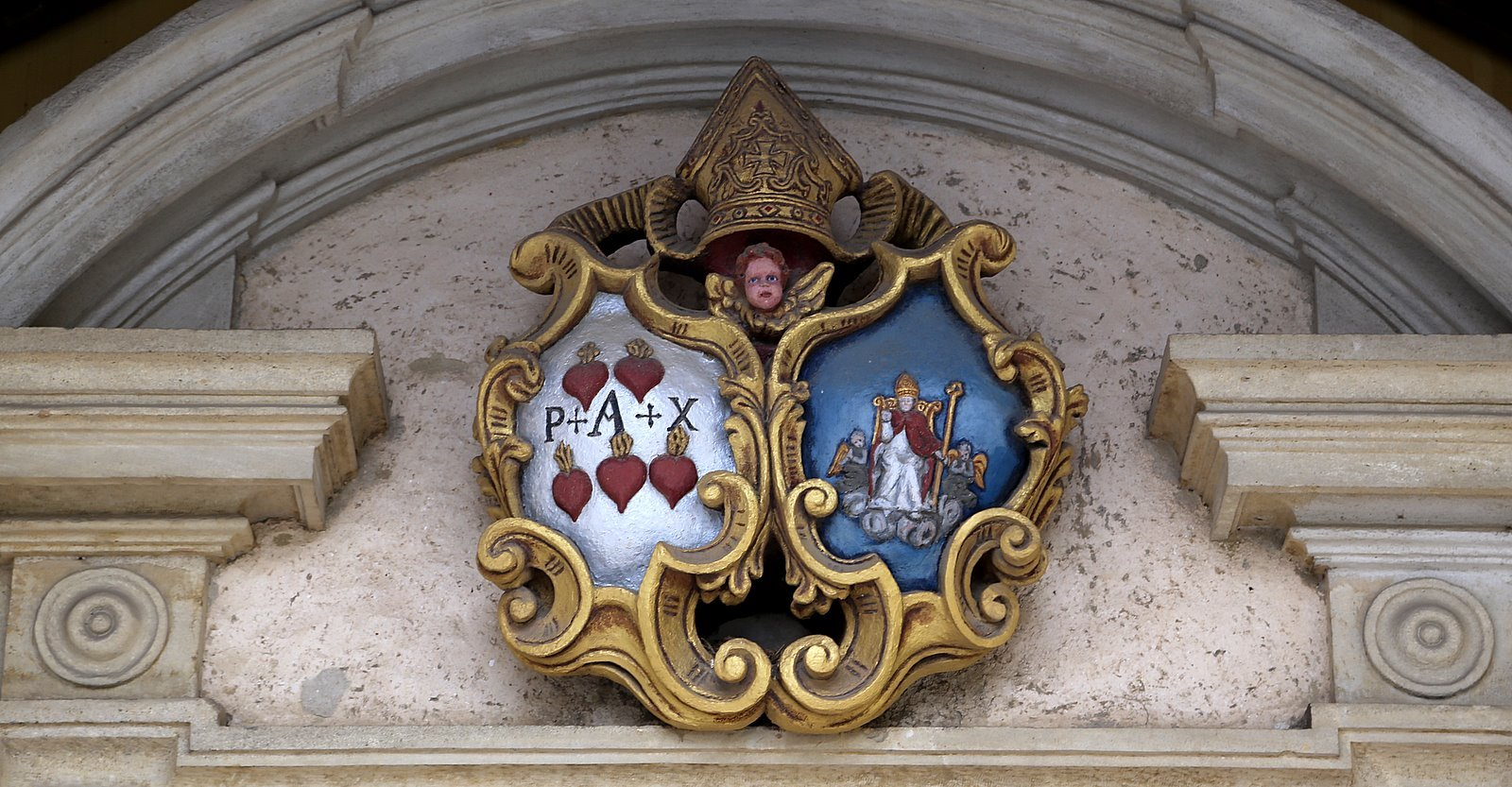
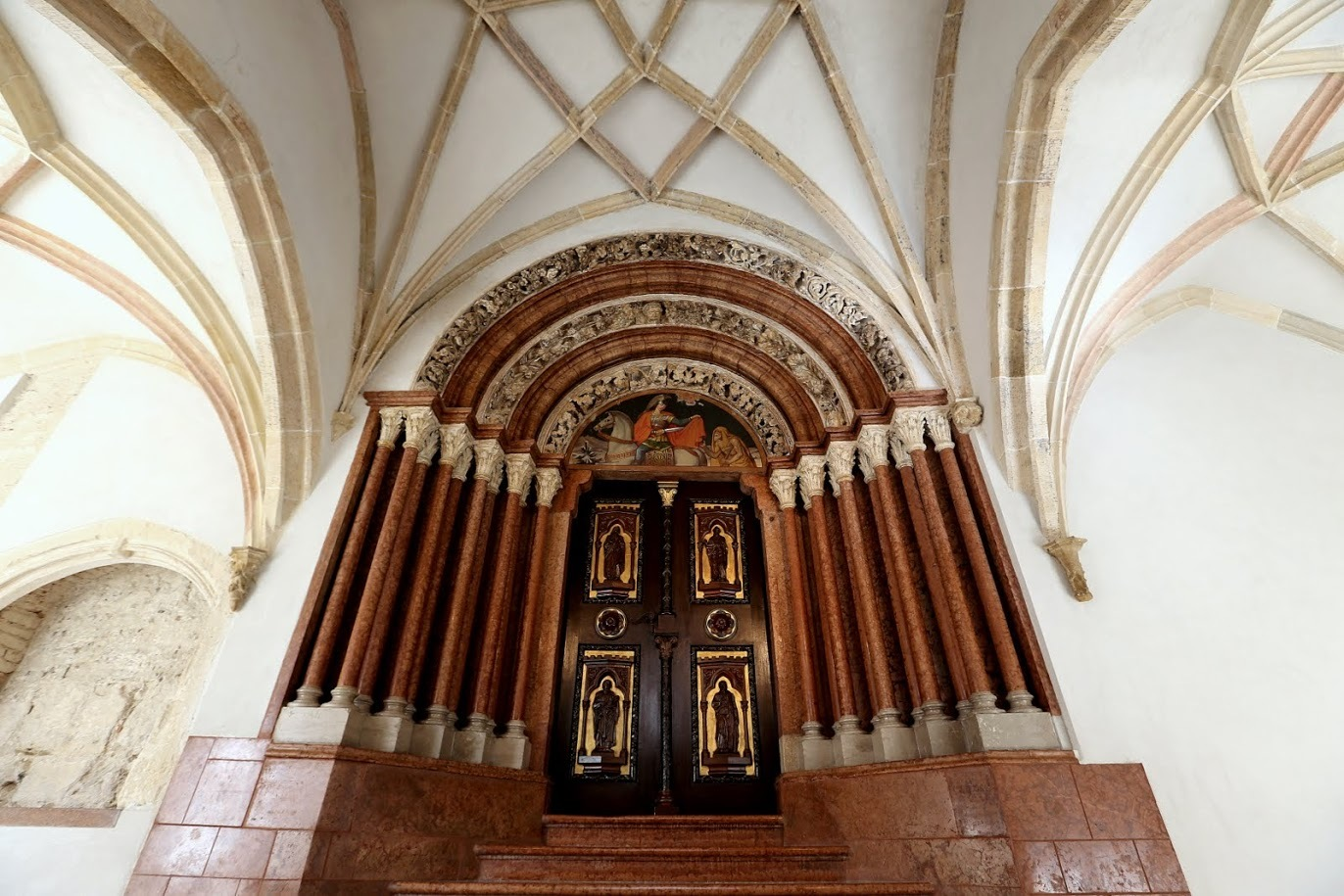
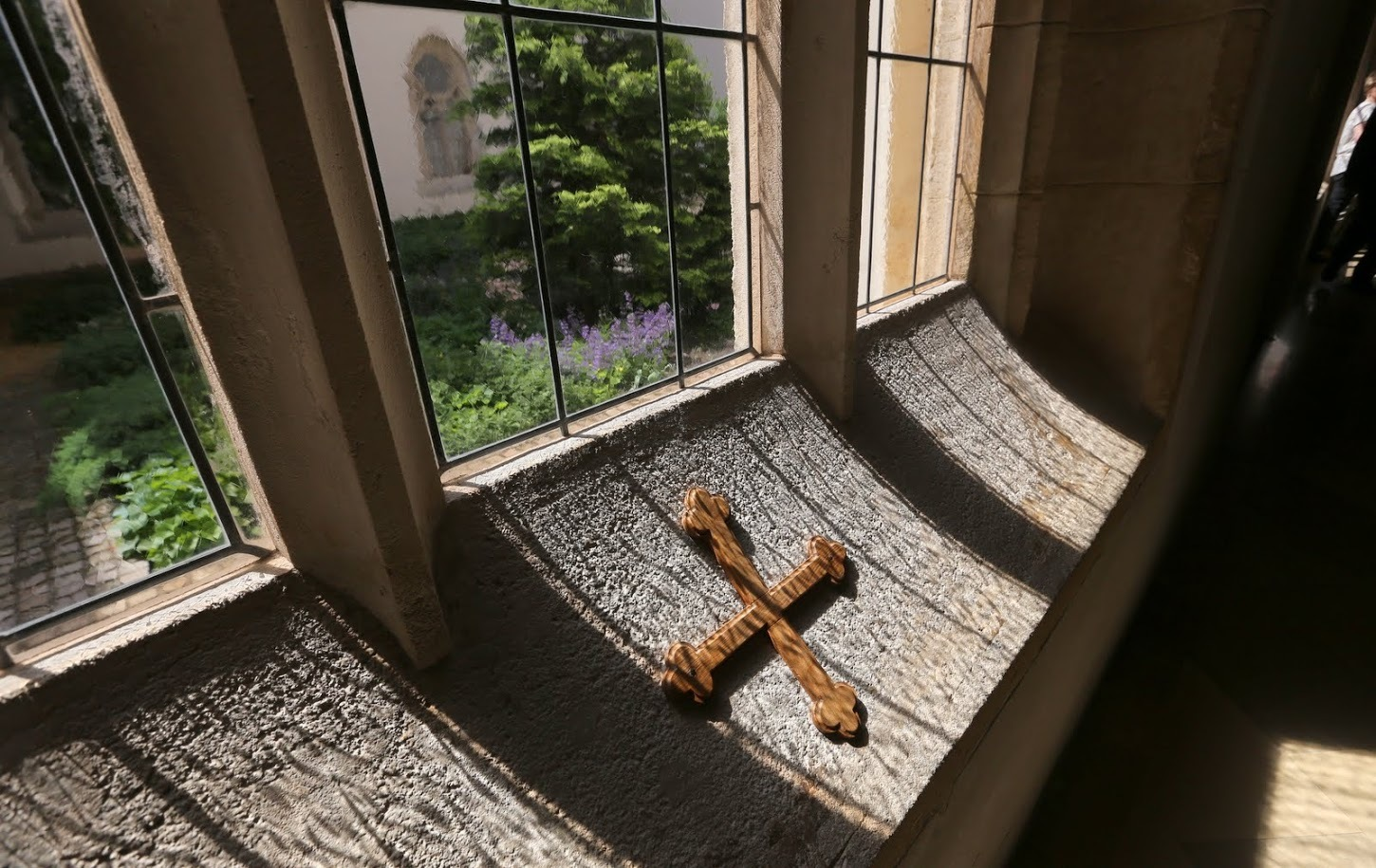
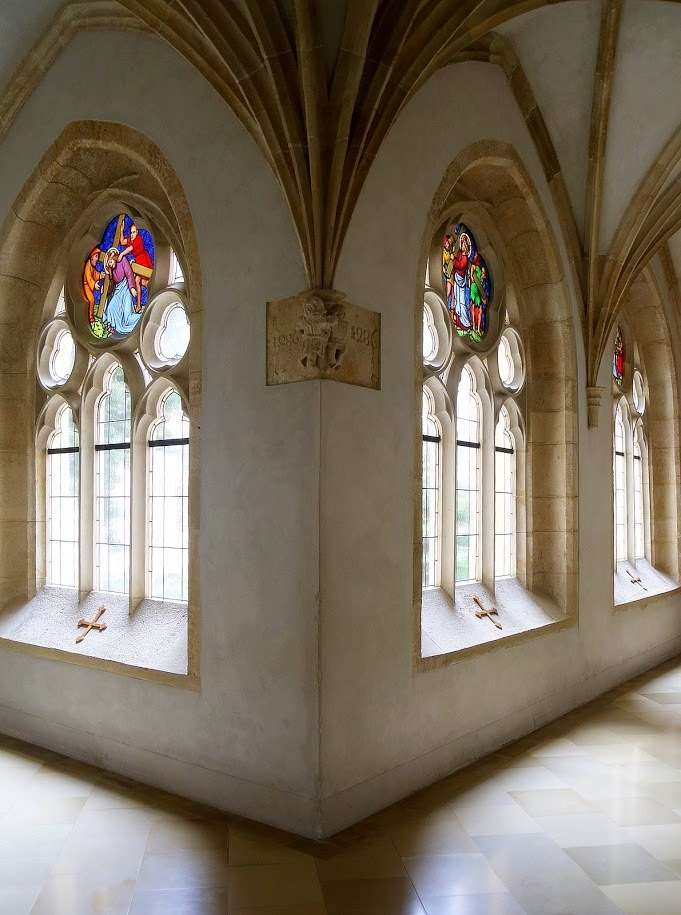
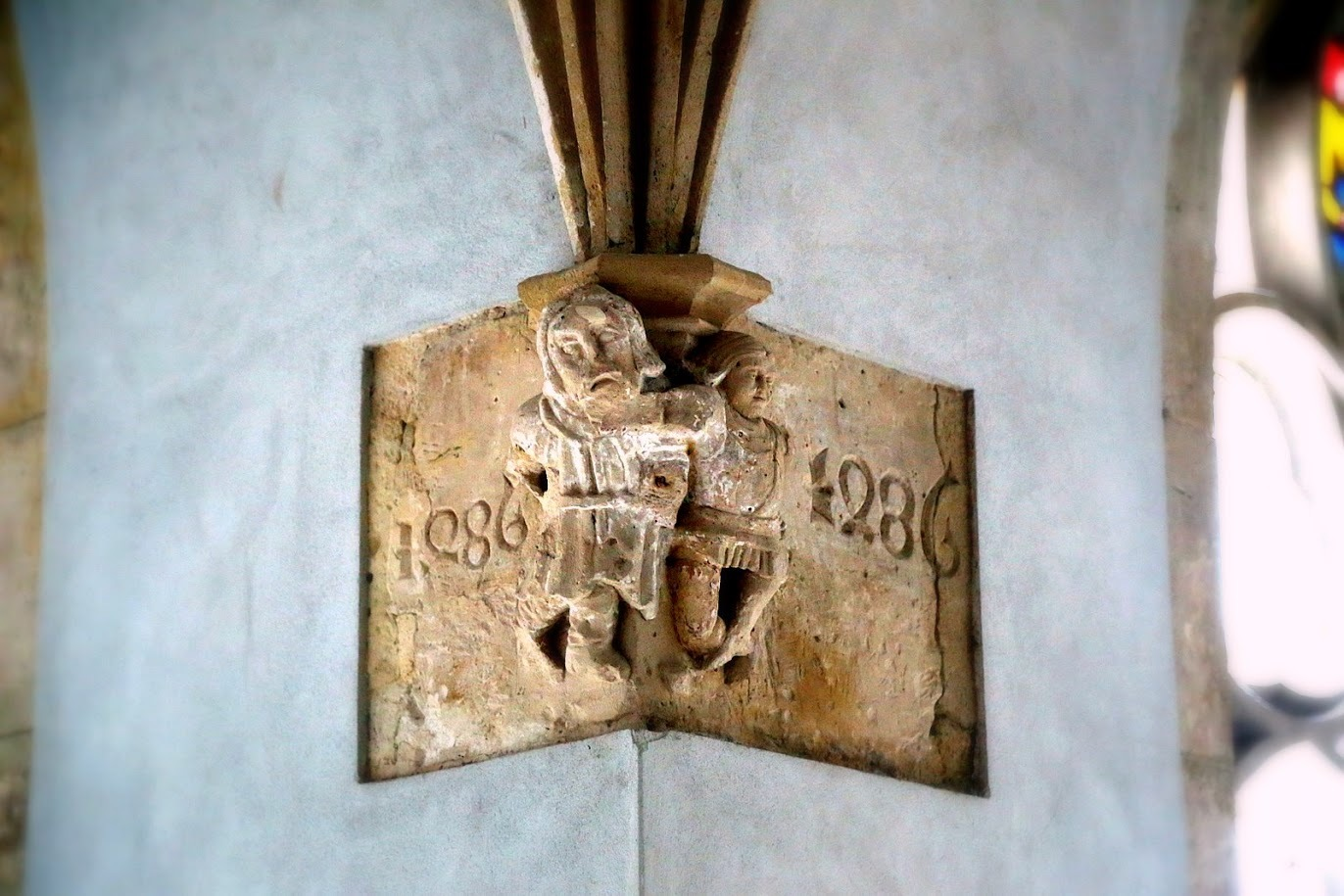
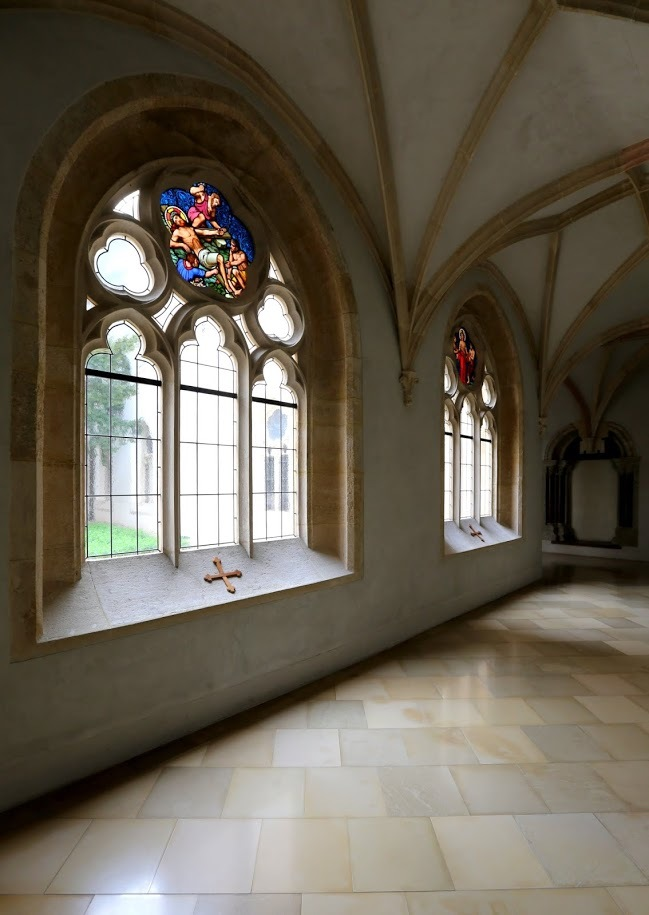
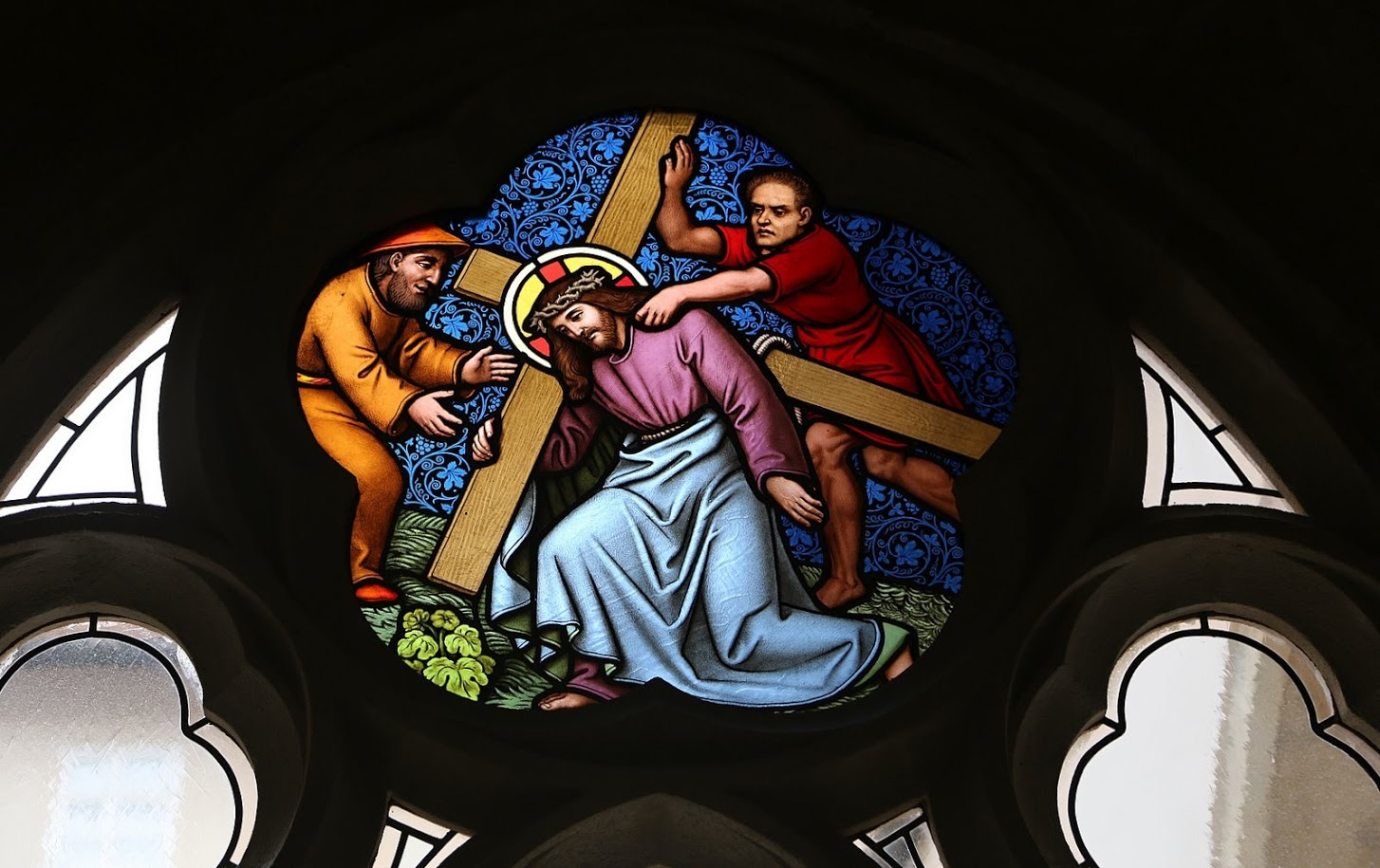
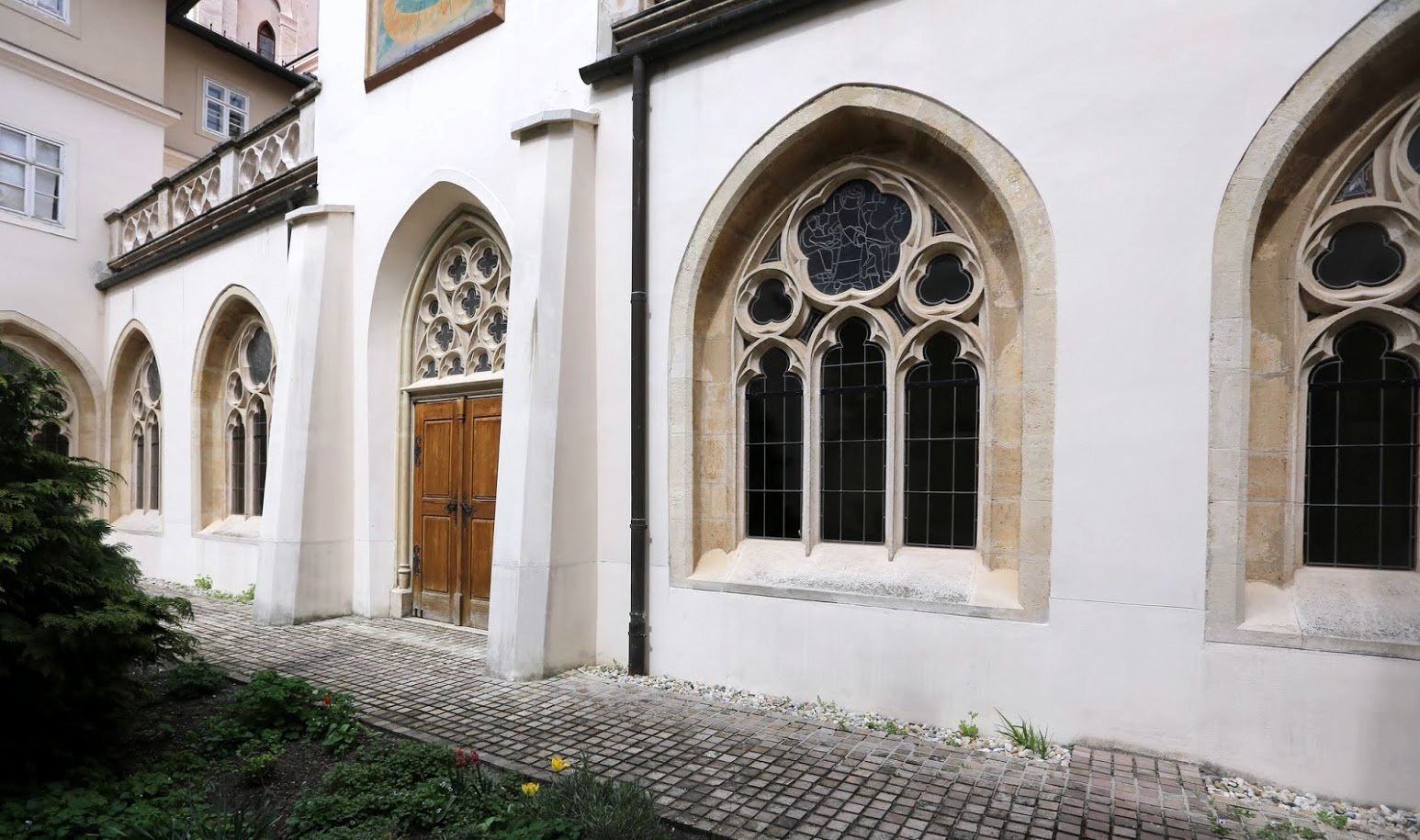
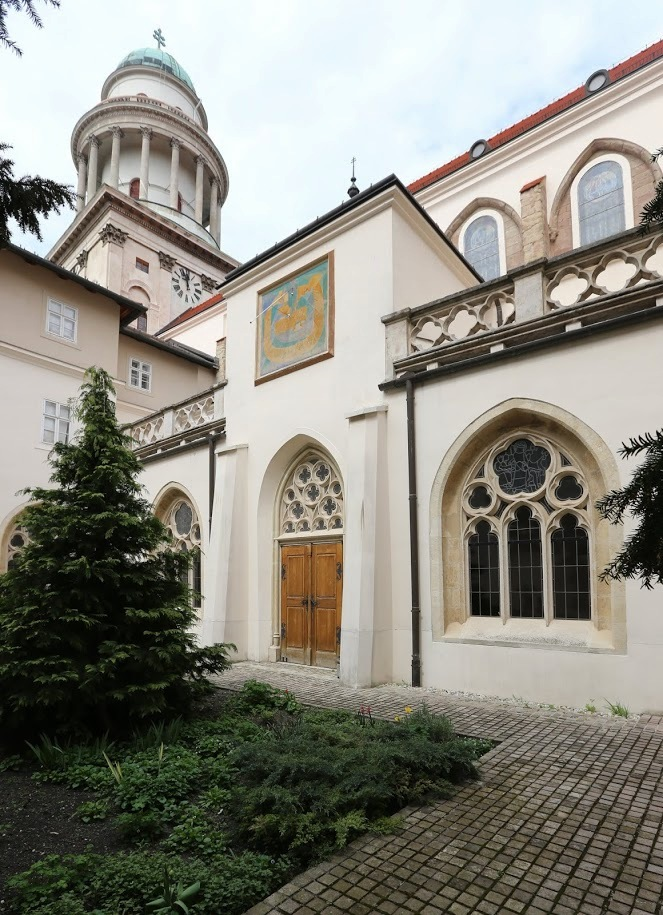
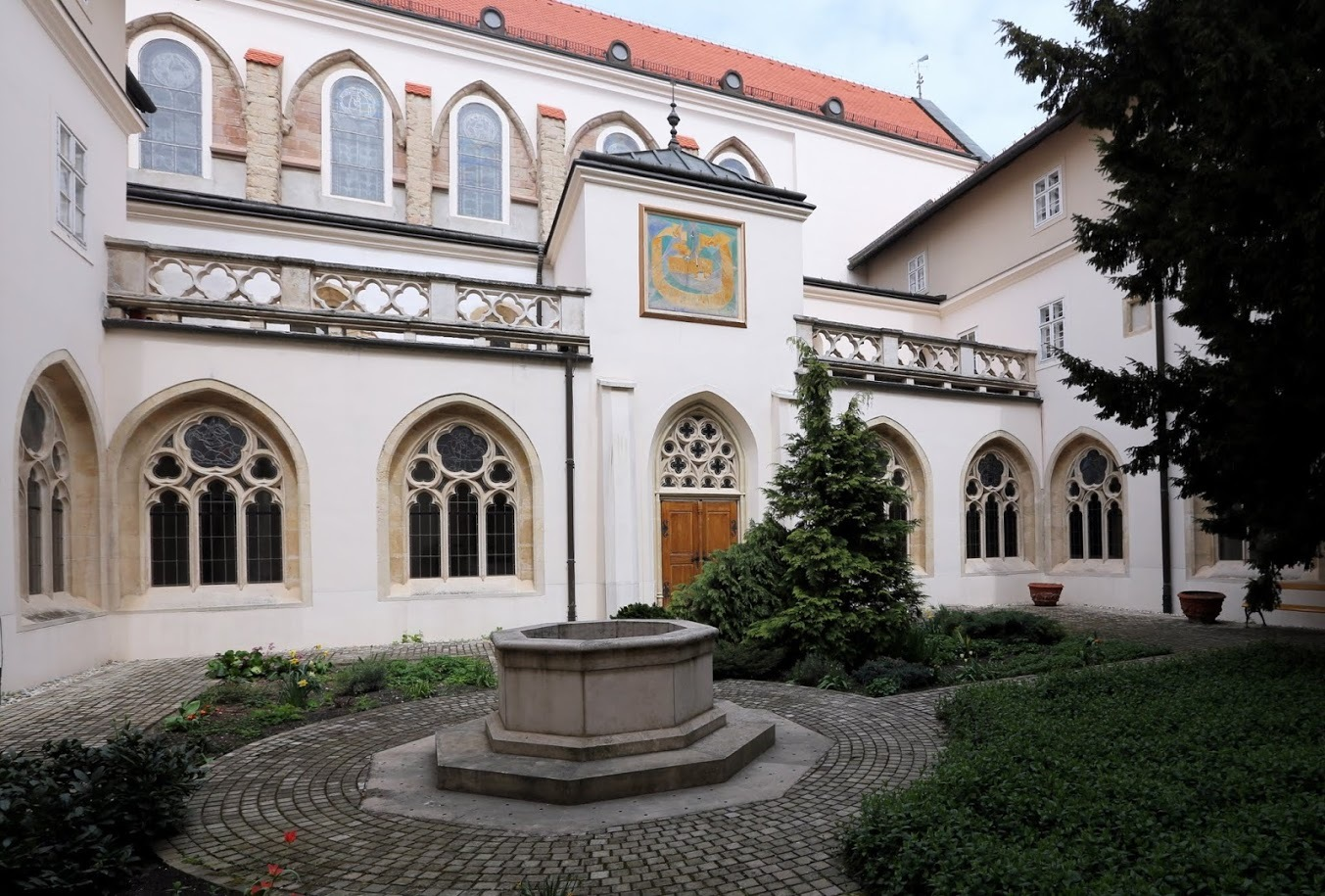
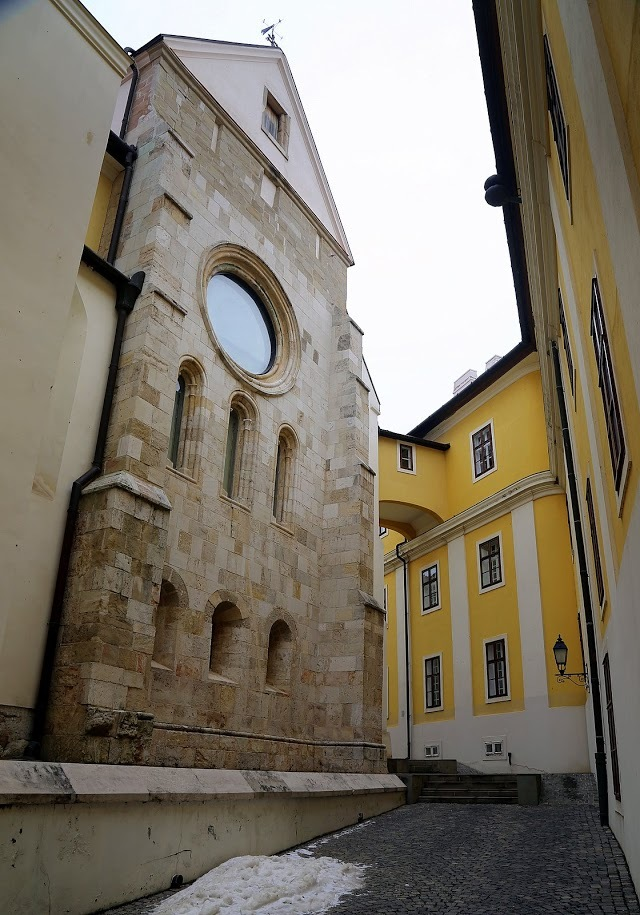
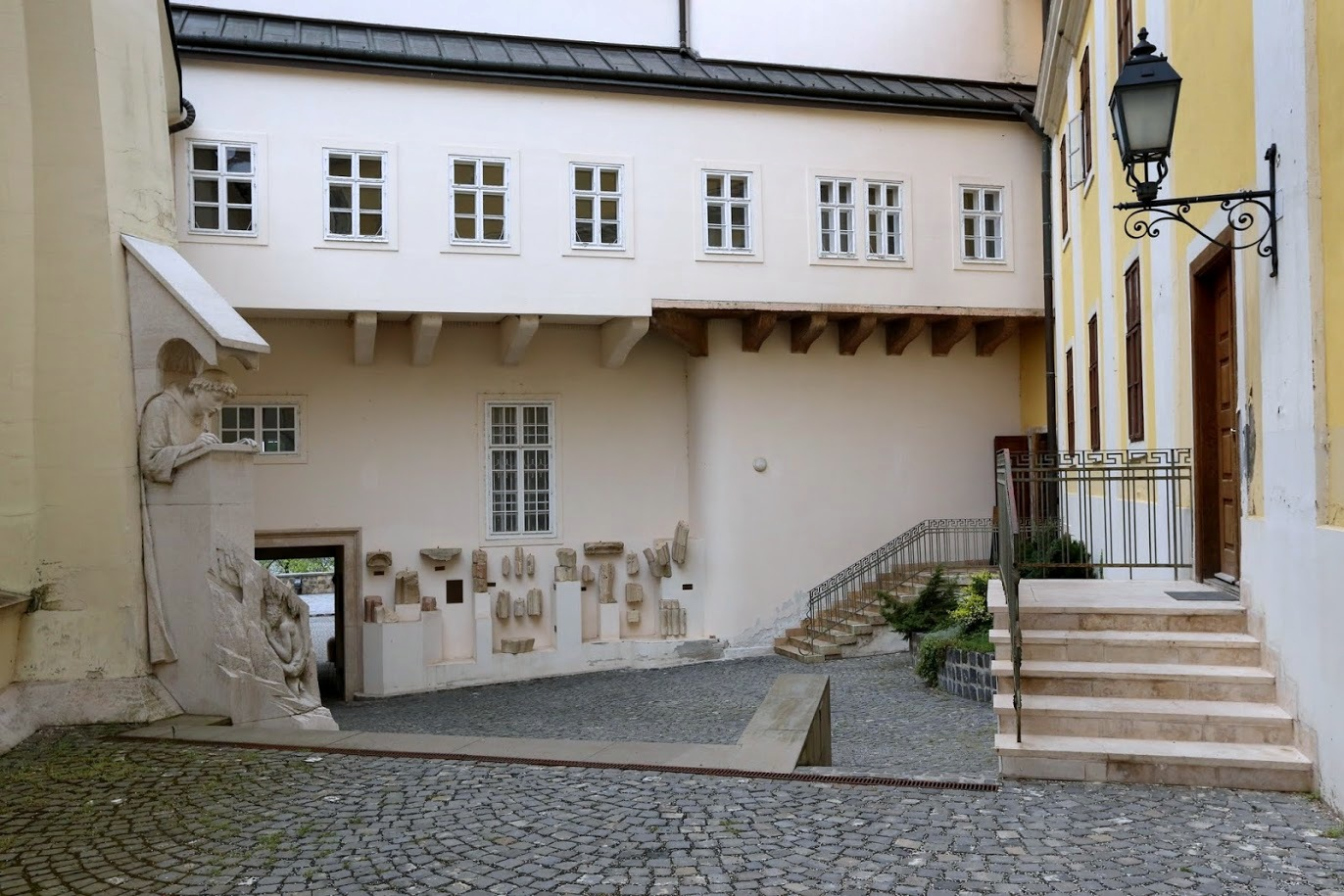
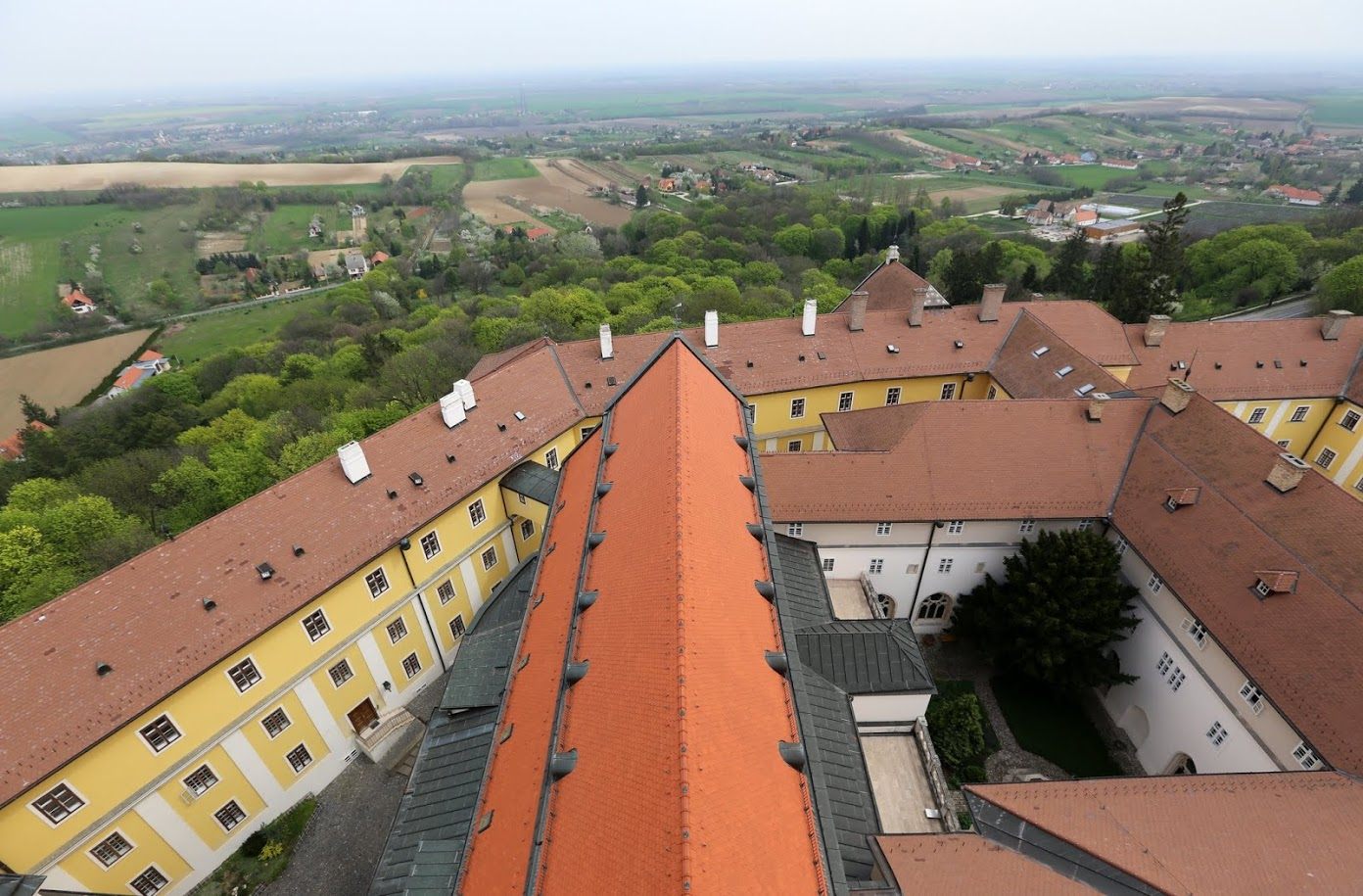
Kilátás a templom tornyából
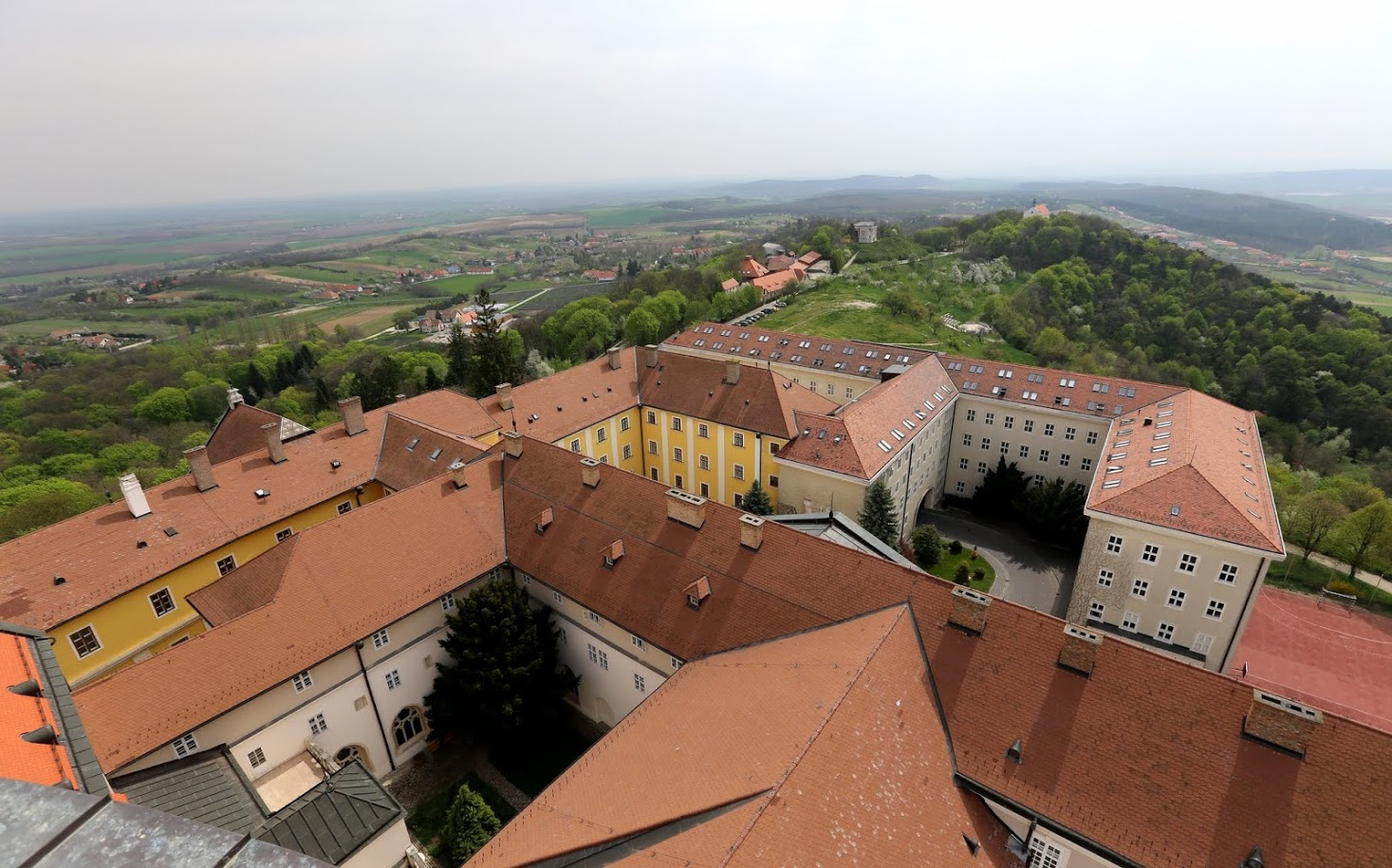
Kilátás a templom tornyából
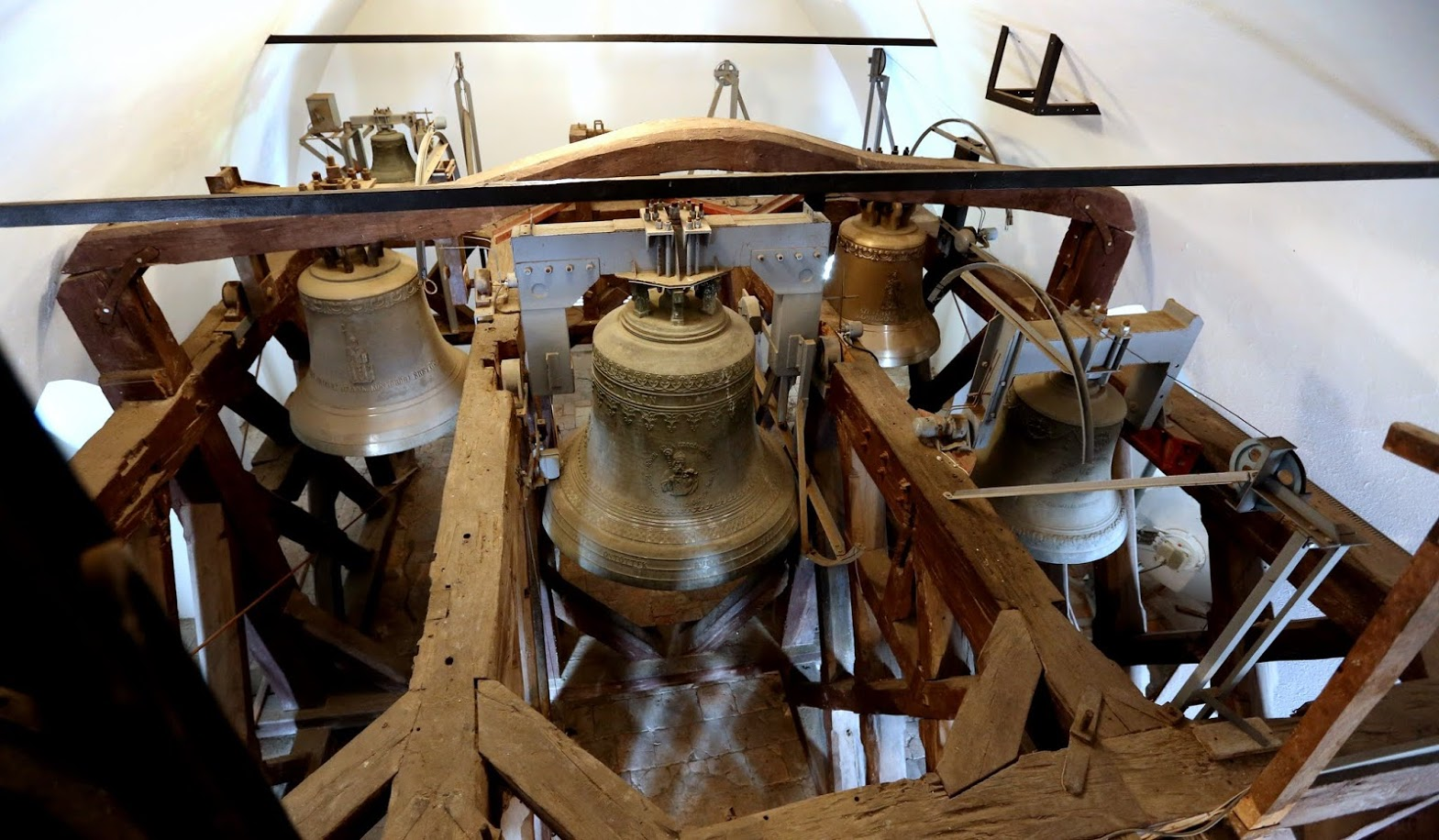
A templom harangjai